# Liste der Biografien/Ale
Liste der Biografien |
Portal Biografien |
Personensuche
# |
A |
B |
C |
D |
E |
F |
G |
H |
I |
J |
K |
L |
M |
N |
O |
P |
Q |
R |
S |
T |
U |
V |
W |
X |
Y |
Z |
?
 
Aa |
Ab |
Ac |
Ad |
Ae |
Af |
Ag |
Ah |
Ai |
Aj |
Ak |
Al |
Am |
An |
Ao |
Ap |
Aq |
Ar |
As |
At |
Au |
Av |
Aw |
Ax |
Ay |
Az
 
Ala |
Alb |
Alc |
Ald |
Ale |
Alf |
Alg |
Alh |
Ali |
Alj |
Alk |
All |
Alm |
Aln |
Alo |
Alp |
Alq |
Alr |
Als |
Alt |
Alu |
Alv |
Alw |
Alx |
Aly |
Alz
Die Liste der Biografien führt alle Personen auf, die in der deutschsprachigen Wikipedia einen Artikel haben. Dieses ist eine Teilliste mit 1015 Einträgen von Personen, deren Namen mit den Buchstaben „Ale“ beginnt.

## Ale
- Ale, Agustín (* 1995), uruguayischer Fußballspieler

### Alea
- Alea der Bescheidene (* 1978), deutscher Sänger
- Aleander, Hieronymus (1480–1542), päpstlicher Gesandter
- Aleandri, Ireneo (1795–1885), italienischer Ingenieur, Baumeister und Architekt
- Aleandri, Vittorio Emanuele (1863–1927), italienischer Lokalhistoriker und Dialektdichter
- Aleandro, Norma (* 1936), argentinische Schauspielerin, Dramatikerin und Theaterregisseurin
- Aleardi, Aleardo (1812–1878), italienischer Dichter und Politiker
- Aleardi, Alex (* 1992), US-amerikanischer Eishockeyspieler
- Aleardi, Pasquale (* 1971), Schweizer Filmschauspieler und MusikerPasquale Aleardi (* 1971)

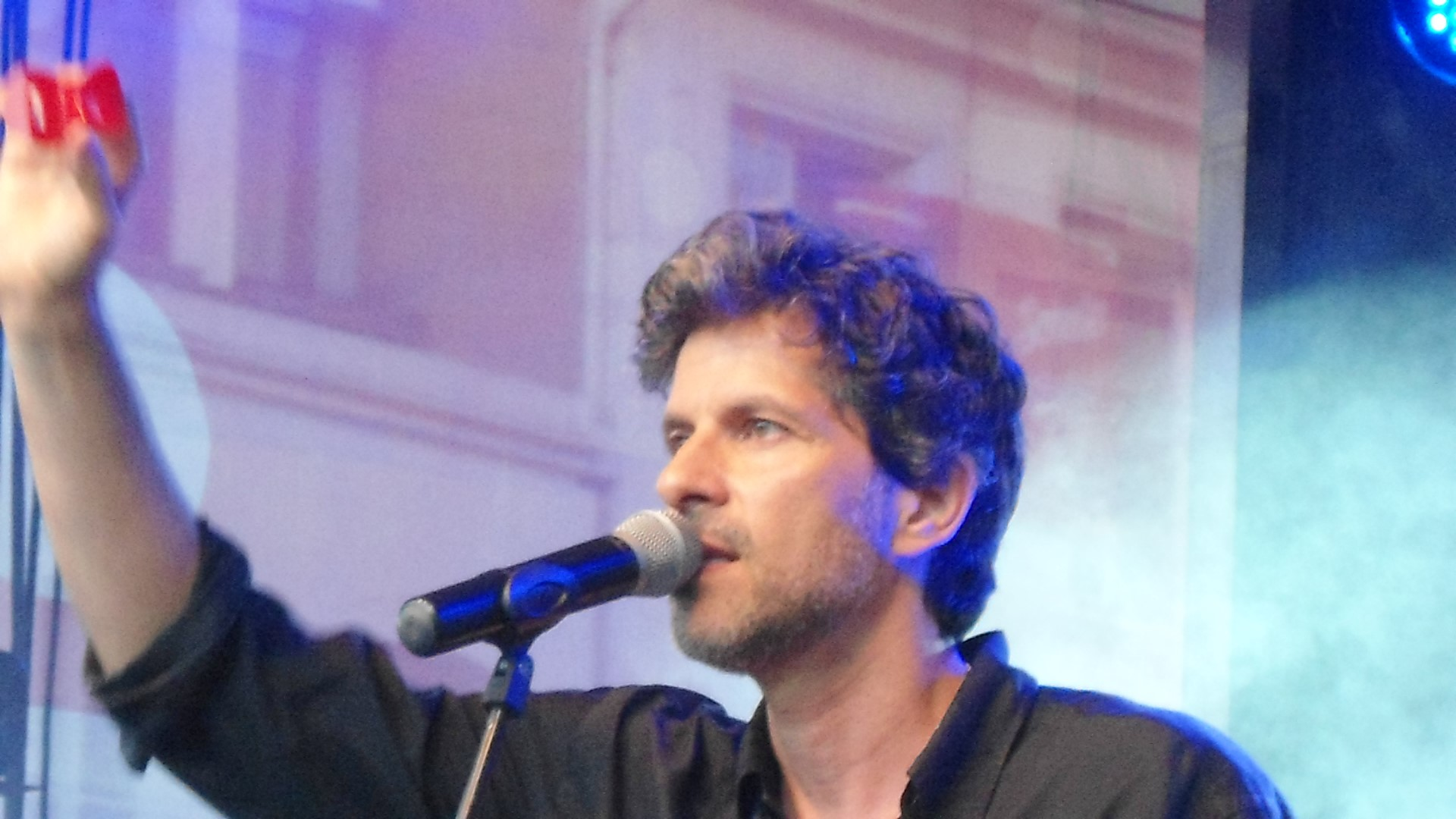
Pasquale Aleardi (* 1971)

- Aleaume, Jacques (1562–1627), französischer Mathematiker, Kryptologe und Ingenieur

### Aleb
- Alebić, Josip (1947–2021), jugoslawischer Leichtathlet
- Alebua, Ezekiel (1947–2022), salomonischer Politiker

### Alec
- Alec, Wendy, US-amerikanische Unternehmerin und Co-Gründerin von God TV
- Alecha, Germán (* 1985), argentinischer Fußballspieler
- Alechinsky, Pierre (* 1927), belgischer Maler
- Alechnavičius, Laimutis (* 1966), litauischer Jurist, Richter
- Alečković, Mira (1924–2008), jugoslawische Dichterin
- Alecsandrescu, Ion (1928–2000), rumänischer Fußballspieler und -funktionär
- Alecsandri, Vasile (1821–1890), rumänischer Dichter, Dramatiker und Politiker
- Alecsandro (* 1981), brasilianischer Fußballspieler
- Alecu, Ioan (1944–2011), rumänischer Fußballspieler

### Aled
- Aledrissi, Issam (* 1984), libanesischer Fußballspieler

### Alee
- Aleem al-Razee (1925–1985), bengalischer Jurist, Journalist und Politiker
- Aleem, Anwar Abdel (1918–1996), ägyptischer Meeresbiologe
- Aleem, Obaidullah (1939–1998), indisch-pakistanischer Dichter
- Aleen (* 1982), deutsche Popsängerin
- Aleesami, Haitam (* 1991), norwegischer Fußballspieler

### Alef
- Alef Poh-ji (* 1987), thailändischer Fußballspieler
- Alef, Alexander Heinrich (1885–1945), deutscher katholischer Priester
- Alef, Heinrich (1897–1966), Bürgermeister von Bad Godesberg
- Alef, Rob (* 1965), deutscher Schriftsteller
- Alef, Wilhelm (1882–1957), deutscher Gewerkschafter und Politiker (Zentrum, CDU), MdL, MdR
- Alefeld, Friedrich (1820–1872), deutscher Botaniker
- Alefeld, Georg (1933–1995), deutscher Physiker
- Alefeld, Georg Ludwig (1732–1774), deutscher Mediziner und Physiker
- Alefeld, Georg Ludwig Nikolaus (1789–1856), herzoglich nassauischer Generalmajor
- Alefeld, Götz (* 1941), deutscher Mathematiker
- Alefeld, Heinrich (1739–1806), deutscher Amtmann und Repräsentant des Deutschen Ordens
- Alefeld, Johann Ludwig (1695–1760), deutscher Philosoph und Physiker
- Alefeld, Ludwig (1774–1835), deutscher Amtmann
- Alefeld-Gerges, Beate (* 1959), deutsche Sozialpädagogin, Trauerbegleiterin, Autorin und Bundesverdienstkreuzträgerin

### Aleg
- Alegambe, Philipp (1592–1652), Jesuit und Historiker
- Alegbe, Al-Fayed (* 2004), deutscher Basketballspieler
- Alegiani, Anna Maria (* 1927), italienische Schauspielerin
- Alegre i Vilas, Josep (1940–2024), spanischer Ordenspriester, Abt des Klosters Poblet
- Alegre, David (* 1984), spanischer Hockeyspieler
- Alegre, Efraín (* 1963), paraguayischer Politiker
- Alegre, Johnny (* 1955), philippinischer Jazzmusiker (Gitarre, Komposition)
- Alegre, Manuel (* 1936), portugiesischer Dichter und Politiker, Mitglied der Partido Socialista
- Alegre, Ramón (* 1981), spanischer Hockeyspieler
- Alègre, Yves d’ (1653–1733), französischer Adliger und Marschall von Frankreich
- Alegría, Alonso (* 1940), peruanischer Regisseur, Theaterleiter und Autor
- Alegría, Ciro (1909–1967), peruanischer Schriftsteller, Politiker und Journalist
- Alegría, Claribel (1924–2018), nicaraguanische Schriftstellerin
- Alegría, Janet (* 1987), mexikanische Taekwondoin
- Alegría, Juan (* 2002), kolumbianischer Fußballspieler
- Alegría, Juan Carlos (* 1976), chilenischer Fußballspieler
- Alegría, Pilar (* 1977), spanische Bildungsministerin
- Alegría, Ricardo (1921–2011), puerto-ricanischer Schriftsteller, Archäologe und Anthropologe
- Alegría, Sigrid (* 1974), chilenische Schauspielerin

### Aleh
- Aleh, Jo (* 1986), neuseeländische Seglerin

### Alei
- Aleijadinho (1738–1814), Baumeister und Bildhauer des brasilianischen Barock
- Aleiner, Igor, US-amerikanischer Physiker
- Aleinikow, Jewgeni Wassiljewitsch (1967–2024), russischer Sportschütze
- Aleinikow, Pjotr Martynowitsch (1914–1965), sowjetischer Theater- und Filmschauspieler
- Aleixandre, Concepción (1862–1952), spanische Lehrerin, Gynäkologin, Erfinderin und Frauenrechtlerin
- Aleixandre, Vicente (1898–1984), spanischer Lyriker und Nobelpreisträger für Literatur
- Aleixandri, Laia (* 2000), spanische FußballspielerinLaia Aleixandri (* 2000)

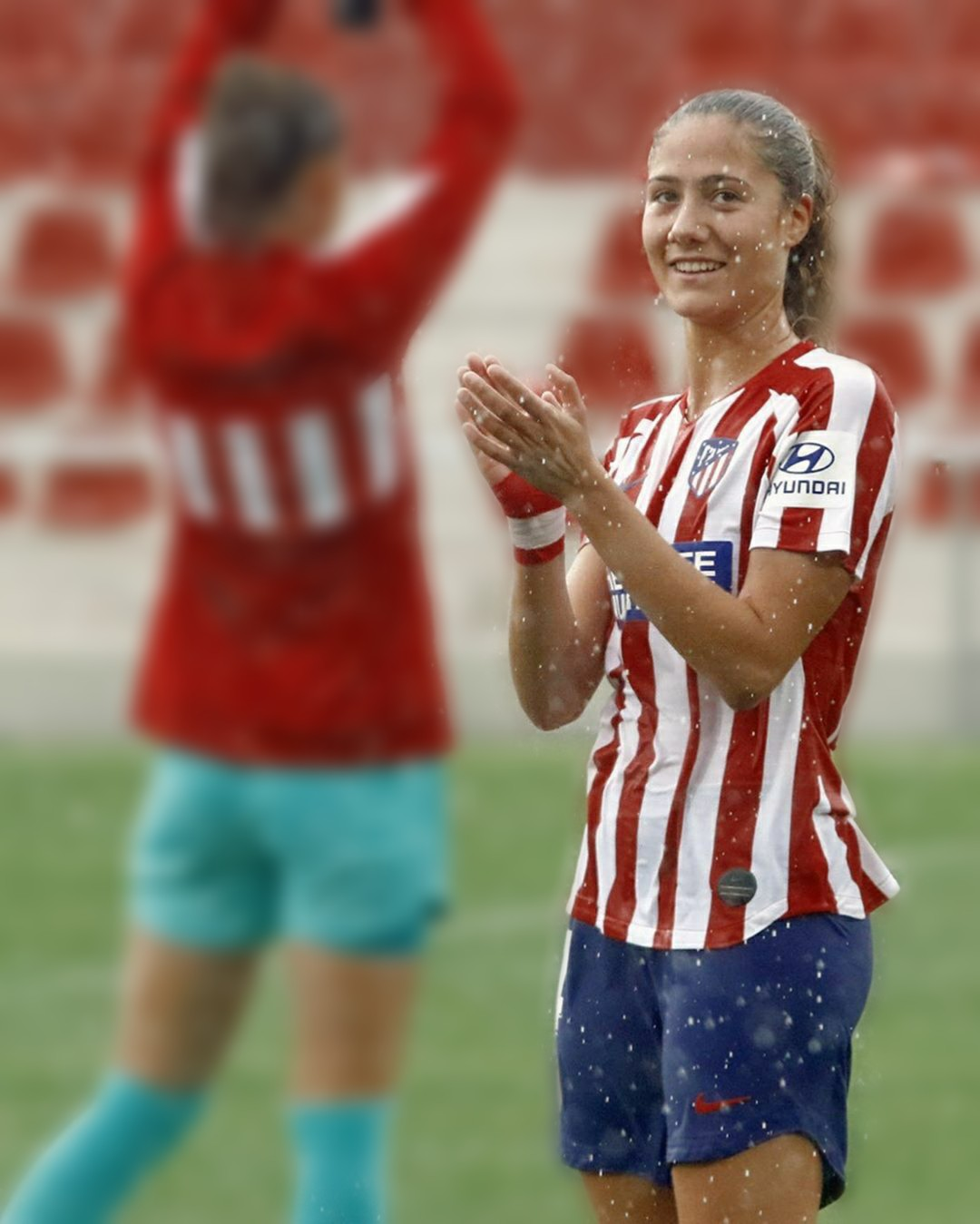
Laia Aleixandri (* 2000)

- Aleixo, Alexandre (* 1973), brasilianischer Ornithologe und Evolutionsbiologe
- Aleixo, António (1899–1949), portugiesischer Volksdichter
- Aleixo, Éder (* 1957), brasilianischer Fußballspieler
- Aleixo, Filomeno (* 1958), osttimoresischer Politiker und Diplomat
- Aleixo, Pedro (1901–1975), brasilianischer Rechtsanwalt, Hochschullehrer und Politiker

### Alej
- Alejan, Edgardo (* 1986), philippinischer Sprinter
- Alejandre Martínez, Fernando (* 1956), spanischer General
- Alejándrez, Juan Manuel (1944–2007), mexikanischer Fußballspieler
- Alejandro, Kevin (* 1976), US-amerikanischer SchauspielerKevin Alejandro (* 1976)

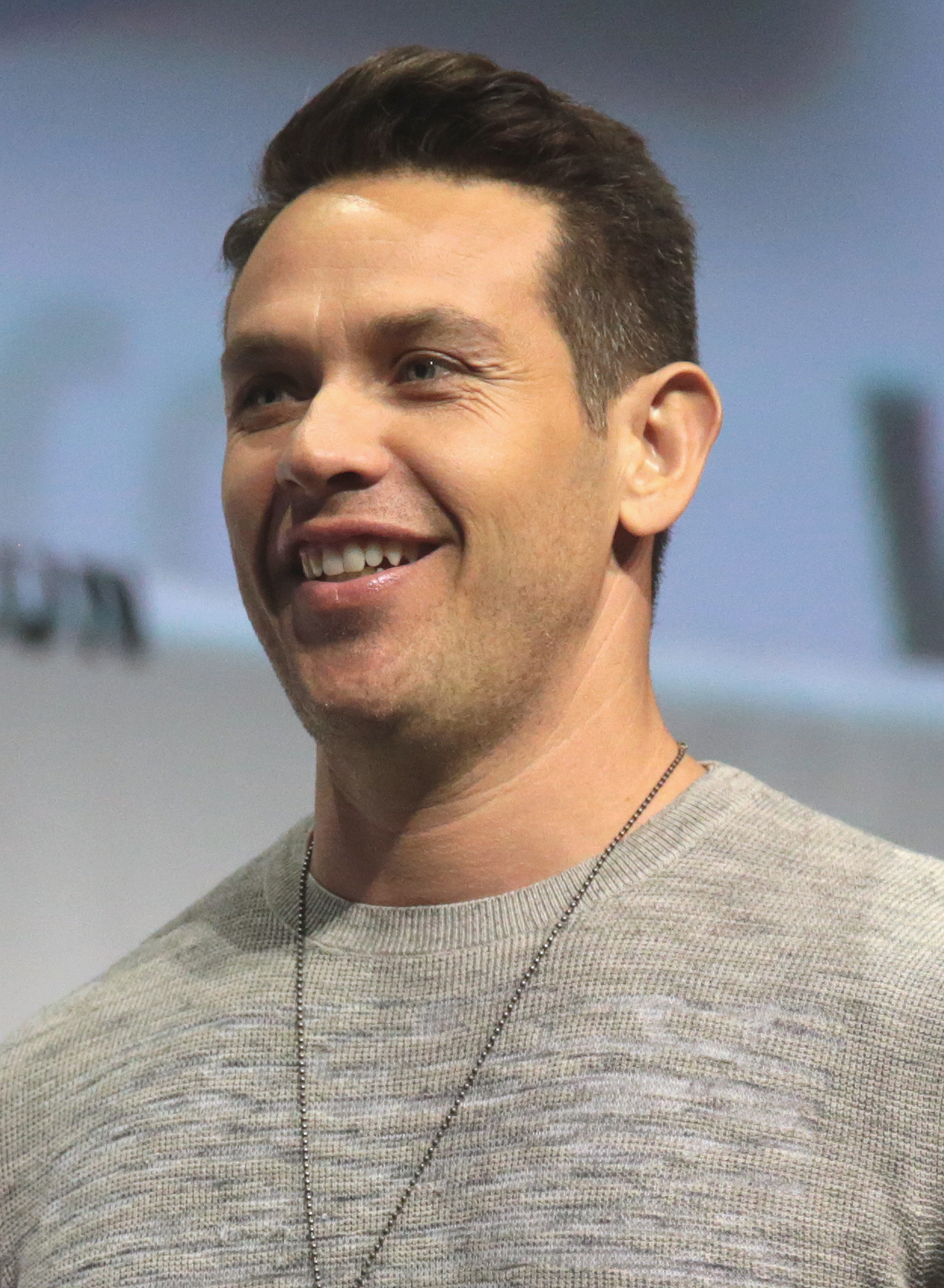
Kevin Alejandro (* 1976)

- Alejchem, Scholem (1859–1916), jiddischer Schriftsteller
- Alejnik, Uladsimir (* 1959), sowjetisch-belarussischer Wasserspringer
- Alejnikau, Sjarhej (* 1961), sowjetischer und belarussischer Fußballspieler
- Alejo, Blanca (* 1962), dominikanische Tischtennisspielerin
- Alejos Cámbara, José Roberto (* 1961), guatemaltekischer Politiker

### Alek
- Alekan, Henri (1909–2001), französischer Kameramann
- Alekin, Boris (1904–1942), russischer Schauspieler
- Äleklint, Mats (* 1979), schwedischer Jazzposaunist, Arrangeur und Komponist
- Alekna, Jurgis (1873–1952), litauischer Arzt, Politiker und Vizeminister
- Alekna, Martynas (* 2000), litauischer Diskuswerfer
- Alekna, Mykolas (* 2002), litauischer Diskuswerfer
- Alekna, Raimundas (* 1959), litauischer Politiker, Mitglied des Seimas und Arzt
- Alekna, Virgilijus (* 1972), litauischer Diskuswerfer
- Aleknaitė-Abramikienė, Vilija (* 1957), litauische Pianistin und Politikerin
- Aleknonis, Gintaras (* 1961), litauischer Theatrologe, Journalist, Professor an der Mykolas-Romeris-Universität
- Alekperow, Wagit Jussufowitsch (* 1950), russischer ÖlunternehmerWagit Jussufowitsch Alekperow (* 1950)

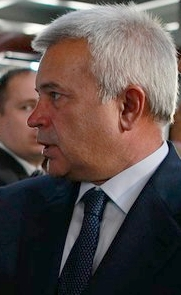
Wagit Jussufowitsch Alekperow (* 1950)

- Aleksa, Jonas (1939–2005), litauischer Dirigent und Musikpädagoge
- Aleksa, Konstantin (* 2007), österreichischer Fußballspieler
- Aleksander, Grant (* 1959), US-amerikanischer Schauspieler
- Aleksander, Igor (* 1937), britischer Informatiker
- Aleksandersen, Oddny (* 1942), norwegische Politikerin
- Aleksandersen, Tore (1968–2023), norwegischer Volleyballtrainer
- Aleksandravičius, Petras (1906–1997), litauischer Bildhauer
- Aleksandrov, Aleksandar (* 1990), aserbaidschanischer Ruderer bulgarischer Herkunft
- Aleksandrov, Andrei (* 1990), estnischer Eishockeyspieler
- Aleksandrov, Artemi (* 2000), estnischer Eishockeyspieler
- Aleksandrov, Nemanja (* 1987), serbischer Basketballspieler
- Aleksandrow, Michail (* 1989), bulgarischer Fußballspieler
- Aleksandrow, Nikola (* 1937), bulgarischer Politiker
- Aleksandrow, Petar (* 1962), bulgarischer Fußballspieler
- Aleksandrow, Todor (1881–1924), bulgarisch-makedonischer Wojwode und Widerstandskämpfer in Makedonien, Gründer der Inneren Makedonischen Revolutionären Organisation (IMRO)
- Aleksandrow, Walentin (1946–2008), bulgarischer Politiker
- Aleksandrowicz, Dariusz (1949–2022), polnischer Philosoph und Hochschullehrer
- Aleksandrowicz-Ulrich, Alina (1931–2025), polnische Literaturhistorikerin
- Aleksandrowska, Elżbieta (1928–2018), polnische Literaturhistorikerin, Herausgeberin und Bibliografin
- Aleksandrzak, Leszek (* 1958), polnischer Politiker, Mitglied des Sejm
- Aleksanjan, Artak (* 1991), armenischer Fußballspieler
- Aleksanjan, Artur (* 1991), armenischer RingerArtur Aleksanjan (* 1991)

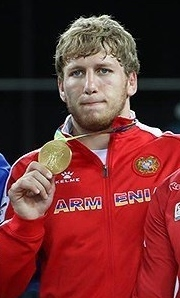
Artur Aleksanjan (* 1991)

- Alekseenok, Vitali (* 1991), belarussischer Dirigent
- Alekseev (* 1993), ukrainischer Sänger und Songwriter
- Alekseev, Anton (* 1967), Mathematiker
- Alekseevna, Yana (* 1987), aserbaidschanische, ehemals ukrainische Boxerin
- Aleksejev, Marius (* 1982), estnischer Handballspieler
- Aleksejev, Tiit (* 1968), estnischer Historiker, Diplomat und Schriftsteller
- Aleksejūnas, Adolfas (* 1937), sowjetischer Leichtathlet
- Aleksey (* 1977), deutscher Rapper
- Alekseyeva, Julia (* 1988), ukrainisch-US-amerikanische Autorin und Zeichnerin
- Aleksić, Branimir (* 1990), serbischer Fußballspieler
- Aleksić, Danijel (* 1991), serbischer Fußballspieler
- Aleksić, Goran (* 1982), österreichisch-serbischer Handballspieler und -trainer
- Aleksić, Goran (* 1985), kroatischer Fußballspieler
- Aleksić, Maja (* 1997), serbische Volleyballspielerin
- Aleksić, Mija (1923–1995), jugoslawisch-serbischer Schauspieler
- Aleksić, Milan (* 1986), serbischer Wasserballer
- Aleksić, Petar (* 1968), bosnisch-schweizerischer Basketballtrainer
- Aleksić, Seka (* 1981), bosnisch-serbische Turbo-Folk-SängerinSeka Aleksić (* 1981)

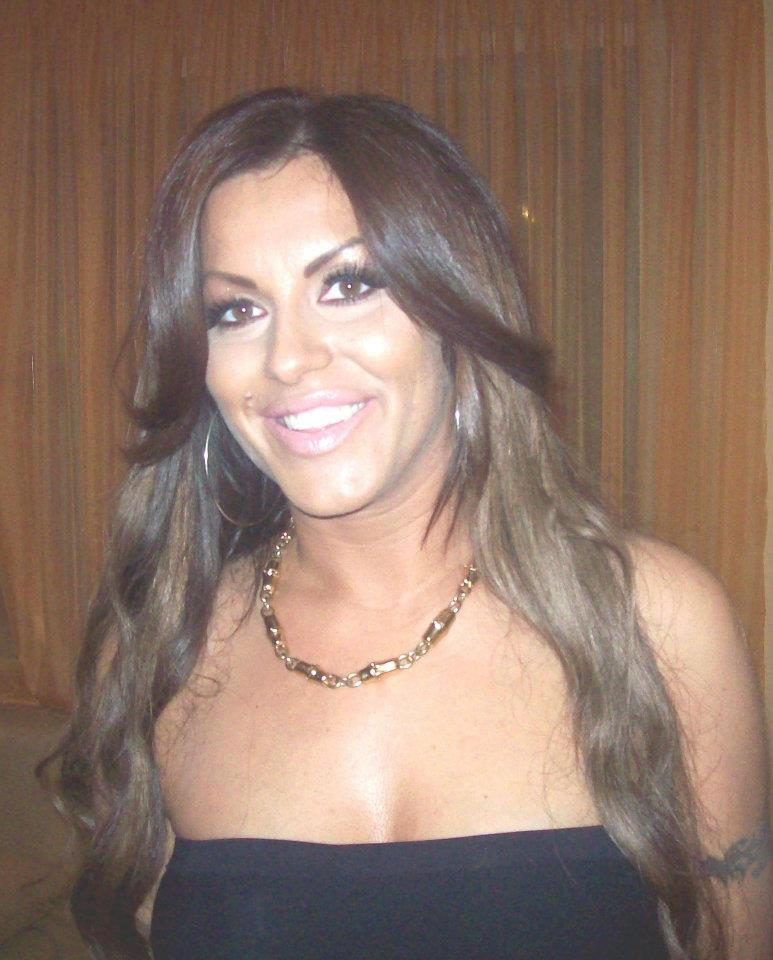
Seka Aleksić (* 1981)

- Aleksić, Vesna (* 1958), serbische Schriftstellerin
- Aleksidse, Rati (* 1978), georgischer Fußballspieler
- Aleksidze, Zurab, georgischer Botschafter
- Aleksiew, Stojan (* 1951), bulgarischer Schauspieler
- Aleksiew, Todor (* 1983), bulgarischer Volleyballspieler
- Aleksijewitsch, Illja (* 1991), belarussischer Fußballspieler
- Aleksijiwa, Maryna (* 2001), ukrainische Synchronschwimmerin
- Aleksijiwa, Wladyslawa (* 2001), ukrainische Synchronschwimmerin
- Aleksijtschuk, Wenedykt (* 1968), ukrainischer Geistlicher, ukrainisch griechisch-katholischer Bischof von Chicago
- Aleksischwili, Aleks (* 1974), georgischer Politiker
- Aleksiūnienė, Danutė (* 1952), litauische Politikerin
- Aleksjuk, Wolodymyr (* 1987), ukrainischer Eishockeyspieler
- Aleksonis, Juozas (1913–1944), sowjetischer Partisan, Held der Sowjetunion
- Aleksova, Blaga (1922–2007), nordmazedonische Archäologin
- Aleksovski, Marko (* 2007), nordmazedonischer Sprinter
- Aleksovski, Zlatko (* 1960), bosnisch-kroatischer Gefängniskommandant

### Alel
- Alele-Williams, Grace (1932–2022), nigerianische Mathematikerin und Hochschullehrerin
- Aleljuchin, Alexei Wassiljewitsch (1920–1990), sowjetischer Jagdflieger und zweifacher Held der Sowjetunion

### Alem
- Alem, Anzor (* 2001), kongolesischer Schauspieler, Filmproduzent und Musiker
- Alem, Joaquín (* 1975), argentinischer Komponist, Bandoneon-Spieler und Gitarrist
- Alem, Leandro Nicéforo († 1896), argentinischer Politiker
- Alem, Oscar (1941–2017), argentinischer Kontrabassist, Pianist und Komponist
- Alem, Raja (* 1970), saudi-arabische Autorin
- Alem, Shadia (* 1960), saudi-arabische Malerin
- Alemagna, Giovanni d’ († 1450), deutscher Maler
- Alemán Chávez, Jesús Omar (* 1970), mexikanischer römisch-katholischer Geistlicher und Bischof von Cuauhtémoc-Madera
- Alemán Eslava, Miguel Ángel (1922–1992), argentinischer Geistlicher
- Alemán Valdés, Miguel († 1983), mexikanischer Politiker, Staatspräsident von Mexiko
- Alemán, Arnoldo (* 1946), nicaraguanischer Politiker, Staatspräsident Nicaraguas (1997–2002)
- Alemán, Brahian (* 1989), uruguayischer Fußballspieler
- Alemán, Demis (* 1987), argentinischer Radrennfahrer
- Alemán, Fedora (1912–2018), venezolanische Sängerin
- Alemán, Mateo († 1613), spanischer Autor
- Alemán, Oscar (1909–1980), argentinischer Jazzmusiker
- Alemán, Rocío (* 1992), mexikanische Balletttänzerin
- Alemán, Rodrigo († 1542), kastilischer Bildhauer
- Alemand, Louis-Augustin (1653–1728), französischer Jurist, Mediziner, Romanist und Grammatiker
- Alemani, Cecilia (* 1977), italienische Kuratorin
- Alemann, Claudia von (* 1943), deutsche Filmregisseurin und Professorin
- Alemann, Ernesto (1893–1982), argentinischer Journalist und Autor
- Alemann, Jacob (1574–1630), deutscher Kanzler und Jurist
- Alemann, Johann (1618–1688), deutscher Jurist und kursächsischer Bergrat
- Alemann, Johann Ernst von (1684–1757), preußischer Kavalleriegeneral
- Alemann, Juan Ernesto (1927–2024), argentinischer Wirtschaftswissenschaftler und Journalist
- Alemann, Mechthild von (* 1937), deutsche Politikerin (FDP), MdL, MdEP
- Alemann, Roberto (1922–2020), argentinischer Politiker, Rechtsanwalt, Journalist und Autor
- Alemann, Ulrich von (* 1944), deutscher Politologe
- Alemann, Wilhelm August (1728–1784), Bürgermeister von Hannover
- Alemann, Wilhelm von (1798–1881), österreichischer k. u. k. Feldzeugmeister
- Alemanno, Gianni (* 1958), italienischer Politiker, ehemaliger Bürgermeister von Rom
- Alemany Grau, José Ignacio (* 1934), spanischer Ordensgeistlicher, Altbischof von Chachapoyas
- Alemany y Conill, Joseph Sadoc (1814–1888), spanischer Ordensgeistlicher, Erzbischof von San Francisco
- Alemany, Aurélie (* 1975), französische Ingenieurin und Managerin der Energiewirtschaft
- Alemany, Ellen (* 1955), US-amerikanische Bankmanagerin, Vorsitzende und CEO der CIT-Group und der CIT Bank
- Alemany, Juan Francisco (* 1963), spanischer Handballspieler
- Alemão (* 1961), brasilianischer Fußballspieler
- Alemão (1984–2007), brasilianischer Fußballspieler
- Alemayehu, Gete (* 1998), äthiopische Langstreckenläuferin
- Alemayehu, Semretu (* 1970), äthiopischer Marathonläufer
- Alemayehu, Tilahun (* 1962), äthiopischer Radrennfahrer
- Alemayo, Marta (* 2008), äthiopische Langstreckenläuferin
- Alembekowa, Elmira Schamiljewna (* 1990), russische Geherin
- Alembert, Jean-Baptiste le Rond d’ (1717–1783), französischer Mathematiker, Physiker und Philosoph der AufklärungJean-Baptiste le Rond d’Alembert (1717–1783)

Jean-Baptiste le Rond d’Alembert (1717–1783)

- Alemdar Mustafa Pascha (1755–1808), türkischer Großwesir
- Alemdar, Doğan (* 2002), türkischer Fußballtorwart
- Alemdar, Şeref (* 1917), türkischer Basketballspieler
- Alemdaroğlu, Ayhan (* 1968), türkischer Fußballspieler und -trainer
- Alemdaroğlu, Kemal (* 1939), türkischer Mediziner, Universitatsdirektor
- Alemeshete, Mekedes (* 2006), äthiopische Langstreckenläuferin
- Alemov, Usman (* 1950), usbekischer Großmufti
- Alemseged, Zeresenay (* 1969), äthiopischer Paläoanthropologe
- Alemu, Abera (* 2006), äthiopischer Stabhochspringer
- Alemu, Almaz (* 1982), äthiopische Marathonläuferin
- Alemu, Bethlehem (* 1978), äthiopische Unternehmerin
- Alemu, Dagne (* 1980), äthiopischer Langstreckenläufer
- Alemu, Deriba (* 1983), äthiopische Langstreckenläuferin
- Alemu, Elfenesh (* 1975), äthiopische Langstreckenläuferin
- Alemu, Habitam (* 1997), äthiopische Mittelstreckenläuferin
- Alemu, Megertu (* 1997), äthiopische Langstreckenläuferin
- Alemuel (* 1983), deutsche Theaterautorin und Journalistin

### Alen
- Alén Pérez, Alberto (1948–2004), kubanischer Cellist und Musikpädagoge
- Alén Rodríguez, Olavo (* 1947), kubanischer Musikwissenschaftler
- Alen, Hermann von († 1411), deutscher Kaufmann und Bürgermeister der Hansestadt Lübeck
- Alén, Juha (* 1981), finnischer Eishockeyspieler
- Alen, Konrad von († 1410), Befehlshaber der Lübecker Flotte und Ratsherr der Hansestadt Lübeck
- Alén, Markku (* 1951), finnischer Rallyefahrer
- Aleñá, Carles (* 1998), spanischer Fußballspieler
- Alencar Batista, Francisco de Sales (* 1968), brasilianischer Ordensgeistlicher und römisch-katholischer Bischof von Mossoró
- Alencar, Ane, brasilianische Geografin und Umweltwissenschaftlerin
- Alencar, Fernando Ramos de (1919–1994), brasilianischer Diplomat
- Alencar, José (1931–2011), brasilianischer Unternehmer, Politiker und Vizepräsident
- Alencar, José de (1829–1877), brasilianischer Schriftsteller
- Alencar, Rafael (* 1978), brasilianischer Pornodarsteller und ModelRafael Alencar (* 1978)

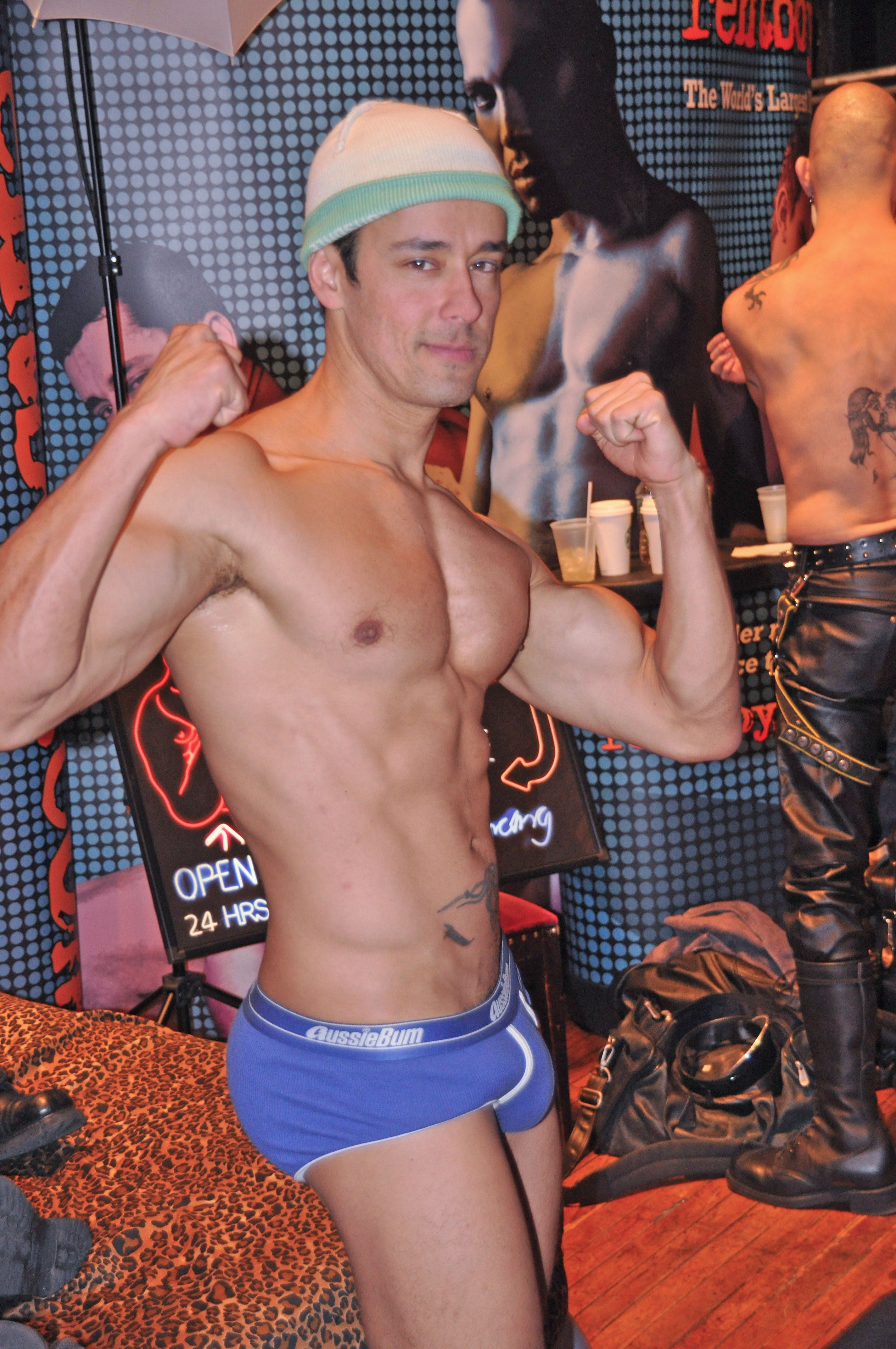
Rafael Alencar (* 1978)

- Alencastre Gutiérrez, Andrés (1909–1984), peruanischer Großgrundbesitzer (Hacendado), Dichter und Dramaturg
- Alencastre Noroña y Silva, Fernando de (1662–1717), Vizekönig von Neuspanien
- Alencastro, Luiz Felipe de (* 1946), brasilianischer Historiker und Politologe
- Alencherry, George (* 1945), indischer römisch-katholischer Geistlicher, emeritierter Großerzbischof und Oberhaupt der syro-malabarischen Kirche
- Alençon, Anne d’ (1492–1562), Herrin von La Guerche, Markgräfin von Montferrat
- Alençon, Émilienne d’ (1869–1946), französische Ballett-Tänzerin und Schauspielerin
- Alençon, François-Hercule de Valois, duc d’ (1555–1584), Sohn des französischen Königs Heinrich II. und französischer GeneralFrançois-Hercule de Valois, duc d’Alençon (1555–1584)

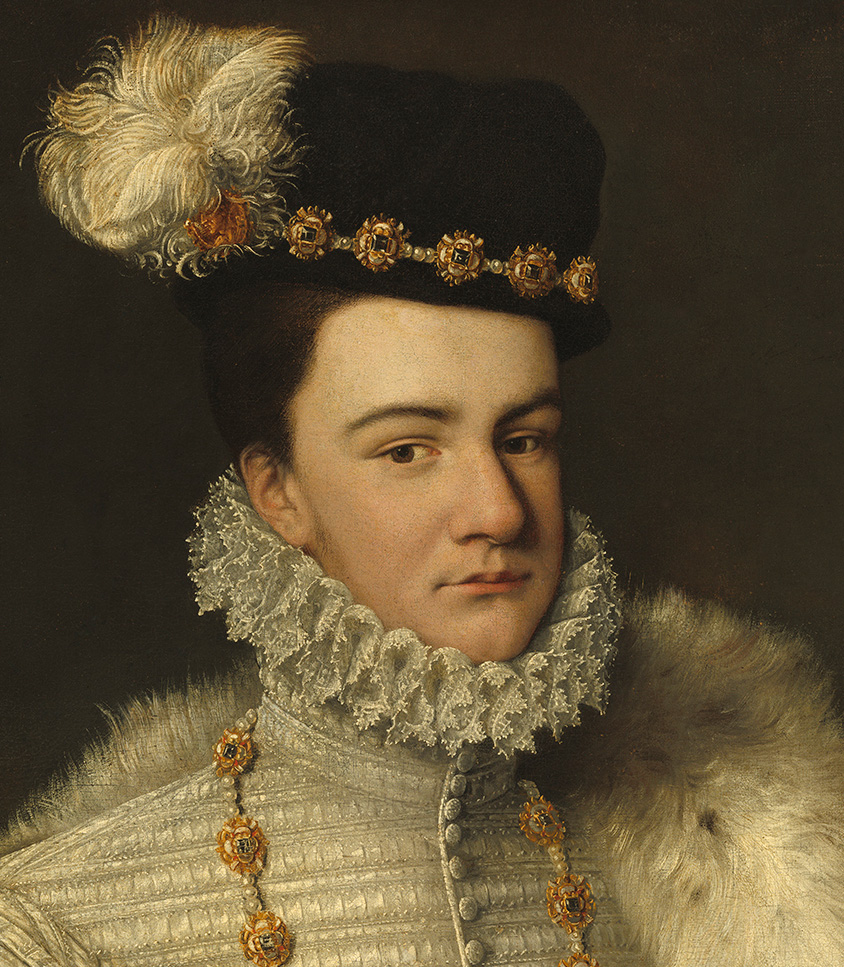
François-Hercule de Valois, duc d’Alençon (1555–1584)

- Alençon, Jean Pierre Antoine d’ (1687–1752), deutscher Beamter
- Alender, Yoko (* 1979), estnische Architektin und Politikerin
- Alene, Eden (* 2000), israelische Sängerin
- Alenemeh, Ahmad (* 1982), iranischer Fußballspieler
- Alengård, Emil (* 1987), schwedisch-isländischer Eishockeyspieler
- Aleni, Giulio (1582–1649), italienischer jesuitischer China-Missionar
- Alenitschew, Dmitri Anatoljewitsch (* 1972), russischer Fußballspieler und -trainer
- Alenius, Ele (1925–2022), finnischer Politiker (Demokratische Union des Finnischen Volkes), Abgeordneter, Minister, Zentralbankmanager
- Alenizyn, Alexander Apollonowitsch (1884–1922), russischer Tennisspieler
- Aleno de Saint-Aloüarn, Louis (1738–1772), französischer Marineoffizier und Entdecker
- Alentorn, Eduard (1855–1920), katalanischer Bildhauer
- Alenza, Leonardo (1807–1845), spanischer Genremaler, Kupferstecher und Illustrator

### Aleo
- Aléon, Runa, deutsche Schauspielerin und Synchronsprecherin
- Aleong, Aki (1934–2025), US-amerikanischer Schauspieler, Sänger und Musikproduzent
- Aleotti, Giovanni (* 1999), italienischer Radrennfahrer
- Aleotti, Giovanni Battista (1546–1636), italienischer Architekt und Ingenieur
- Aleotti, Vittoria Raffaella, italienische Komponistin, Nonne, Priorin, Organistin und Dirigentin

### Alep
- Alepous, Ioannis († 1971), griechischer Marathonläufer

### Aler
- Aler, John (1949–2022), amerikanischer Konzert- und Opernsänger (Tenor)
- Aler, Paul (1656–1727), luxemburgischer Philologe und Dichter
- Aleramo, Sibilla (1876–1960), italienische Schriftstellerin, Dichterin und FeministinSibilla Aleramo (1876–1960)

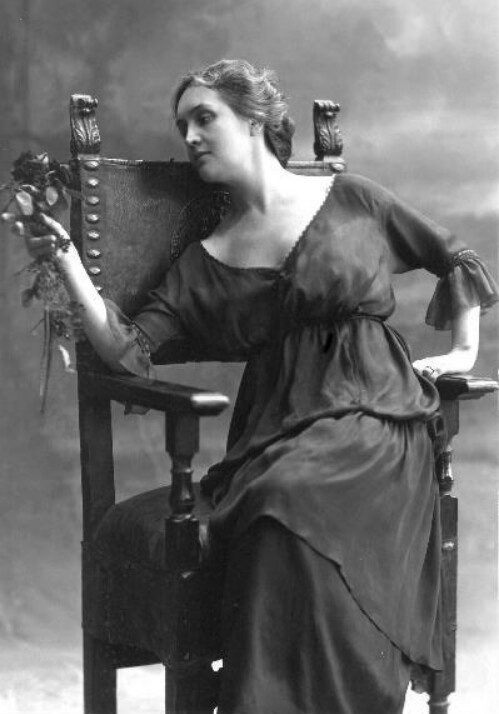
Sibilla Aleramo (1876–1960)

- Aleran († 852), fränkischer Adliger, gemeinsam mit Isembart Graf von Barcelona (849–852)
- Alerdinck, Everhard (1598–1658), deutscher Maler
- Alerding, Herman Joseph (1845–1924), deutschstämmiger, US-amerikanischer Geistlicher, römisch-katholischer Bischof von Fort Wayne
- Alerrandro (* 2000), brasilianischer Fußballspieler
- Alers, Christian (1922–2019), französischer Schauspieler und Theaterregisseur
- Alers, Christian Wilhelm (1737–1806), deutscher Autor und Dichter
- Alers, Georg Friedrich Wilhelm (1811–1891), deutscher Forstwissenschaftler und Badgründer
- Alers, Wilhelm Ludwig (1802–1869), deutscher Advokat und Dichter
- Alert, Archi (* 1965), deutscher MusikerArchi Alert (* 1965)

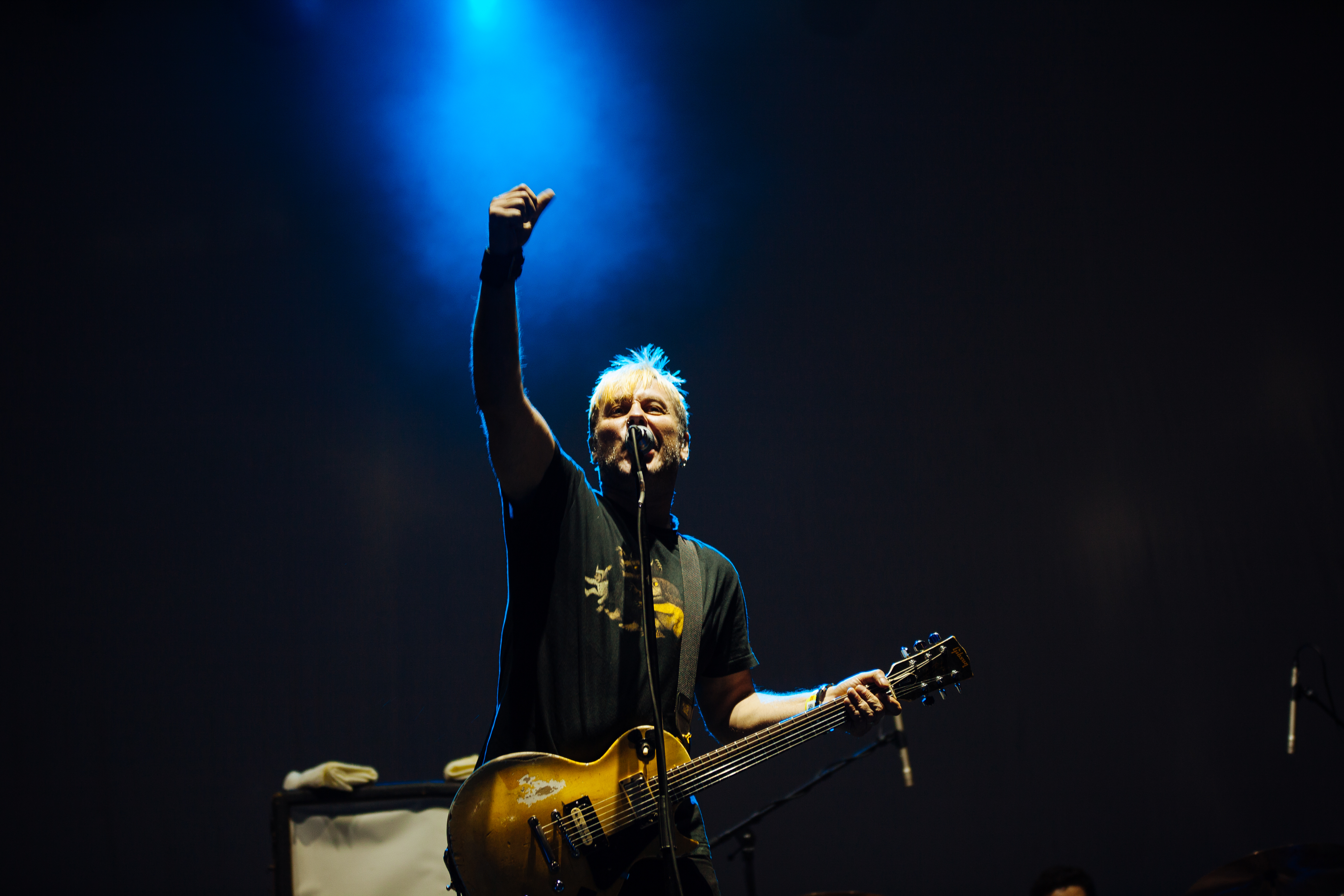
Archi Alert (* 1965)

- Alerte, David (* 1984), französischer Leichtathlet
- Alertz, Clemens August (1800–1866), deutscher Mediziner und Leibarzt der Päpste Gregor XVI. und Pius IX.

### Ales
- Ales, John (* 1969), US-amerikanischer Schauspieler
- Aleš, Mikoláš (1852–1913), böhmischer Illustrator und Maler
- Alesana, Tofilau Eti (1924–1999), samoanischer Politiker, Premierminister von Samoa
- Alesandrion (* 1961), österreichischer Maler
- Alesani, Hieronymus von (1830–1887), dalmatinischer Politiker
- Alesch, Robert (1906–1949), luxemburgischer Priester, Kaplan, Agent der deutschen Abwehr, Doppelagent und Denunziant
- Aleschus, Dirk (* 1972), deutscher Opernsänger (Bass)
- Aleshire, Arthur W. (1900–1940), US-amerikanischer Politiker
- Alesi, Giuliano (* 1999), französischer Automobilrennfahrer
- Alési, Hugo d’ (1849–1906), siebenbürgischer Graphiker, Maler und Zeichner
- Alesi, Jean (* 1964), französischer Autorennfahrer; Formel-1-PilotJean Alesi (* 1964)

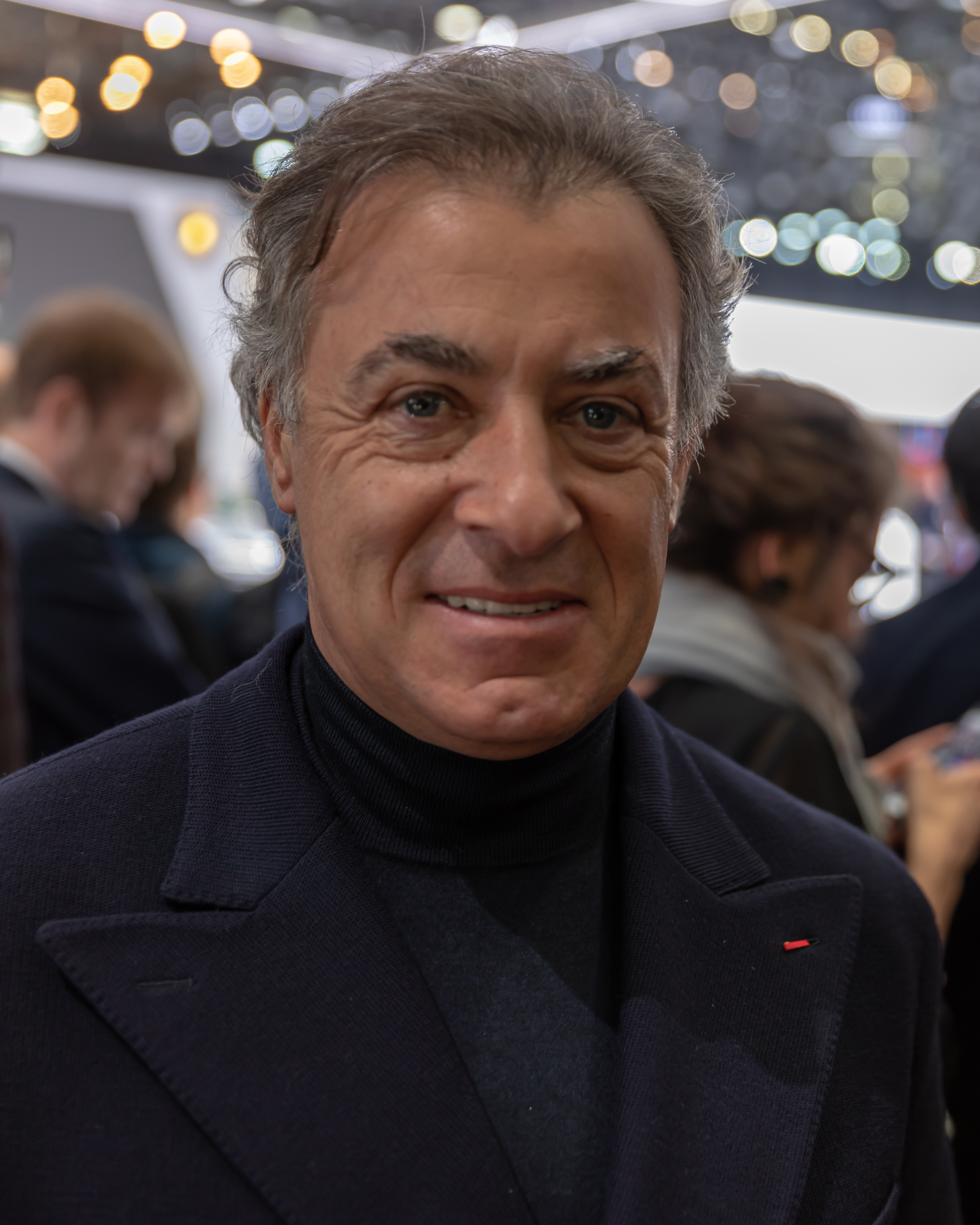
Jean Alesi (* 1964)

- Alesina, Alberto (1957–2020), italienischer Wirtschaftswissenschaftler
- Alesionka, Leonas (* 1949), litauischer Politiker
- Alesius, Alexander (1500–1565), schottischer Theologe und Reformator
- Aleškaitis, Vytenis (1953–2001), litauischer Politiker, Minister für internationale Wirtschaftsbeziehungen der Republik Litauen
- Alesker, Semyon (* 1972), israelischer Mathematiker
- Aleškevičius, Ignas (1950–2010), litauischer Politiker, Mitglied des Seimas
- Alesmael, Khaled (* 1979), syrisch-schwedischer Schriftsteller und Journalist
- Aless (* 1998), slowakische Sängerin und Rapperin
- Aless, Tony (1921–1988), US-amerikanischer Jazzpianist
- Alessandra, Caterina, italienische Komponistin
- Alessandrescu, Alfred (1893–1959), rumänischer Komponist, Dirigent, Pianist, Musikwissenschaftler, Hochschullehrer und Musikkritiker
- Alessandri Besa, Arturo (1923–2022), chilenischer Anwalt und Politiker
- Alessandri, Arturo (1868–1950), chilenischer Politiker
- Alessandri, Felice (1747–1798), italienischer Cembalist und Opernkomponist
- Alessandri, Fernando (1897–1982), chilenischer Politiker
- Alessandri, Jorge (1896–1986), chilenischer Politiker
- Alessandri, Marcel (1895–1968), französischer General
- Alessandria, Arnaud (* 1993), monegassischer Skirennläufer
- Alessandria, Christian (* 2000), italienischer Fußballspieler
- Alessandrin, Patrick (* 1965), französischer Filmregisseur und Drehbuchautor
- Alessandrin, Thaïs (* 1998), französische Schauspielerin
- Alessandrini, Elia (1997–2022), schweizerisch-italienischer Fussballspieler
- Alessandrini, Federico (1905–1983), italienischer Journalist
- Alessandrini, Goffredo (1904–1978), italienischer Regisseur
- Alessandrini, Rinaldo (* 1960), italienischer Cembalist und Dirigent
- Alessandrini, Romain (* 1989), französischer Fußballspieler
- Alessandrini, Sacha (* 1999), französische Hürdenläuferin
- Alessandro, Joseph (* 1944), maltesischer Ordensgeistlicher, emeritierter römisch-katholischer Bischof von Garissa in Kenia
- Alessandro, Raffaele d’ (1911–1959), Schweizer Komponist, Pianist und Organist
- Alessandroni, Alessandro (1925–2017), italienischer Musiker
- Alessandroni, Hugh (1908–1989), US-amerikanischer Florettfechter
- Alesse, Francesca (* 1960), italienische Philosophiehistorikerin
- Alessi, Dario (* 1967), britischer Biochemiker
- Alessi, Diego (* 1971), italienischer Rennfahrer
- Alessi, Galeazzo (1512–1572), italienischer Architekt
- Alessi, Giuseppe (1905–2009), italienischer Politiker (DC), Mitglied des Senato della RepubblicaGiuseppe Alessi (1905–2009)

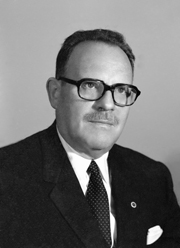
Giuseppe Alessi (1905–2009)

- Alessi, Joseph (* 1959), US-amerikanischer Posaunist
- Alessi, Ottavio (1919–1978), italienischer Filmregisseur
- Alessi, Ralph (* 1963), US-amerikanischer Jazztrompeter und Hochschullehrer
- Alessia (* 1983), rumänische Dance-, House- und Pop-Sängerin
- Alessio, Angelo (* 1965), italienischer Fußballspieler und -trainer
- Alessio, Camilla (* 2001), italienische Radsportlerin
- Alessio, Enrique (1918–2000), argentinischer Bandoneonist, Arrangeur und Komponist
- Alessio, Giovanni (1909–1984), italienischer Sprachwissenschaftler, Italianist und Toponomastiker
- Alessio, John (* 1979), kanadischer MMA-Kämpfer
- Alessio, Pino (1954–2006), italienischer Maler und Bildhauer
- Alessio, Simone (* 2000), italienischer Taekwondoin
- Alesso (* 1991), schwedischer DJ und House-ProduzentAlesso (* 1991)

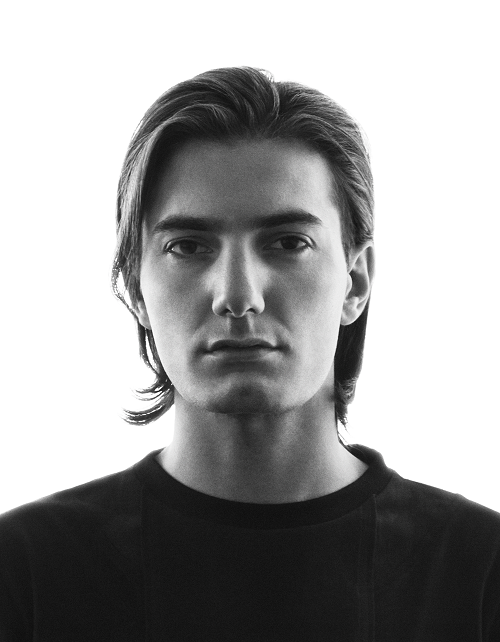
Alesso (* 1991)

- Alesund, Christopher (* 1990), schwedischer E-Sportler

### Alet
- Aletaha, Daniel (* 1975), österreichischer Mediziner und Professor für Rheumatologie
- Aleth von Montbard, französische Selige und Mutter Bernhards von Clairvaux
- Aletrino, Arnold (1858–1916), niederländischer Arzt, Anthropologe und Autor
- Aletter, Frank (1926–2009), US-amerikanischer Schauspieler
- Aletter, Karl (1906–1991), deutscher Ruderer und Mediziner
- Aletter, Wilhelm (1867–1934), deutscher Pianist und Komponist
- Aletti, Jacques (* 1955), französischer Hochspringer

### Aleu
- Aleu i Riera, Dolores (1857–1913), spanische Ärztin
- Aleuas von Larisa, Fürst von Larisa

### Alev
- Alev, Alvar Johannes (* 1993), estnischer Skilangläufer
- Alevelde, Benedictus de senior († 1380), Heerführer des dänischen Königs Waldemar IV. und der erste der sicheren Stammreihe der Adelsgeschlecht von Ahlefeldt
- Alevizopoulos, Antonios (1931–1996), griechischer Erzpriester der griechisch-orthodoxen Kirche

### Alew
- Alewell, Dorothea (* 1964), deutsche Betriebswirtin und Hochschullehrerin (Universität Hamburg)
- Alewell, Karl (1931–2012), deutscher Wirtschaftswissenschaftler
- Alewijn, Abraham (1664–1721), Jurist, Dramatiker, Dichter und Verfasser von Liedtexten
- Alewijn, Fredrick (1737–1804), Amsterdamer Regent und Bürgermeister
- Alewyn, Richard (1902–1979), deutscher Germanist und Literaturkritiker

### Alex
- Alex (* 1976), brasilianischer Fußballspieler
- Alex (* 1977), japanischer Fußballspieler
- Alex (* 1979), portugiesischer Fußballspieler
- Alex (Fußballspieler, März 1982) (* 1982), brasilianischer Fußballspieler
- Alex (Fußballspieler, Juni 1982) (* 1982), brasilianischer Fußballspieler
- Alex da Kid (* 1983), britischer MusikproduzentAlex da Kid (* 1983)

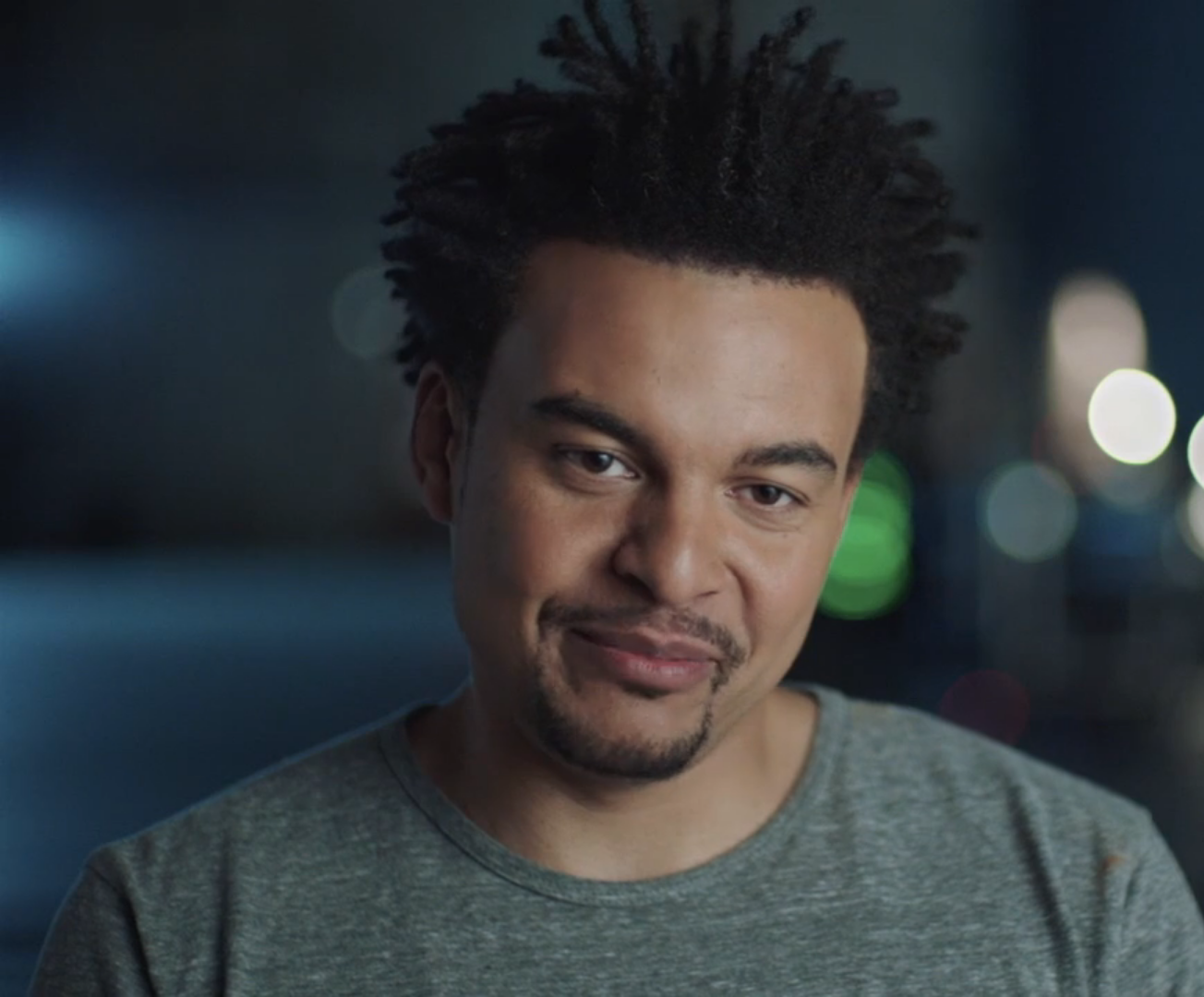
Alex da Kid (* 1983)

- Alex Mineiro (* 1975), brasilianischer Fußballspieler
- Alex Rúnarsson (* 1995), isländischer Fußballtorhüter
- Alex Sandro (* 1991), brasilianischer Fußballspieler
- Alex the Astronaut (* 1995), australische folk-pop Musikerin
- Alex, David († 1997), osttimoresischer Freiheitskämpfer
- Alex, Hildegard (* 1942), deutsche Schauspielerin und HörspielsprecherinHildegard Alex (* 1942)

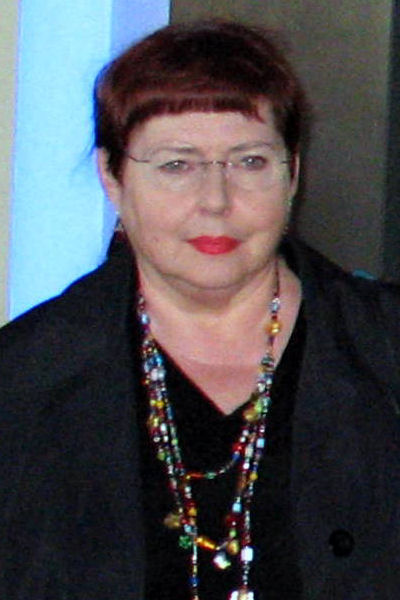
Hildegard Alex (* 1942)

- Alex, Jacqueline (* 1965), deutsche Schwimmerin
- Alex, Jo (1895–1973), deutscher Jazz- und Unterhaltungsmusiker (Akkordeon, Altsaxophon, Klarinette), Arrangeur und Komponist
- Alex, Joe (1891–1948), französischer Sänger, Varieté-Tänzer und Schauspieler
- Alex, Johann Edmund (1840–1886), deutscher evangelisch-lutherischer Pfarrer
- Alex, Maika (* 1968), deutsche Fußballspielerin
- Alex, Michael (1937–2021), deutscher Autor
- Alex, Ralph (* 1963), deutscher Motorjournalist und Chefredakteur der auto motor und sport
- Alex, Rolf, deutscher Poolbillardspieler
- Alex, Rolf (1916–2002), deutscher Mediziner und Hochschullehrer
- Alex, Ulrike (* 1956), deutsche Pädagogin und Politikerin (SPD), MdL (Hessen)

#### Alexa
- Alexa, Augustin (1911–1979), rumänischer Politiker (PCR)
- Alexa, Dan (* 1979), rumänischer Fußballspieler
- Alexa, Ersilia (* 1968), rumänische Chemikerin und Nahrungsmittel-Technologin
- Alexa, Kate (* 1988), australische Sängerin
- Alexa, Nicolaie (1961–2015), rumänischer Fußballspieler
- Alexa, Thana (* 1987), kroatisch-amerikanische Jazzsängerin und Komponistin
- Alexa, Ursula (1921–1992), deutsche Schauspielerin

##### Alexak
- Alexakis, Alexandros (* 1960), griechischer Hochschullehrer, Professor für byzantinische Literatur an der Universität Ioannina
- Alexakis, Vassilis (1943–2021), griechischer Schriftsteller

##### Alexan
- Alexan, Georg Friedrich (1901–1994), deutscher Journalist und Chefredakteur

###### Alexander
- Alexander, antiker griechischer Toreut
- Alexander, Sohn des Lysimachos, Regent von Makedonien
- Alexander († 172), Märtyrer und Heiliger
- Alexander († 1533), Täufer in Thüringen und am Südharz
- Alexander († 314 v. Chr.), Sohn des Polyperchon, makedonischer Feldherr, Herr von Sikyon und Korinth
- Alexander, Sohn des Demetrios Poliorketes
- Alexander († 49 v. Chr.), Sohn von Aristobulos II., Vater der Mariamne
- Alexander (870–913), byzantinischer Kaiser
- Alexander (1264–1284), schottischer Königssohn
- Alexander (1461–1506), Großfürst von Litauen (1492) und ab 1501 König von Polen
- Alexander (1462–1514), Herzog von Pfalz-Zweibrücken-Veldenz
- Alexander (1573–1627), Herzog von Schleswig-Holstein-Sonderburg
- Alexander (1736–1806), Markgraf von Brandenburg-Ansbach und Brandenburg-Bayreuth
- Alexander (1831–1905), Letzter männlicher Nachkomme der Fürsten zur Lippe
- Alexander (1893–1920), griechischer König (1917–1920)Alexander (1893–1920)

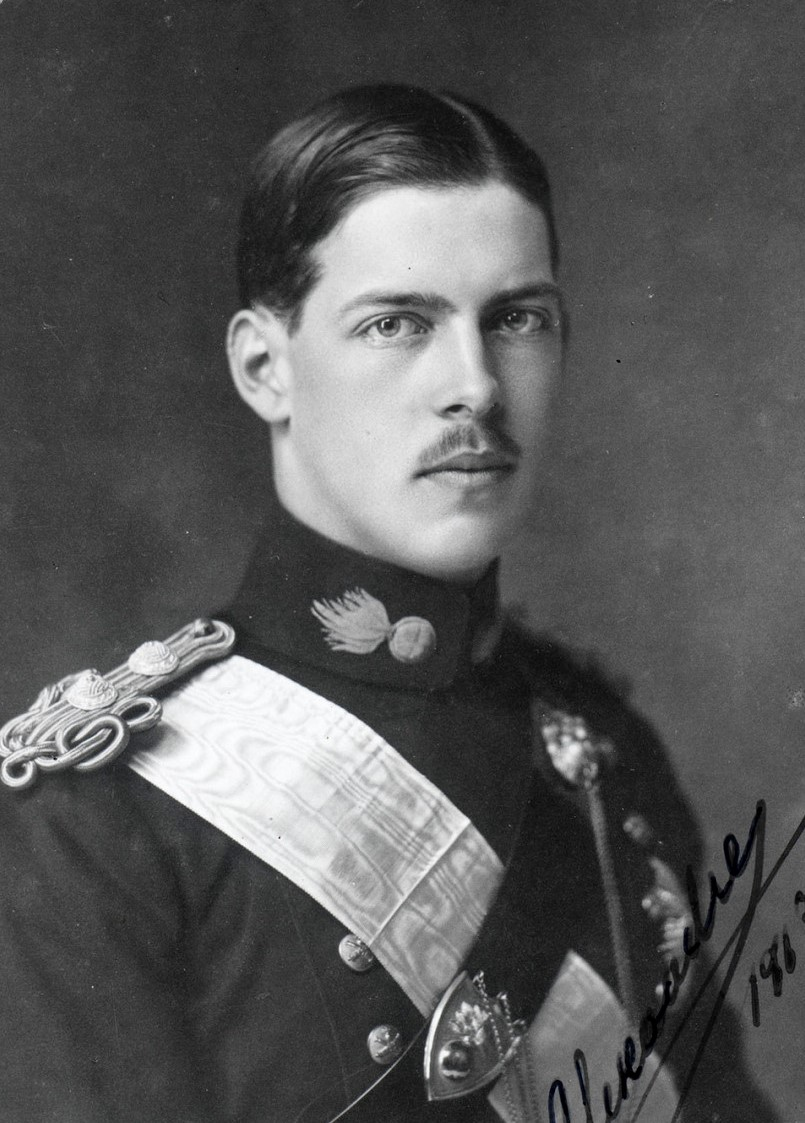
Alexander (1893–1920)

###### Alexander A
- Alexander a Lacu (1550–1613), 53. Abt des Benediktinerstiftes Kremsmünster
- Alexander Abakumowitsch († 1372), Nowgoroder Woiwode, Piraten-Führer und Entdecker

###### Alexander B
- Alexander ben Salomon Wimpfen († 1307), Kaufmann

###### Alexander C
- Alexander Carbonarius, Heiliger; Bischof; Märtyrer
- Alexander Carl (1805–1863), Herzog von Anhalt-Bernburg
- Alexander Comyn, 6. Earl of Buchan, schottischer Adeliger und Regent

###### Alexander D
- Alexander de Insula, schottischer Adliger
- Alexander de Villa Dei, französischer Chorherr und Verfasser einer gereimten Grammatik
- Alexander der Große († 323 v. Chr.), makedonischer Feldherr und KönigAlexander der Große († 323 v. Chr.)

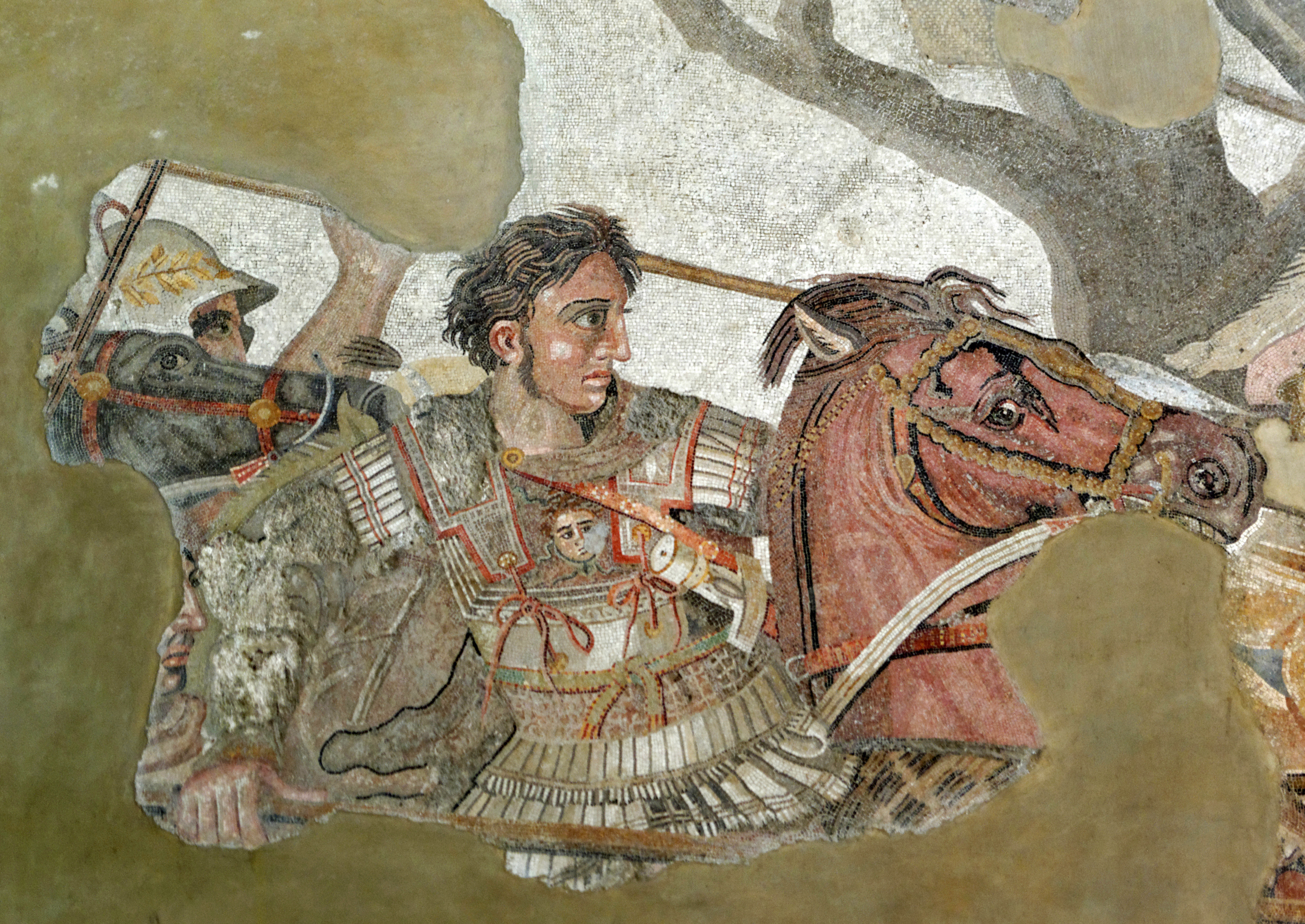
Alexander der Große († 323 v. Chr.)

- Alexander der Lynkeste († 330 v. Chr.), Verschwörer gegen Alexander den Großen

###### Alexander F
- Alexander Fomitsch Weltman (1800–1870), russischer Dichter, Romanautor und Historiker

###### Alexander G
- Alexander Giffard, englischer Kreuzritter

###### Alexander H
- Alexander Helios (* 40 v. Chr.), Sohn der Kleopatra und des Marcus Antonius
- Alexander Högnason (* 1968), isländischer Fußballspieler

###### Alexander I
- Alexander I., Regent von Makedonien
- Alexander I. († 115), Bischof von Rom
- Alexander I. († 331 v. Chr.), König der Molosser
- Alexander I. (1078–1124), König von Schottland
- Alexander I. (1777–1825), russischer Zar
- Alexander I. (1857–1893), Fürst von Bulgarien
- Alexander I. (1888–1934), König von Jugoslawien (1921–1934)
- Alexander I. Balas († 145 v. Chr.), Regent des Seleukidenreichs
- Alexander I. von Jülich († 1135), Bischof von Lüttich
- Alexander II. († 368 v. Chr.), König von Makedonien
- Alexander II., König der Molosser und Hegemon von Epirus
- Alexander II. († 1073), Papst
- Alexander II. (1198–1249), König von Schottland
- Alexander II. (1818–1881), russischer KaiserAlexander II. (1818–1881)

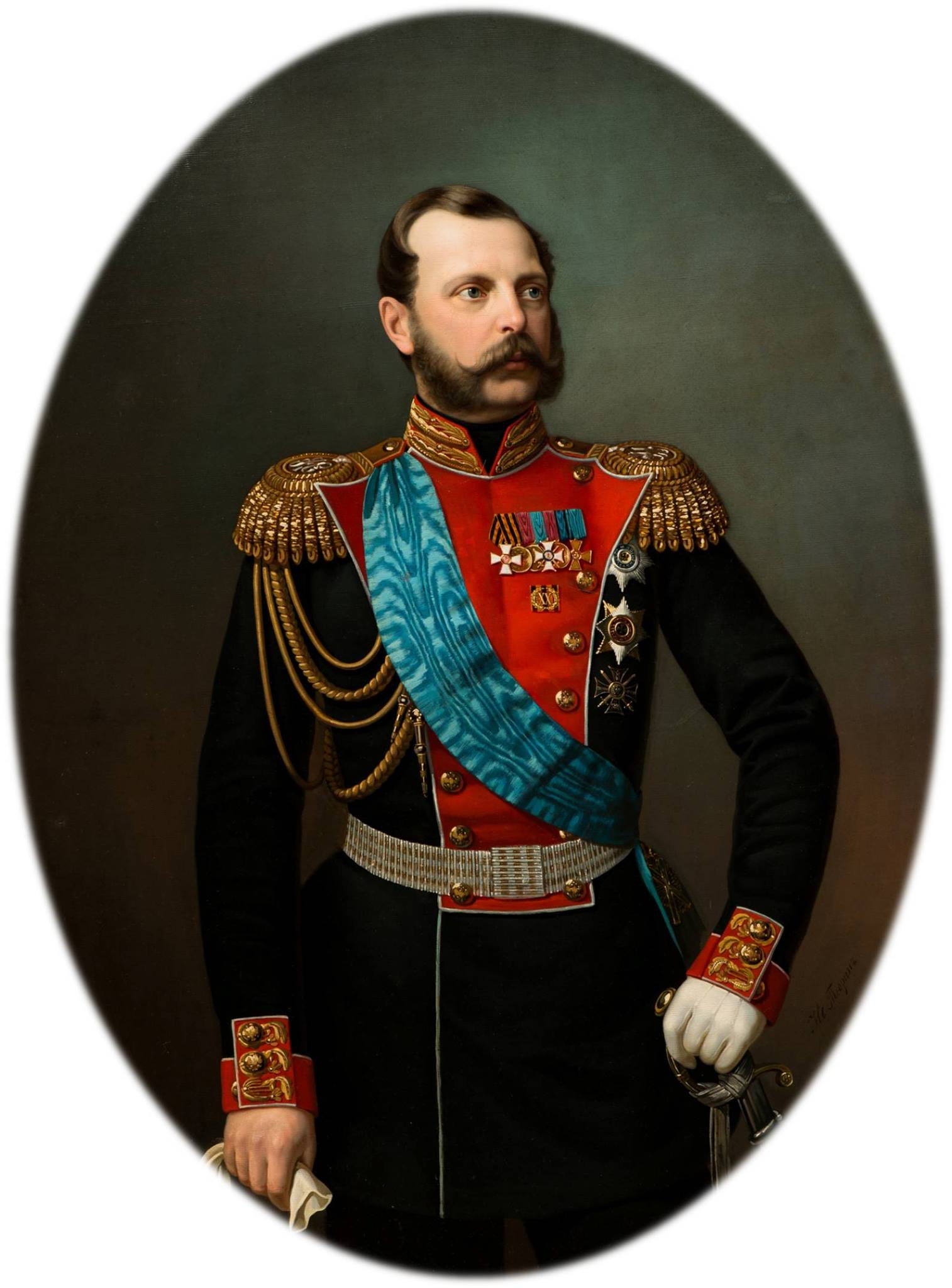
Alexander II. (1818–1881)

- Alexander II. von Lüttich († 1167), Bischof von Lüttich
- Alexander II. Zabinas († 123 v. Chr.), seleukidischer Gegenkönig
- Alexander III. († 1181), Papst (1159–1181)
- Alexander III. (1241–1286), schottischer König
- Alexander III. (1845–1894), russischer Kaiser
- Alexander IV. († 1261), Papst (1254–1261)
- Alexander IV. Aigos (323 v. Chr.–310 v. Chr.), Sohn Alexanders des Großen und Roxanes

###### Alexander J
- Alexander Jannäus († 76 v. Chr.), hasmonäischer König von Juda und Hohepriester
- Alexander Jaroslawitsch Newski († 1263), russischer Fürst der Rurikiden-Dynastie

###### Alexander K
- Alexander Karl Wasa (1614–1634), Prinz des polnisch-litauischen Hauses Wasa
- Alexander Komnenos, trapezuntischer Prinz und Mitkaiser, Sohn von Kaiser Alexios IV.

###### Alexander L
- Alexander Leopold von Österreich (1772–1795), Erzherzog und Palatin von Ungarn

###### Alexander M
- Alexander Michailowitsch (1301–1339), Großfürst von Wladimir

###### Alexander O
- Alexander of Dundonald, 4. High Steward of Scotland († 1282), schottischer Adliger

###### Alexander P
- Alexander Pereswet († 1380), russisch-orthodoxer Kampfmönch
- Alexander Petersson (* 1980), isländischer Handballspieler
- Alexander Polyhistor, antiker griechischer Wissenschaftler

###### Alexander S
- Alexander Sigismund von der Pfalz (1663–1737), Fürstbischof von Augsburg

###### Alexander V
- Alexander V. († 294 v. Chr.), König von Makedonien
- Alexander V. (1340–1410), Gegenpapst
- Alexander VI. (1431–1503), PapstAlexander VI. (1431–1503)

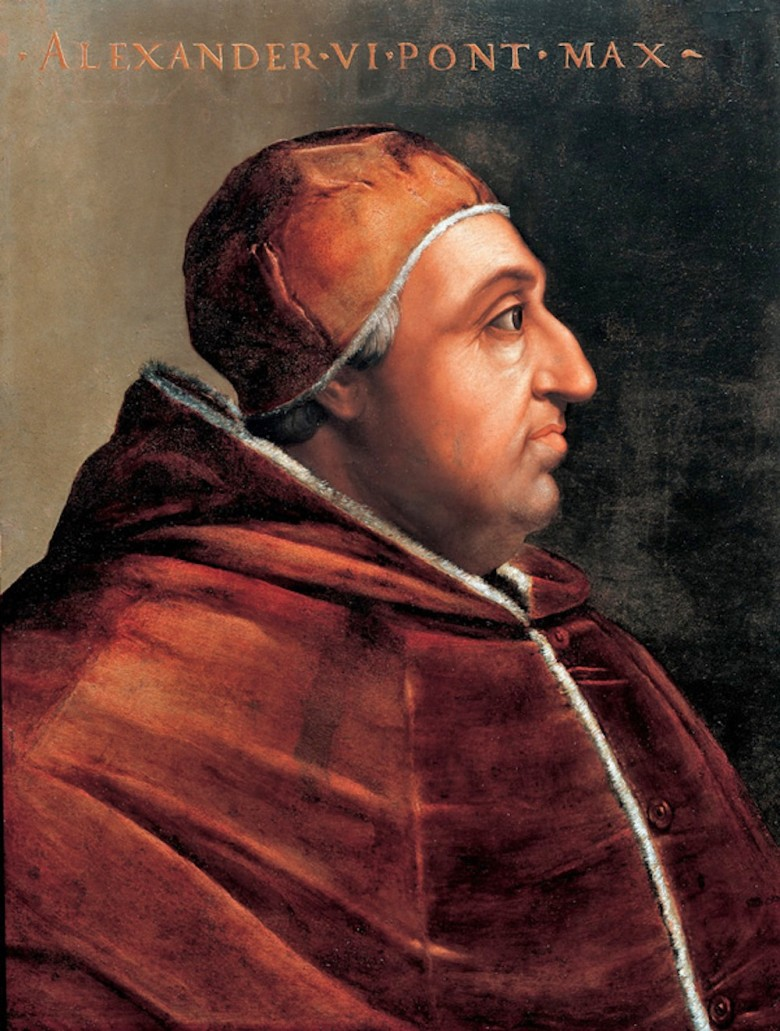
Alexander VI. (1431–1503)

- Alexander VII. (1599–1667), Papst (1655–1667)
- Alexander VIII. (1610–1691), Papst (1689–1691)
- Alexander von Abonuteichos, antiker Mystiker
- Alexander von Alexandria († 328), Bischof von Alexandria, 19. Papst nach Zählung der koptischen Kirche
- Alexander von Aphrodisias, Aristoteles-Kommentator
- Alexander von Bergamo, römischer Soldat und christlicher Märtyrer
- Alexander von der Mark (1779–1787), illegitimer Sohn König Friedrich Wilhelms II. von Preußen
- Alexander von Hales († 1245), englischer Scholastiker
- Alexander von Hessen-Darmstadt (1823–1888), Begründer des neuzeitlichen Hauses Battenberg
- Alexander von Hessen-Rotenburg (1710–1739), Kaiserlicher Obristwachtmeister
- Alexander von Hierapolis, nestorianischer Bischof
- Alexander von Jerusalem, Bischof von Jerusalem
- Alexander von Jugoslawien (* 1945), serbischer KronprinzAlexander von Jugoslawien (* 1945)

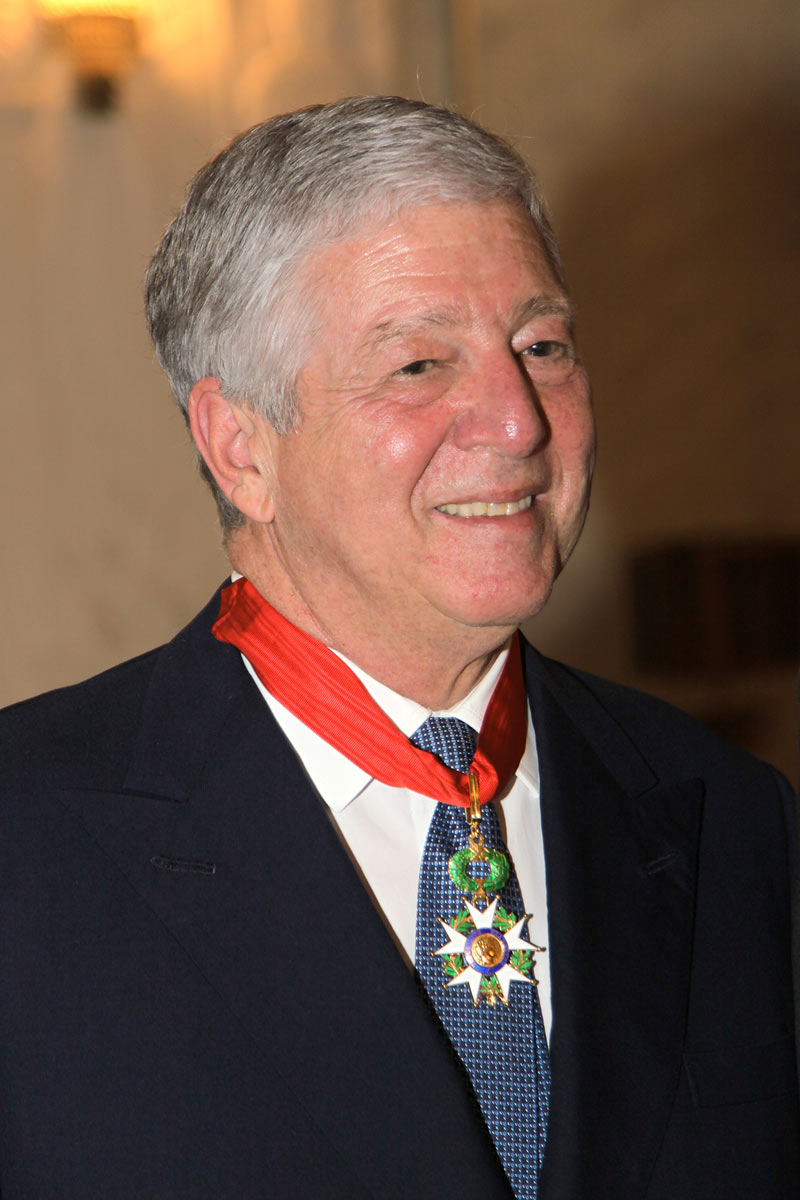
Alexander von Jugoslawien (* 1945)

- Alexander von Konstantinopel, Bischof von Konstantinopel
- Alexander von Kurland (1658–1686), Prinz von Kurland
- Alexander von Lüchau, Amtmann bzw. Hauptmann von Wunsiedel
- Alexander von Lykonpolis, antiker griechischer Philosoph
- Alexander von Masowien (1400–1444), polnischer Kardinal der römisch-katholischen Kirche und Fürstbischof von Trient
- Alexander von Oldenburg (1844–1932), russischer Adeliger und Militär
- Alexander von Oranien-Nassau (1851–1884), Kronprinz der Niederlande und des Großherzogtums LuxemburgAlexander von Oranien-Nassau (1851–1884)

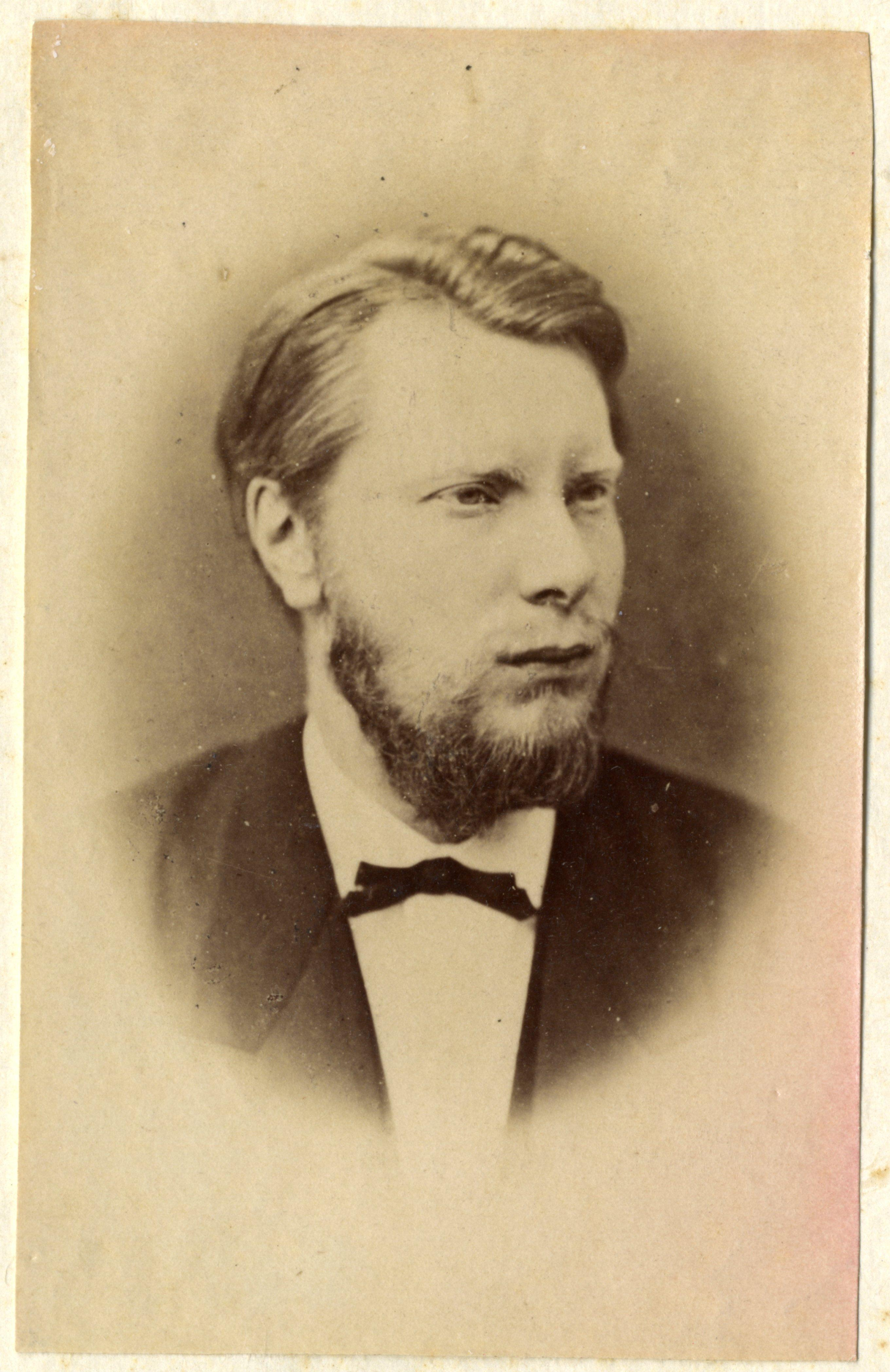
Alexander von Oranien-Nassau (1851–1884)

- Alexander von Pherai († 358 v. Chr.), Tyrann in Thessalien
- Alexander von Płock († 1156), Bischof des Bistums Płock
- Alexander von Roes, Reichstheologe
- Alexander von Rom († 130), römischer Märtyrer
- Alexander von Rom († 165), römischer Märtyrer
- Alexander von Sachsen (1554–1565), Kurprinz von Sachsen sowie nominell Administrator der Hochstifte Naumburg und Merseburg
- Alexander von Telese, Abt des Benediktinerklosters San Salvatore
- Alexander von Tralleis, griechischer Arzt
- Alexander von und zu Liechtenstein (1929–2012), liechtensteinischer Prinz, Unternehmer und Schlossherr

###### Alexander Z
- Alexander zu Hohenlohe-Waldenburg-Schillingsfürst (1794–1849), Titularbischof von Sardika, Abt von St. Michael in Gaborjan

###### Alexander, A
- Alexander, Abraham, US-amerikanischer Musiker
- Alexander, Adam Rankin (1781–1848), US-amerikanischer Politiker
- Alexander, Adolph (1799–1869), deutscher Politiker, MdHB und Kaufmann
- Alexander, Albert, 1. Earl Alexander of Hillsborough (1885–1965), britischer Verteidigungsminister (1946–1950)
- Alexander, Alfred (1880–1950), deutsch-britischer Arzt
- Alexander, Ana (* 1954), kubanische Weitspringerin
- Alexander, Ana (* 1979), serbisch-amerikanische Schauspielerin
- Alexander, Andrey, russischer Künstler, Regisseur und Autor
- Alexander, Annie Montague (1867–1950), US-amerikanische Philanthropin und paläontologische Sammlerin
- Alexander, Anton (* 1960), britischer Filmschauspieler
- Alexander, Archibald (1772–1851), amerikanischer presbyterianischer Theologe und Hochschullehrer am Princeton Theological Seminary
- Alexander, Archie (1888–1958), US-amerikanischer Bauingenieur und Politiker
- Alexander, Armstead M. (1834–1892), US-amerikanischer Politiker
- Alexander, Arthur (* 1870), deutscher Mediziner
- Alexander, Arthur (1940–1993), US-amerikanischer Soulsänger, Songschreiber und Pionier des Country-Soul
- Alexander, Ayanna (* 1982), Dreispringerin aus Trinidad und Tobago

###### Alexander, B
- Alexander, Ben (1911–1969), US-amerikanischer Schauspieler
- Alexander, Benjamin (* 1983), britischer DJ und jamaikanischer alpiner Skiläufer
- Alexander, Benjamin F. (1849–1911), US-amerikanischer Politiker
- Alexander, Blasius (1590–1622), Schweizer reformierter Pfarrer während der Bündner Wirren
- Alexander, Boyd (1873–1910), britischer Offizier, Forscher und Ornithologe
- Alexander, Brigitte (1911–1995), deutsch-mexikanische Schriftstellerin, Theaterschauspielerin, Theaterregisseurin und Übersetzerin
- Alexander, Burkhard (* 1938), deutscher Fußballspieler und Trainer

###### Alexander, C
- Alexander, Cameron (* 1997), kanadischer Skirennläufer
- Alexander, Caroline (* 1968), britische Radrennfahrerin
- Alexander, Cecil Frances (1818–1895), irische Dichterin von Kirchenliedern
- Alexander, Cedric (* 1989), US-amerikanischer Wrestler
- Alexander, Charlie (1890–1970), US-amerikanischer Jazzpianist
- Alexander, Chris (* 1968), kanadischer Politiker (Conservative Party of Canada), Minister für Staatsbürgerschaft und Einwanderung
- Alexander, Christian (* 1974), deutscher Rechtswissenschaftler und Universitätsprofessor
- Alexander, Christian (* 1990), bulgarisch-amerikanischer Schauspieler
- Alexander, Christopher (1936–2022), US-amerikanischer Architekt und Architekturtheoretiker
- Alexander, Claire (* 1945), kanadischer Eishockeyspieler und -trainer
- Alexander, Claudia (1959–2015), kanadisch-amerikanische Physikerin und Kinderbuchautorin
- Alexander, Clifford (1933–2022), US-amerikanischer Rechtsanwalt, Geschäftsmann und Beamter
- Alexander, Clyde (1892–1963), US-amerikanischer Offizier der US Army
- Alexander, Conel Hugh O’Donel (1909–1974), britischer Schachmeister und KryptoanalytikerConel Hugh O’Donel Alexander (1909–1974)

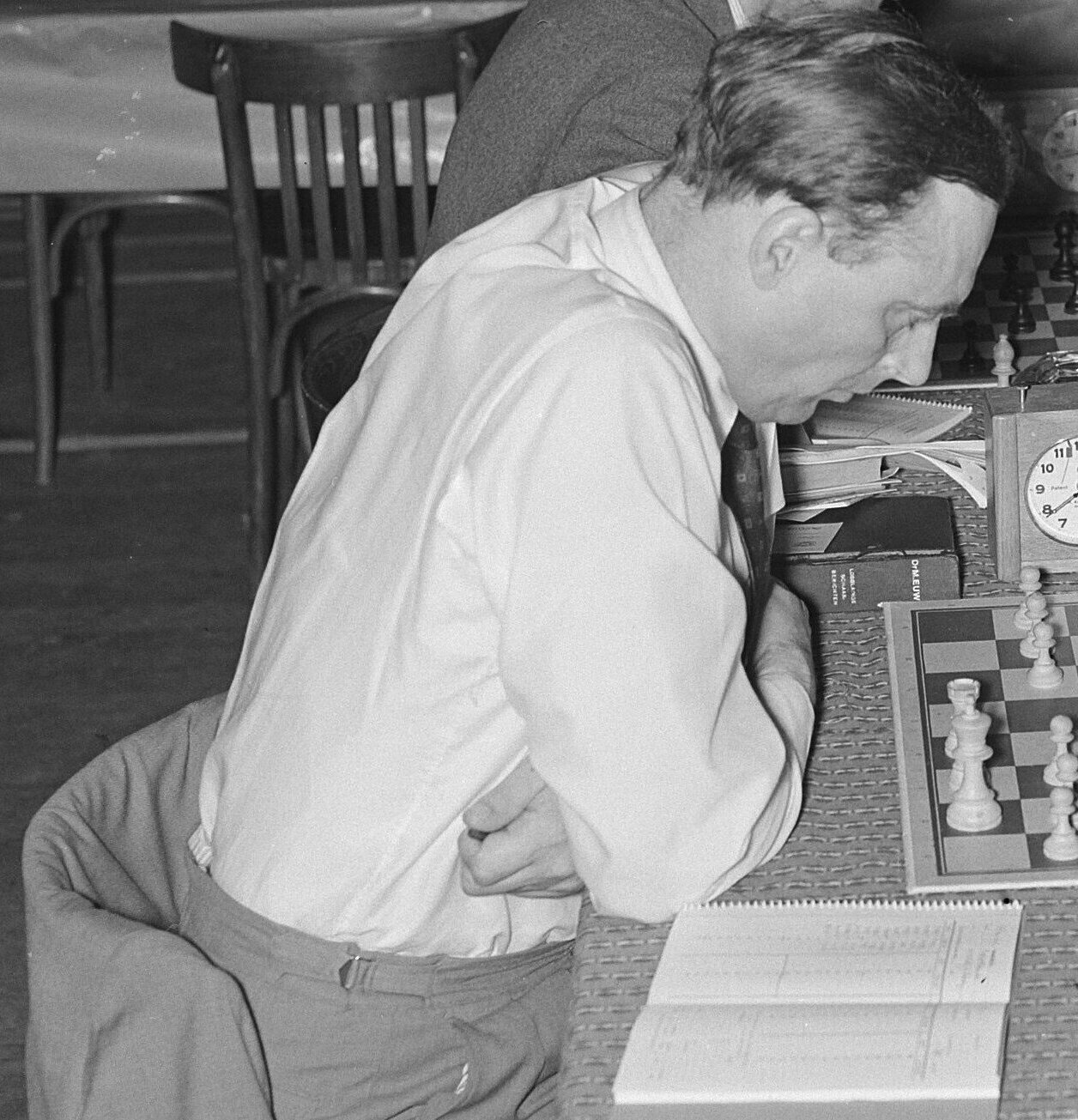
Conel Hugh O’Donel Alexander (1909–1974)

- Alexander, Craig (* 1973), australischer Triathlet und Ironman
- Alexander, Curt (1900–1945), deutscher Drehbuchautor, Dramaturg und Theaterregisseur

###### Alexander, D
- Alexander, Dale (* 1949), US-amerikanischer Sprinter
- Alexander, Danny (* 1972), britischer Politiker, Mitglied des House of Commons
- Alexander, Dave (1938–2012), US-amerikanischer Blues-Pianist und Sänger
- Alexander, Dave (1947–1975), US-amerikanischer Rockmusiker, Bassist der Band "The Stooges"
- Alexander, David (1914–1983), US-amerikanischer Filmregisseur und Filmproduzent
- Alexander, David M. (* 1945), US-amerikanischer Science-Fiction- und Krimi-Autor
- Alexander, De Alva S. (1846–1925), US-amerikanischer Jurist und Politiker
- Alexander, Dee (* 1955), US-amerikanische Jazzsängerin
- Alexander, Demetrius (* 1975), US-amerikanischer Basketballspieler
- Alexander, Denise (1939–2025), US-amerikanische Schauspielerin
- Alexander, Der Wilde, mittelhochdeutscher Dichter von Minneliedern
- Alexander, Devon (* 1987), US-amerikanischer Boxer
- Alexander, Dietrich (1934–1999), deutscher marxistischer Philosoph
- Alexander, Dorothy (1904–1986), US-amerikanische Balletttänzerin und Choreografin, Gründerin des Atlanta Ballet
- Alexander, Douglas (1864–1949), US-amerikanischer Manager
- Alexander, Douglas (* 1967), britischer Politiker (Labour Party), Mitglied des House of Commons

###### Alexander, E
- Alexander, Eben (* 1953), US-amerikanischer Neurochirurg
- Alexander, Edan (* 2007), US-amerikanischer Kinderdarsteller
- Alexander, Eddie (* 1964), britischer Radrennfahrer
- Alexander, Edgar (1902–1970), deutscher katholischer Publizist und Emigrant
- Alexander, Edmund (1865–1933), deutscher Jurist
- Alexander, Eduard Ludwig (1881–1945), deutscher Politiker (KPD), MdR
- Alexander, Edward Johnston (1901–1985), US-amerikanischer Botaniker
- Alexander, Edward Porter (1835–1910), General der Konföderierten Staaten von Amerika im Amerikanischen Bürgerkrieg
- Alexander, Elisabeth (1922–2009), deutsche Schriftstellerin
- Alexander, Elizabeth (1908–1958), britische Geologin, Radioastronomin und Hochschullehrerin
- Alexander, Elizabeth (* 1962), amerikanische Dichterin, Essayistin und Dramatikerin
- Alexander, Elle, US-amerikanische Stuntfrau, Stuntkoordinatorin und Schauspielerin
- Alexander, Eric (* 1968), US-amerikanischer Jazz-Saxophonist (Tenor) des Bop
- Alexander, Eric (* 1988), US-amerikanischer Fußballspieler
- Alexander, Erika (* 1969), US-amerikanische SchauspielerinErika Alexander (* 1969)

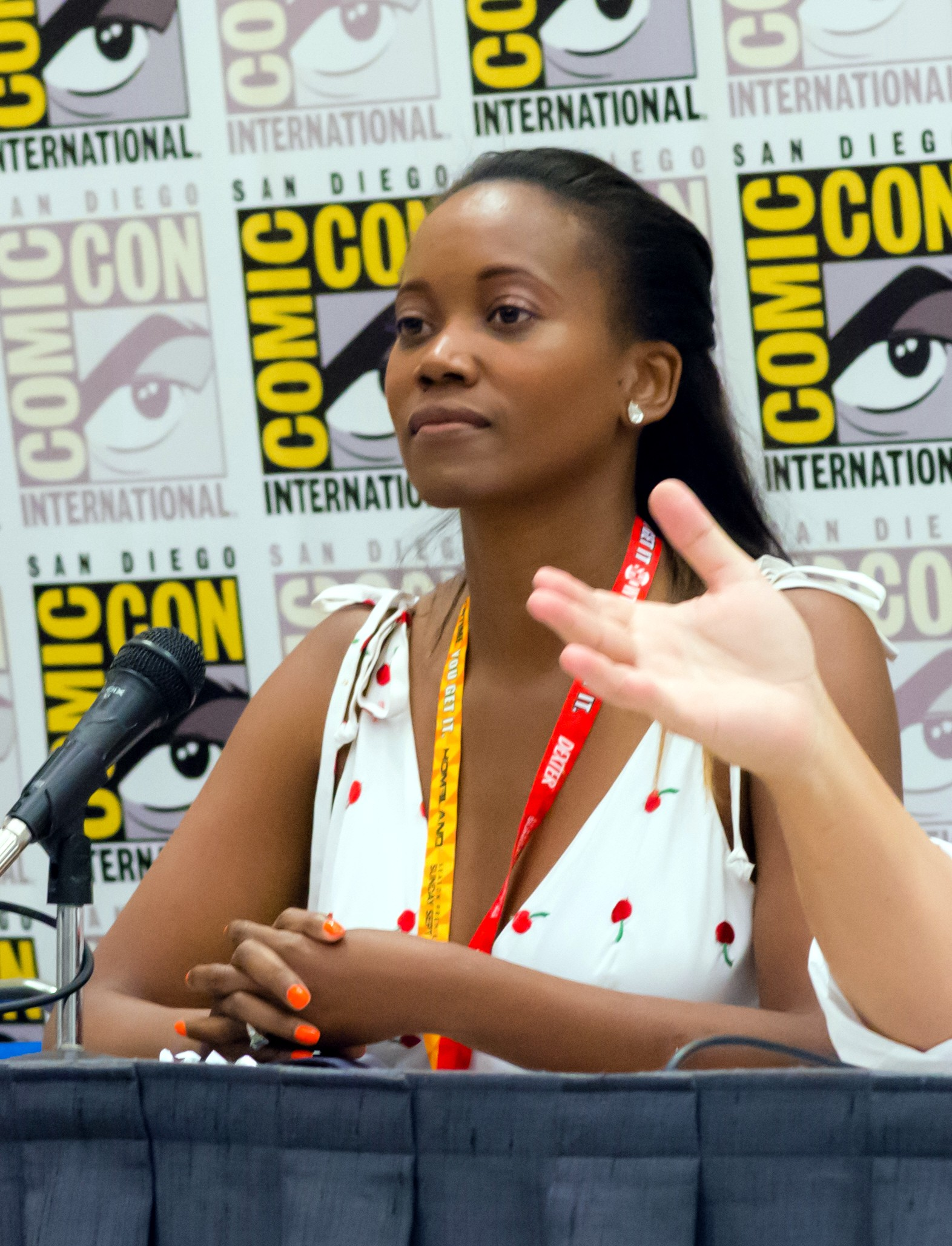
Erika Alexander (* 1969)

- Alexander, Ernst (1881–1966), deutscher Landrat
- Alexander, Ernst (1914–1942), deutscher Fußballspieler
- Alexander, Evan Shelby († 1809), US-amerikanischer Politiker

###### Alexander, F
- Alexander, Felix (1888–1973), deutsch-amerikanischer Nationalökonom
- Alexander, Flex (* 1970), US-amerikanischer Schauspieler, Stand-Up-Comedian und Tänzer
- Alexander, Francis (1800–1880), US-amerikanischer Porträtmaler
- Alexander, Franz (1891–1964), ungarisch-amerikanischer Psychoanalytiker und Autor
- Alexander, Fred (1880–1969), US-amerikanischer Tennisspieler
- Alexander, Fred (1927–2012), deutscher Film- und Theaterschauspieler
- Alexander, Frederick Matthias (1869–1955), australischer Schauspiellehrer, Begründer der nach ihm benannten Alexander-Technik

###### Alexander, G
- Alexander, Gary, US-amerikanischer Tonmeister
- Alexander, Georg (1888–1945), deutscher Schauspieler, Filmregisseur und -produzentGeorg Alexander (1888–1945)

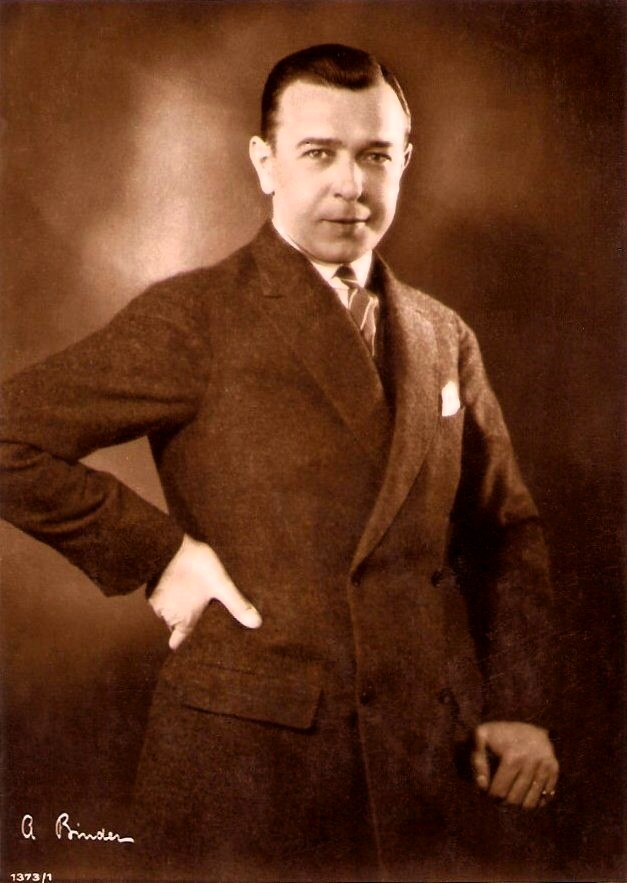
Georg Alexander (1888–1945)

- Alexander, George (1839–1923), irisch-amerikanischer Politiker
- Alexander, George (1851–1930), australischer Cricketspieler
- Alexander, George (1886–1929), britischer Lacrossespieler
- Alexander, Gerda (1908–1994), deutsch-dänische Begründerin der Eutonie
- Alexander, Gerhard (1903–1988), deutscher Bibliothekar
- Alexander, Gerry (1928–2011), jamaikanischer Cricketspieler
- Alexander, Gertrud (1882–1967), deutsch-sowjetische Kommunistin, Politikerin, Publizistin, Redakteurin und Kulturkritikerin
- Alexander, Graham (* 1971), schottischer Fußballspieler und -trainer
- Alexander, Gregg (* 1970), US-amerikanischer Musiker und Produzent

###### Alexander, H
- Alexander, Haim (1915–2012), israelischer Pianist, Komponist und Musikpädagoge
- Alexander, Hanns (1881–1955), deutscher Mediziner und Forscher auf dem Gebiet der Tuberkulose
- Alexander, Hanns (1917–2006), deutsch-britischer Kaufmann
- Alexander, Hans (* 1865), deutscher Chemiker
- Alexander, Hans (1890–1933), deutscher politischer Aktivist
- Alexander, Harold, 1. Earl Alexander of Tunis (1891–1969), britischer Feldmarschall, Generalgouverneur KanadasHarold Alexander, 1. Earl Alexander of Tunis (1891–1969)

Harold Alexander, 1. Earl Alexander of Tunis (1891–1969)

- Alexander, Hartley Burr (1873–1939), US-amerikanischer Schriftsteller, Philosoph und Ethnologe
- Alexander, Hattie (1901–1968), US-amerikanische Kinderärztin und Mikrobiologin
- Alexander, Helmut (1928–2009), deutscher Experimentalphysiker
- Alexander, Helmut (* 1957), deutscher Zeithistoriker
- Alexander, Henry (* 1946), deutscher Mediziner
- Alexander, Henry P. (1801–1867), US-amerikanischer Politiker
- Alexander, Henry Templer (1911–1977), britischer Generalmajor
- Alexander, Herbert E. (1927–2008), US-amerikanischer Politikwissenschaftler und Hochschullehrer
- Alexander, Herbrand Charles (1888–1965), britischer Offizier
- Alexander, Hirsch (1790–1842), Lübecker Polizist jüdischen Glaubens
- Alexander, Hugh Quincy (1911–1989), amerikanischer Politiker

###### Alexander, I
- Alexander, Ian (* 2001), US-amerikanischer Schauspieler
- Alexander, Ian James (* 1947), britischer Botaniker und Mykologe
- Alexander, Iradj (* 1975), Schweizer Rennfahrer
- Alexander, Isaak (1722–1802), deutscher Rabbiner und Philosoph der Aufklärung

###### Alexander, J
- Alexander, J. W. (1916–1996), US-amerikanischer Sänger, Songschreiber, Musikmanager und Musikunternehmer
- Alexander, Jace (* 1964), US-amerikanischer Schauspieler und Fernsehregisseur
- Alexander, Jaimie (* 1984), US-amerikanische SchauspielerinJaimie Alexander (* 1984)

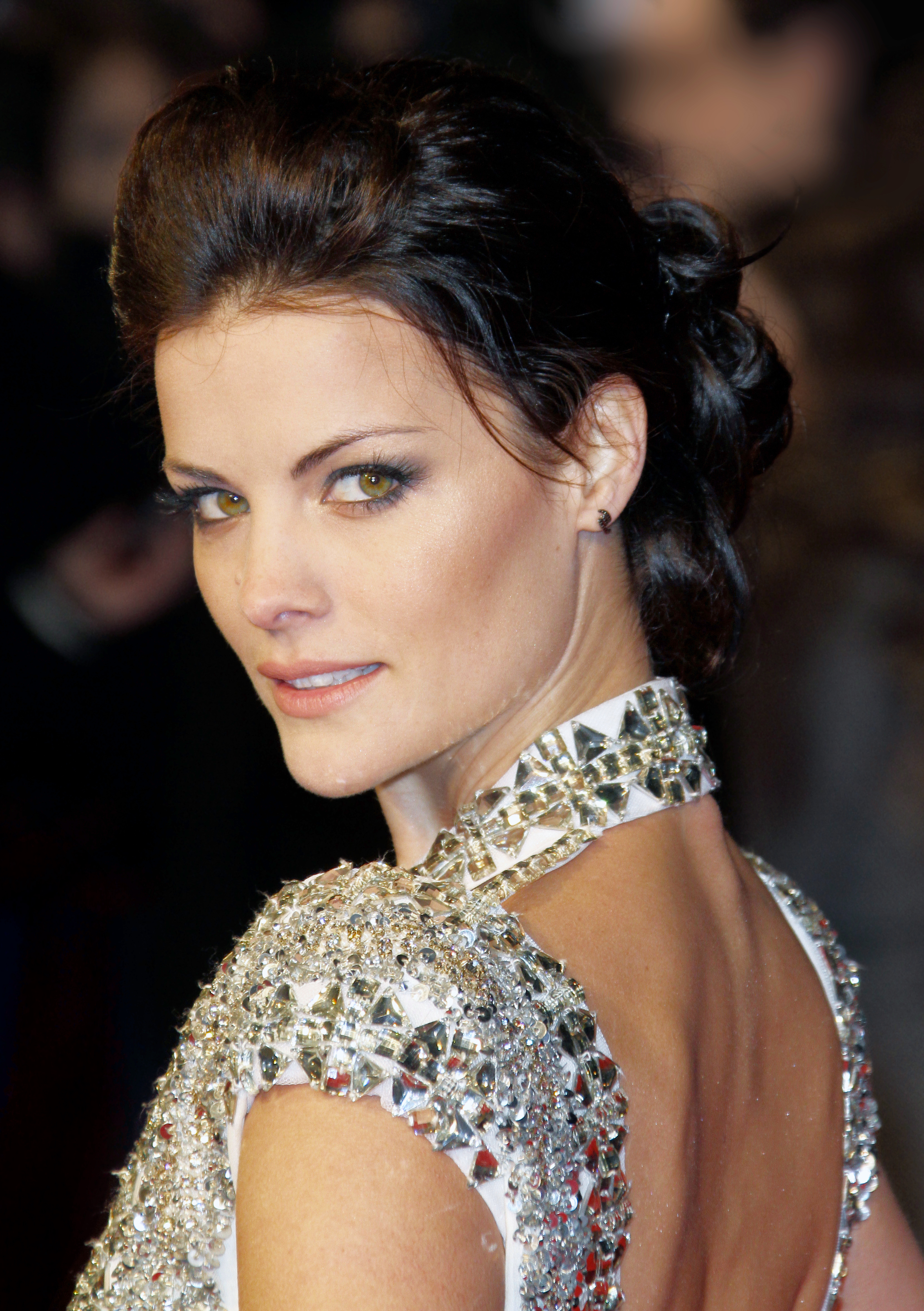
Jaimie Alexander (* 1984)

- Alexander, Jaire (* 1997), US-amerikanischer American-Football-Spieler
- Alexander, James (1888–1971), US-amerikanischer Topologe
- Alexander, James Edward (1803–1885), britischer Offizier und Reiseschriftsteller
- Alexander, James junior (1789–1846), US-amerikanischer Politiker
- Alexander, James R. (1930–2019), US-amerikanischer Tonmeister
- Alexander, James, 4. Earl of Caledon (1846–1898), britischer Peer und Offizier
- Alexander, Jan (* 1993), deutscher Jazzmusiker (Piano, Komposition)
- Alexander, Jane (* 1939), US-amerikanische Schauspielerin
- Alexander, Jane (* 1959), britisch-kanadische anglikanische Bischöfin
- Alexander, Jason (* 1959), US-amerikanischer SchauspielerJason Alexander (* 1959)
- Alexander, Jay (* 1971), deutscher Tenor

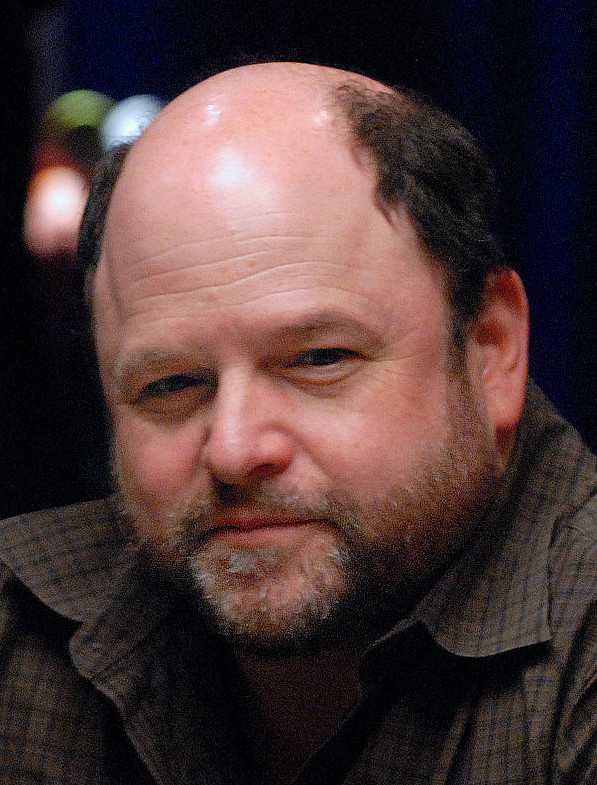
Jason Alexander (* 1959)

- Alexander, Jean (1926–2016), britische Schauspielerin
- Alexander, Jeff (1910–1989), US-amerikanischer Filmkomponist
- Alexander, Jessica (* 1999), britische Schauspielerin und Model
- Alexander, Joe, deutscher Weltrekordhalter, Buchautor, Coach, Fight-Director und Inhaber einer Eventagentur
- Alexander, Joe (1898–1975), US-amerikanischer Arzt sowie ein American-Football-Spieler und -Trainer
- Alexander, Joe (* 1986), US-amerikanisch-israelischer Basketballspieler
- Alexander, Joey (* 2003), indonesischer Jazzpianist
- Alexander, John (1777–1848), US-amerikanischer Politiker (Demokratisch-Republikanische Partei)
- Alexander, John (1897–1982), US-amerikanischer Schauspieler
- Alexander, John (1948–2017), US-amerikanischer Jazzmusiker
- Alexander, John (* 1951), australischer Tennisspieler und Politiker
- Alexander, John G. (1893–1971), US-amerikanischer Politiker
- Alexander, John White (1856–1915), US-amerikanischer Maler und Illustrator
- Alexander, Jordan (* 1993), kanadische Schauspielerin und Sängerin
- Alexander, Joshua W. (1852–1936), US-amerikanischer Politiker
- Alexander, Julius (1838–1906), deutscher Bankier

###### Alexander, K
- Alexander, K (* 1992), kanadischer Schauspieler und Drehbuchautor
- Alexander, Karl (1684–1737), Herzog von Württemberg (1733–1737)Karl Alexander (1684–1737)

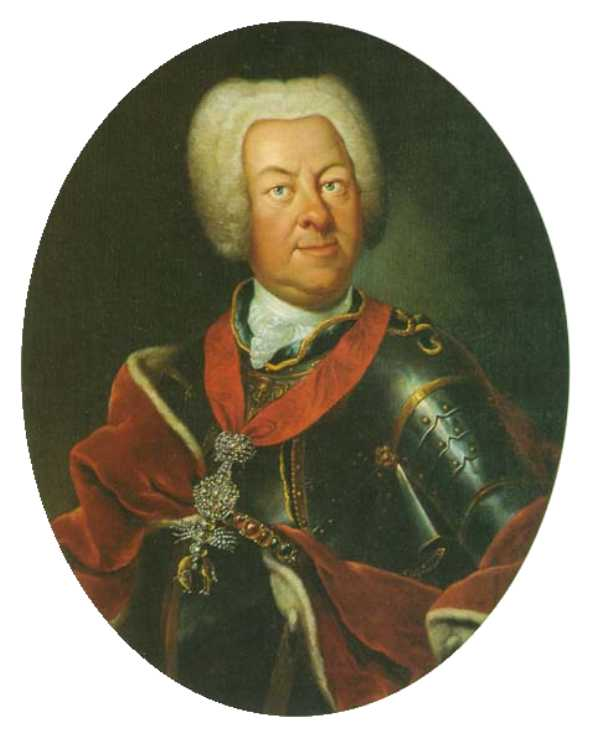
Karl Alexander (1684–1737)

- Alexander, Karl (1938–2015), US-amerikanischer Romanautor
- Alexander, Karl Friedrich (1925–2017), deutscher Atomphysiker
- Alexander, Katharine (* 1898), US-amerikanische Schauspielerin
- Alexander, Keith (1956–2010), englischer Fußballspieler und -trainer
- Alexander, Keith (1963–2005), amerikanischer Gitarrist
- Alexander, Keith B. (* 1951), US-amerikanischer Nachrichtendienstler, Direktor der National Security Agency
- Alexander, Kenneth C. (* 1966), US-amerikanischer Politiker (Demokratische Partei)
- Alexander, Kern (* 1968), US-amerikanischer Rechtswissenschaftler
- Alexander, Kerstin (* 1961), deutsche Malerin, Grafikerin und Hochschullehrerin
- Alexander, Khandi (* 1957), US-amerikanische Tänzerin, Choreografin und SchauspielerinKhandi Alexander (* 1957)

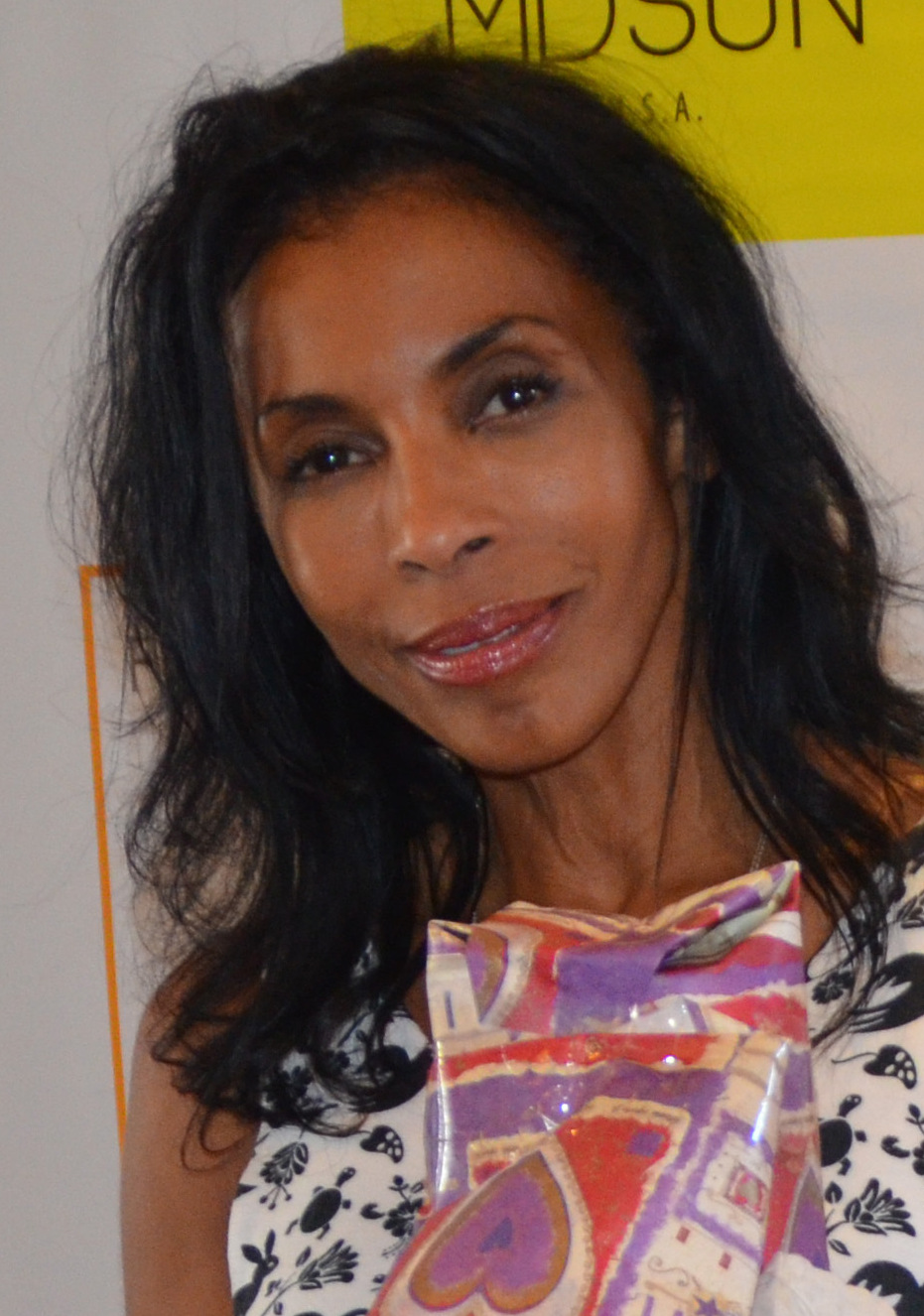
Khandi Alexander (* 1957)

- Alexander, Kineke (* 1986), vincentischer Leichtathlet
- Alexander, Kwon (* 1994), US-amerikanischer American-Football-Spieler
- Alexander, Kyle (* 1999), kanadischer Skirennläufer

###### Alexander, L
- Alexander, Lamar (* 1940), US-amerikanischer Politiker und früherer Gouverneur von Tennessee
- Alexander, Leni (1924–2005), chilenisch-deutsche Komponistin
- Alexander, Leo (1905–1985), österreichisch-US-amerikanischer Psychoanalytiker
- Alexander, Lexi (* 1974), deutsche Filmregisseurin und Kampfsportlerin
- Alexander, Lincoln (1922–2012), kanadischer Politiker
- Alexander, Lisa (* 1968), kanadische Synchronschwimmerin
- Alexander, Lloyd (1924–2007), US-amerikanischer Fantasy-Schriftsteller
- Alexander, Lorenzo (* 1983), US-amerikanischer American-Football-Spieler

###### Alexander, M
- Alexander, Manfred (* 1939), deutscher Historiker
- Alexander, Maria (* 1936), österreichische Schauspielerin
- Alexander, Mark (1792–1883), US-amerikanischer Politiker
- Alexander, Mary (1693–1760), Kauffrau in New York City
- Alexander, Max (1885–1942), deutscher Opernsänger (Stimmlage Bass)
- Alexander, Mervyn (1925–2010), britischer Geistlicher, Bischof von Clifton
- Alexander, Meta (1924–1999), deutsche Internistin
- Alexander, Michael (1936–2002), britischer Fechter und Diplomat
- Alexander, Michael Salomo (1799–1845), evangelischer Bischof
- Alexander, Michelle (* 1967), US-amerikanische Juristin, Bürgerrechtlerin und Hochschullehrerin
- Alexander, Monique (* 1982), US-amerikanische Pornodarstellerin, Schauspielerin und ein AktmodellMonique Alexander (* 1982)

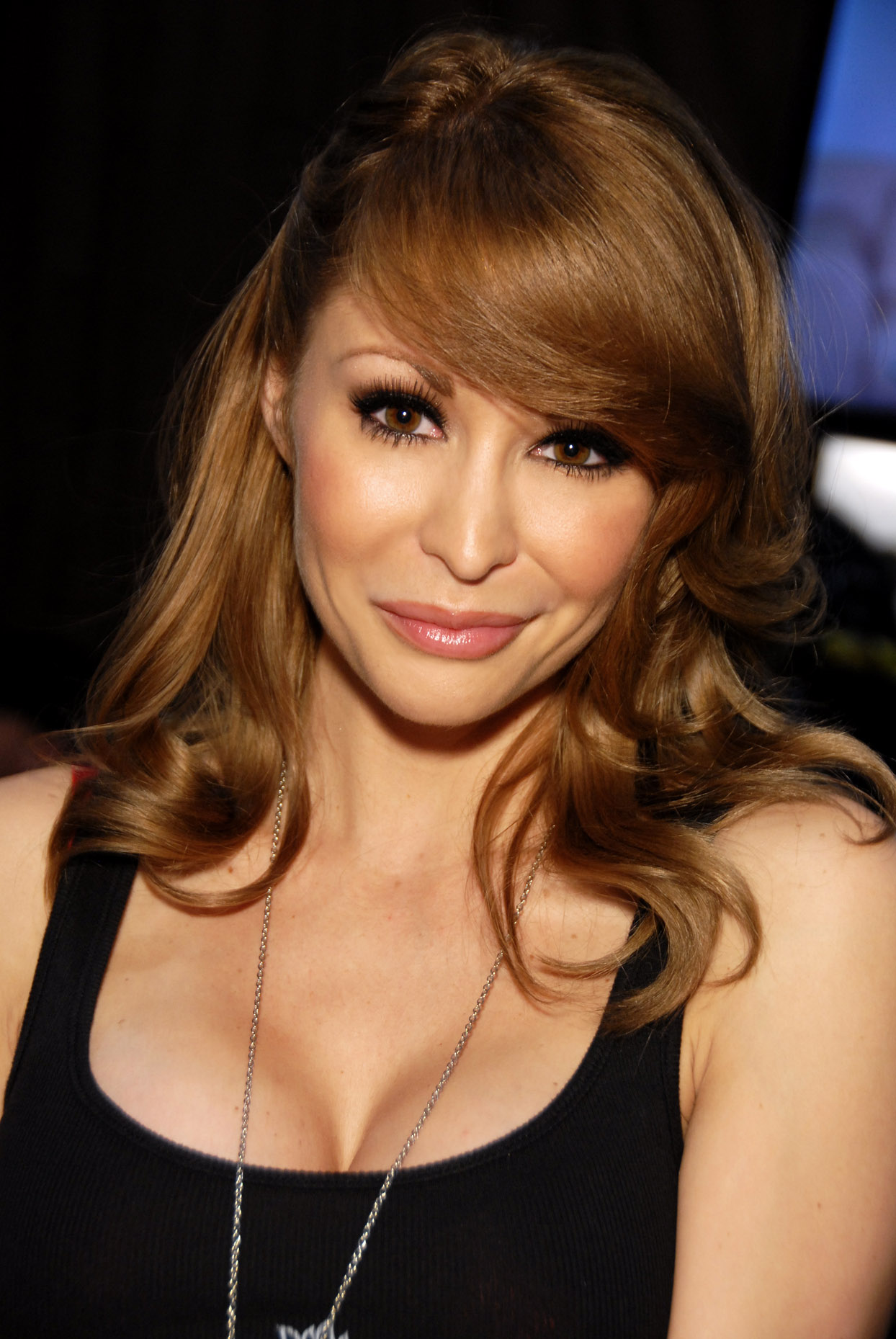
Monique Alexander (* 1982)

- Alexander, Monty (* 1944), US-amerikanischer Jazz-Pianist
- Alexander, Moses (1853–1932), deutschamerikanischer Politiker und Gouverneur des Bundesstaates Idaho (1915–1919)
- Alexander, Mousie (1922–1988), US-amerikanischer Jazzschlagzeuger

###### Alexander, N
- Alexander, Nadia (* 1994), US-amerikanische Schauspielerin
- Alexander, Nathaniel (1756–1808), US-amerikanischer Politiker
- Alexander, Neil (* 1978), schottischer Fußballspieler
- Alexander, Neville (1936–2012), südafrikanischer Linguist und Anti-Apartheid-Kämpfer
- Alexander, Nicholas (* 1988), US-amerikanischer Skispringer
- Alexander, Nicole (* 1983), US-amerikanische Reality-TV-Show-Kandidatin

###### Alexander, O
- Alexander, Olly (* 1990), britischer Film- und Theaterschauspieler und Sänger
- Alexander, Ora, amerikanische Bluessängerin und -komponistin
- Alexander, Oskar (1876–1953), österreichischer Maler

###### Alexander, P
- Alexander, P. C. (1921–2011), indischer Politiker und Diplomat
- Alexander, Patrick (* 1926), britischer Schriftsteller, Journalist und Drehbuchautor
- Alexander, Patrick Young (1867–1943), britischer Luftfahrtpionier
- Alexander, Paul (1946–2024), US-amerikanischer Anwalt und Polio-ÜberlebenderPaul Alexander (1946–2024)

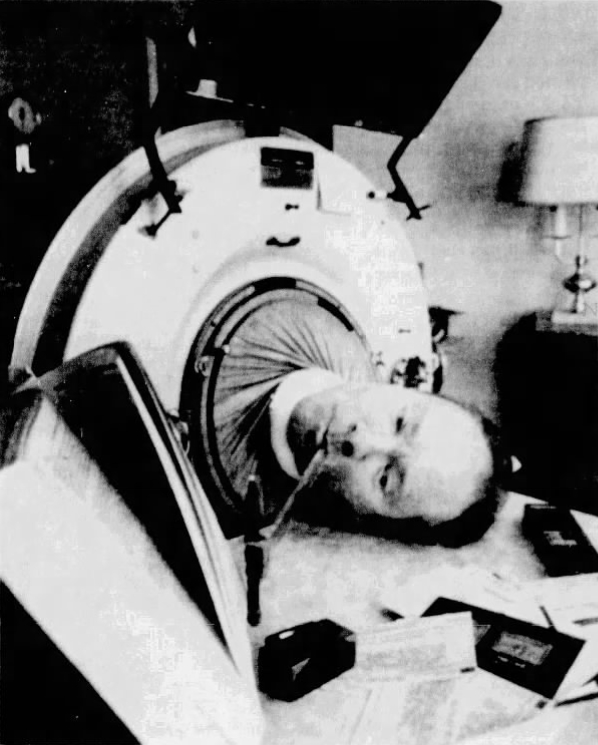
Paul Alexander (1946–2024)

- Alexander, Pero (1921–2011), deutscher Schauspieler
- Alexander, Pete (1887–1950), US-amerikanischer Baseballspieler
- Alexander, Peter (1926–2011), österreichischer Sänger, Schauspieler und Showmaster
- Alexander, Peter (1939–2020), US-amerikanischer Maler, Bildhauer und Grafiker
- Alexander, Pico (* 1991), US-amerikanischer Schauspieler

###### Alexander, Q
- Alexander, Quincy (* 1993), Radrennfahrer aus Trinidad und Tobago

###### Alexander, R
- Alexander, Ray (1925–2002), US-amerikanischer Jazzmusiker
- Alexander, Reed (* 1993), US-amerikanischer Schauspieler
- Alexander, Reese (* 1968), kanadischer Schauspieler und Stuntman
- Alexander, Richard (1852–1923), deutscher Theater- und Stummfilmschauspieler sowie Komiker und Theaterleiter
- Alexander, Richard (1902–1989), US-amerikanischer Schauspieler
- Alexander, Richard (1934–2008), britischer Politiker (Conservative Party), Mitglied des House of Commons
- Alexander, Rick, US-amerikanischer Tontechniker
- Alexander, Ricki (* 1951), kanadischer Eishockeyspieler, -trainer und -funktionär
- Alexander, Robert († 1805), US-amerikanischer Plantagenbesitzer, Rechtsanwalt und Politiker
- Alexander, Robert (1863–1941), US-amerikanischer Rechtsanwalt und Offizier
- Alexander, Robert, Baron Alexander of Weedon (1936–2005), britischer Barrister und Bankier, Life Peer
- Alexander, Roberta (* 1949), US-amerikanische Opernsängerin (Sopran)
- Alexander, Robin (* 1975), deutscher Journalist und BuchautorRobin Alexander (* 1975)

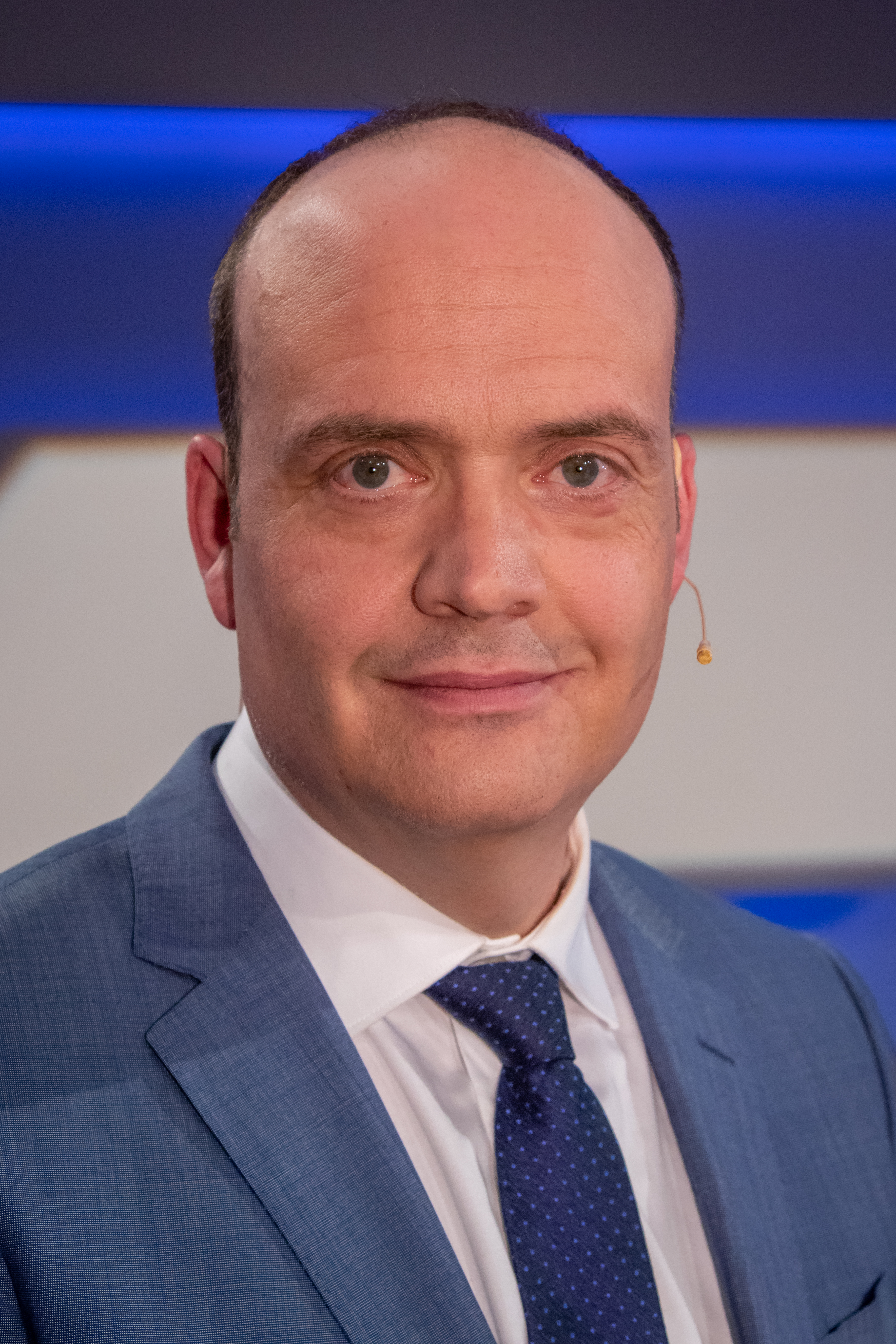
Robin Alexander (* 1975)

- Alexander, Rodney (* 1946), US-amerikanischer Politiker
- Alexander, Roland (1935–2006), US-amerikanischer Jazzmusiker
- Alexander, Ronald (* 1993), indonesischer Badmintonspieler
- Alexander, Ross (1907–1937), US-amerikanischer Schauspieler
- Alexander, Rue J. (1889–1949), US-amerikanischer Politiker

###### Alexander, S
- Alexander, Sadie (1898–1989), US-amerikanische Rechtsanwältin und Bürgerrechtlerin
- Alexander, Samuel (1859–1938), britischer Philosoph
- Alexander, Samuel N. (1910–1967), US-amerikanischer Informatiker
- Alexander, Sarah (* 1971), britische Schauspielerin
- Alexander, Sasha (* 1973), US-amerikanische Film- und FernsehschauspielerinSasha Alexander (* 1973)

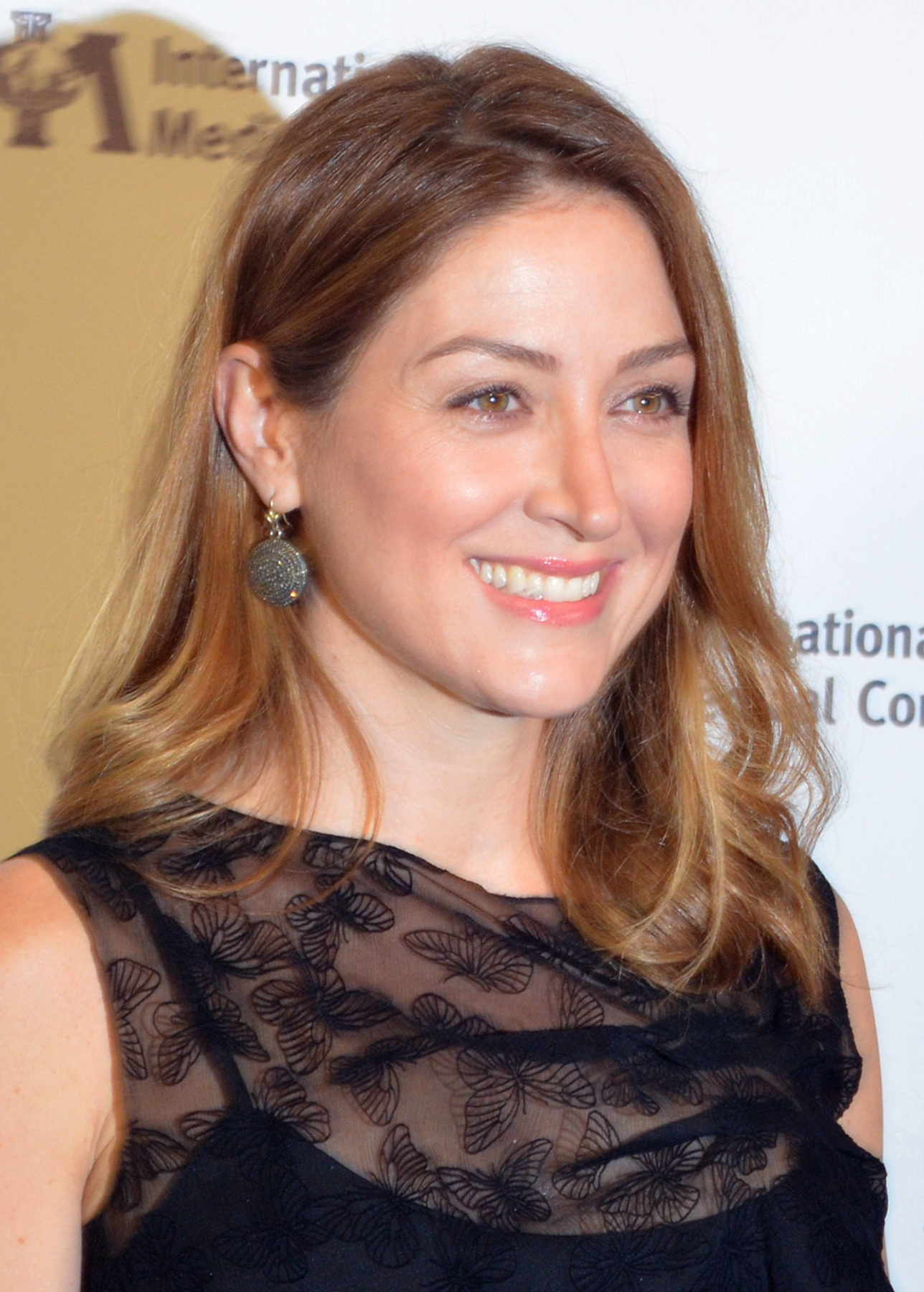
Sasha Alexander (* 1973)

- Alexander, Scott (* 1963), US-amerikanischer Drehbuchautor, Filmproduzent und Filmregisseur
- Alexander, Shana (1925–2005), US-amerikanische Journalistin und Buchautorin
- Alexander, Shane, 2. Earl Alexander of Tunis (* 1935), britischer Peer und Politiker der Conservative Party
- Alexander, Sharon (* 1962), israelischer Schauspieler
- Alexander, Shaun (* 1977), US-amerikanischer American-Football-Spieler
- Alexander, Siegfried (1886–1943), deutscher Rabbiner
- Alexander, Stephen (1806–1883), US-amerikanischer Mathematiker und Astronom
- Alexander, Sydenham Benoni (1840–1921), US-amerikanischer Politiker

###### Alexander, T
- Alexander, Tansy, US-amerikanische Schauspielerin
- Alexander, Taru (* 1967), US-amerikanischer Jazzmusiker (Schlagzeug, Perkussion)
- Alexander, Tatjana (* 1969), deutsche SchauspielerinTatjana Alexander (* 1969)

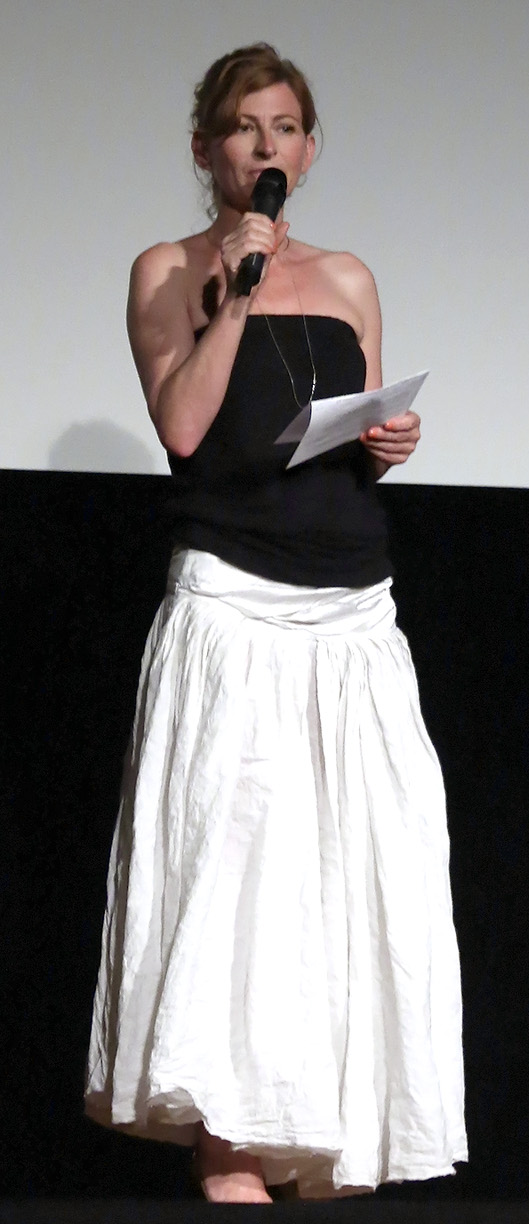
Tatjana Alexander (* 1969)

- Alexander, Terence (1923–2009), britischer Schauspieler
- Alexander, Texas (1900–1954), US-amerikanischer Blues-Sänger
- Alexander, Theodor (1835–1920), deutscher Jurist und Abgeordneter des Provinziallandtags der Provinz Hessen-Nassau
- Alexander, Tiberius Iulius, römischer Zollbeamter in Alexandria, romanisierter Jude, Förderer Herodes Agrippas I.
- Alexander, Tiberius Iulius, Präfekt von Ägypten und Judäa
- Alexander, Tim (* 1965), US-amerikanischer Schlagzeuger
- Alexander, Tim, VFX-Supervisor
- Alexander, Tyrone Jordan (* 1997), deutsch-amerikanischer American-Football-Spieler

###### Alexander, V
- Alexander, Van (1915–2015), US-amerikanischer Jazz-Trompeter und Bigband-Leader
- Alexander, Victoria (* 1965), US-amerikanische Schriftstellerin
- Alexander, Victoria D. (* 1959), britische Soziologin und Universitätsdozentin
- Alexander, Volbert (* 1944), deutscher Volkswirtschaftler und Hochschullehrer

###### Alexander, W
- Alexander, Wendy (* 1963), schottisch-britische Politikerin
- Alexander, William (1767–1816), britischer Aquarellmaler, Zeichner, Radierer, Illustrator und Chinareisender
- Alexander, William (1874–1954), britischer Politiker und Brigadegeneral
- Alexander, William (1915–1997), deutscher Maler
- Alexander, William Stewart (1919–2013), neuseeländischer Pathologe
- Alexander, William Vollie (* 1934), US-amerikanischer Politiker (Demokratische Partei)
- Alexander, William, Baron Alexander of Potterhill (1905–1993), britischer Pädagoge und Bildungsreformer
- Alexander, William, Lord Stirling (1726–1783), schottisch-amerikanischer General

###### Alexander, Z
- Alexander, Zac (* 1989), australischer Squashspieler

###### Alexander-A
- Alexander-Arnold, Trent (* 1998), englischer FußballspielerTrent Alexander-Arnold (* 1998)

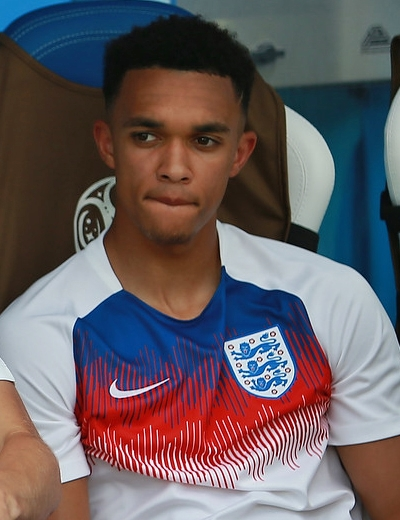
Trent Alexander-Arnold (* 1998)

###### Alexander-B
- Alexander-Burgh, Eberhard (1929–2004), deutscher Schriftsteller und Jugendbuchautor

###### Alexander-K
- Alexander-Katz, Hugo (1846–1928), deutscher Jurist und Autor

###### Alexander-S
- Alexander-Sinclair, David (1927–2014), britischer Heeresoffizier, Generalmajor
- Alexander-Sinclair, Edwyn (1865–1945), britischer Admiral im Ersten Weltkrieg

###### Alexander-W
- Alexander-Walker, Nickeil (* 1998), kanadischer Basketballspieler

###### Alexanders
- Alexandersen, Johann (1861–1936), Justizrat und Bürgerworthalter in Sonderburg
- Alexanderson, Ernst Fredrik Werner (1878–1975), schwedisch-amerikanischer Elektroingenieur
- Alexandersson, Daniel (* 1978), schwedischer Fußballspieler
- Alexandersson, Henrik (* 1961), schwedischer Journalist und Blogger
- Alexandersson, Jenny (* 1976), schwedische Journalistin und Hofberichterstatterin
- Alexandersson, Niclas (* 1971), schwedischer Fußballspieler
- Alexandersson, Tove (* 1992), schwedische Orientierungs- und Ski-Orientierungsläuferin

###### Alexandr
- Alexandra († 29 v. Chr.), Prinzessin aus der Dynastie der Hasmonäer
- Alexandra (1942–1969), deutsche SängerinAlexandra (1942–1969)

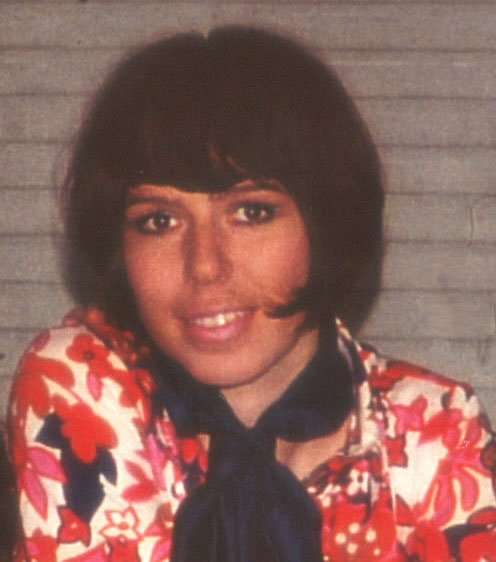
Alexandra (1942–1969)

- Alexandra Amalie von Bayern (1826–1875), Prinzessin von Bayern und Schriftstellerin
- Alexandra Helga Ívarsdóttir (* 1989), isländische Schönheitskönigin
- Alexandra Jóhannsdóttir (* 2000), isländische Fußballspielerin
- Alexandra von Ägypten, ägyptische Einsiedlerin, Heilige
- Alexandra von Dänemark (1844–1925), Prinzessin von Dänemark und durch Heirat Königin von Großbritannien und Irland
- Alexandra von Griechenland (1921–1993), griechische Adelige, Prinzessin von Griechenland, Königin von Jugoslawien
- Alexandra von Griechenland und Dänemark (1870–1891), durch Heirat Großfürstin von Russland aus dem Haus Romanow-Holstein-Gottorp
- Alexandra von Hannover und Cumberland (1882–1963), letzte Großherzogin des Landesteils Mecklenburg-Schwerin
- Alexandra von Litauen († 1434), Prinzessin von Litauen, Herzogin von Masowien
- Alexandra von Luxemburg (* 1991), luxemburgische Prinzessin, Prinzessin von Nassau und Bourbon-ParmaAlexandra von Luxemburg (* 1991)

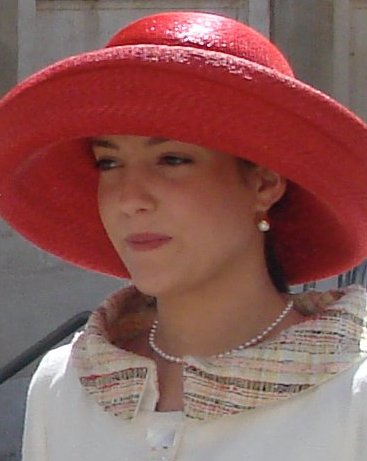
Alexandra von Luxemburg (* 1991)

- Alexandra von Sachsen-Altenburg (1830–1911), russische Großfürstin
- Alexandra von Sachsen-Coburg und Gotha (1878–1942), Mitglied der britischen Königsfamilie und durch Heirat Fürstin zu Hohenlohe-Langenburg
- Alexandra, Charlotte (* 1954), britische Filmschauspielerin
- Alexandra, Geena, US-amerikanische Schauspielerin
- Alexandra, Jordan, britische Schauspielerin
- Alexandra, Liana (1947–2011), rumänische Komponistin und Musikpädagogin
- Alexandra, Lydia (1912–1953), deutsche Filmschauspielerin
- Alexandra, Miriam (* 1981), deutsch-griechische Opern-, Konzert- und Liedsängerin (Sopran) sowie promovierte Musikwissenschaftlerin
- Alexandra, Tiana (* 1961), vietnamesisch-US-amerikanische Schauspielerin, Filmregisseurin und Filmproduzentin
- Alexandraki, Galato, griechische Politikerin (Elliniki Lysi)
- Alexandre de Bernay, französischer Autor des Mittelalters
- Alexandre dos Santos, Ricardo (* 1976), brasilianischer Fußballspieler
- Alexandre Pato (* 1989), brasilianischer FußballspielerAlexandre Pato (* 1989)

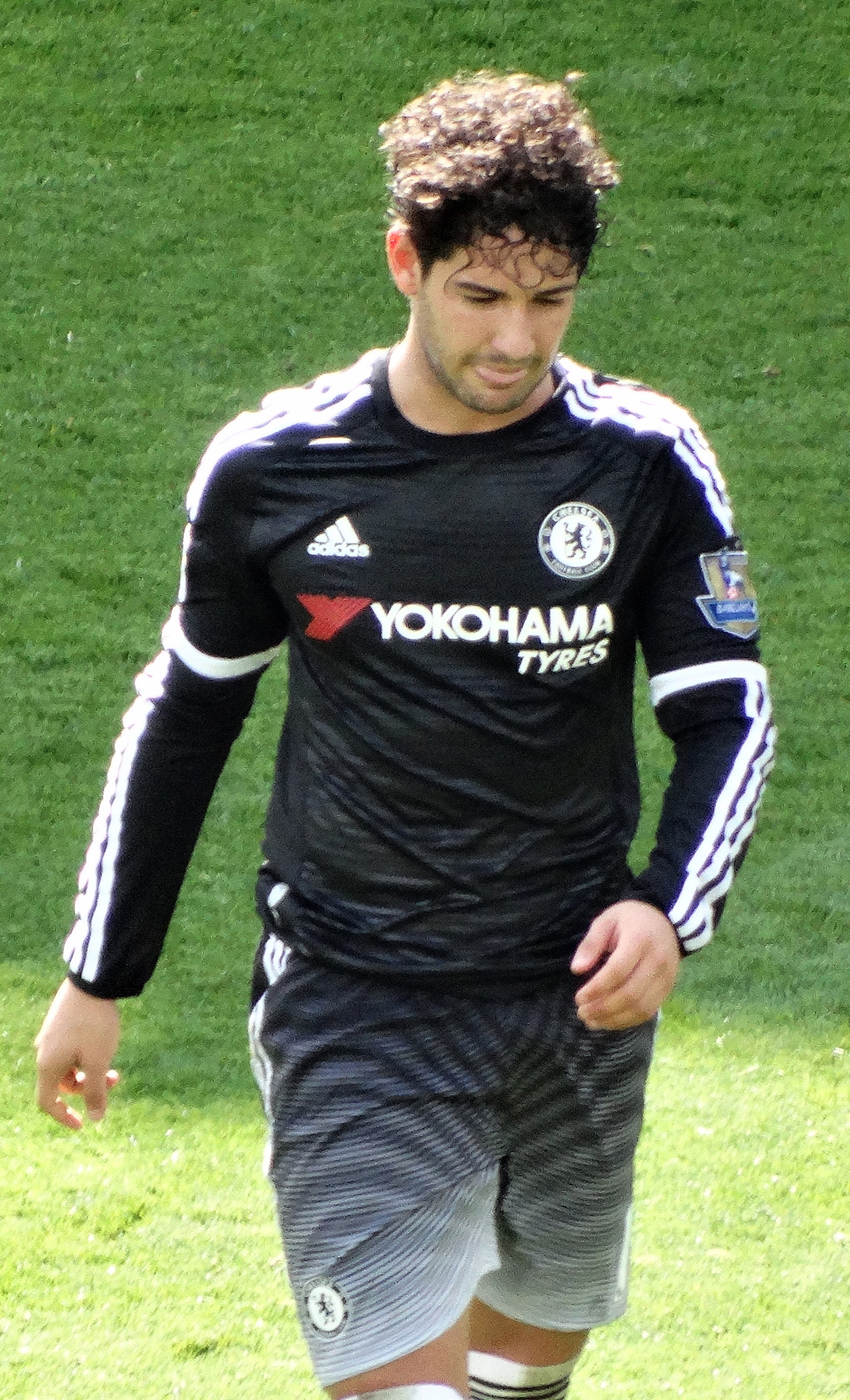
Alexandre Pato (* 1989)

- Alexandre, Antonio, argentinischer Bahnradsportler
- Alexandre, Astrid (* 1981), Schweizer Liedermacherin und Journalistin
- Alexandre, Bill, belgischer Jazzgitarrist und Bandleader
- Alexandre, Boniface (1936–2023), haitianischer Politiker, Präsident von Haiti
- Alexandre, Guy (1945–2014), haitianischer Soziologe, Pädagoge und Diplomat
- Alexandre, Jacques (* 1944), französischer Fotograf
- Alexandre, Jean (* 1917), belgischer Radrennfahrer
- Alexandre, Jovan (* 1988), US-amerikanischer Jazzmusiker
- Alexandre, Manuel (1917–2010), spanischer Schauspieler
- Alexandre, Marc (* 1959), französischer Judoka
- Alexandre, Marcelo (* 1963), argentinischer Bahnradsportler und Trainer im Radsport
- Alexandre, Marcus (* 1977), brasilianischer Politiker der Arbeiterpartei (Partido dos Trabalhadores)
- Alexandre, Maxime (1899–1976), elsässischer Dichter und Autor
- Alexandre, Maxime (* 1971), belgischer Kameramann und Regisseur
- Alexandre, Michel (1888–1952), französischer Philosoph
- Alexandre, Miguel (* 1968), deutsch-portugiesischer Regisseur, Drehbuchautor und Kameramann
- Alexandre, Noël (1639–1724), römisch-katholischer Theologe und Kirchenhistoriker
- Alexandre, Philippe (* 1953), französischer Historiker und Germanist
- Alexandre, Pierre (1922–1994), französischer Anthropologe und Sprachwissenschaftler
- Alexandrescu, Andrei (* 1969), rumänischer Informatiker
- Alexandrescu, Grigore (1810–1885), rumänischer Schriftsteller und Dichter
- Alexandri, Anna-Maria (* 1997), österreichische SynchronschwimmerinAnna-Maria Alexandri (* 1997)

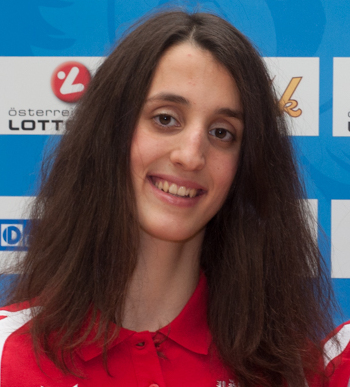
Anna-Maria Alexandri (* 1997)

- Alexandri, Caspar (1623–1681), deutscher Jurist und Diplomat
- Alexandri, Eirini-Marina (* 1997), österreichische Synchronschwimmerin
- Alexandri, Vasiliki (* 1997), österreichische Synchronschwimmerin
- Alexandria, Lorez (1929–2001), US-amerikanische Jazz-Sängerin
- Alexandria, Nana (* 1949), georgische Schachspielerin
- Alexandridis, Annetta (* 1968), deutsche Klassische Archäologin
- Alexandrine Friedrike Wilhelmine von Hanau (1830–1871), Tochter des Kurfürsten Friedrich Wilhelm I. von Hessen-Kassel
- Alexandrine von Baden (1820–1904), badische Adlige

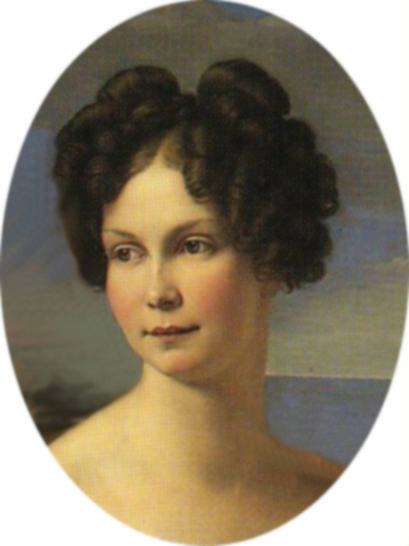
Alexandrine von Preußen (1803–1892)

- Alexandrine von Preußen (1803–1892), Prinzessin von Preußen; Großherzogin von Mecklenburg in Mecklenburg-SchwerinAlexandrine von Preußen (1803–1892)
- Alexandrine von Preußen (1842–1906), Mitglied des Hauses Hohenzollern und durch Heirat Herzogin zu Mecklenburg [-Schwerin]
- Alexandrine zu Mecklenburg (1879–1952), Königin von Dänemark und Island
- Alexandrine-Louise von Dänemark (1914–1962), dänisches Mitglied der Königsfamilie
- Alexandrini, Alexandru (1902–1981), rumänischer Finanzminister
- Alexandris, Alekos (* 1968), griechischer Fußballspieler und -trainer
- Alexandris, Evangelos (* 1951), griechischer Basketballspieler und -trainer
- Alexandropoulos, Sotirios (* 2001), griechischer Fußballspieler
- Alexandros, attischer Komödiendichter
- Alexandros, griechischer Koroplast
- Alexandros, griechischer Satyrspieldichter
- Alexandros, Statthalter des Seleukidenreichs
- Alexandros Aitolos, griechischer Grammatiker und Dichter
- Alexandros II. von Alexandria († 729), 43. koptische Papst
- Alexandros Numeniu, griechischer Rhetor
- Alexandros Psalidios, oströmischer Finanzbeamter
- Alexandros von Korinth († 245 v. Chr.), makedonischer Statthalter und König von Korinth und Sikyon
- Alexandrou, Aris (1922–1978), griechischer Schriftsteller
- Alexandrou, Thekla (* 2002), zyprische Sprinterin
- Alexandrov, Dmitri (* 1966), russischer Synchronsprecher und Schauspieler
- Alexandrov, Serghei, sowjetischer und moldauischer Fußballnationalspieler
- Alexandrova, Olga (* 1978), spanische Schachspielerin
- Alexandrow, Alexandar (* 1951), bulgarischer Kosmonaut
- Alexandrow, Alexandar (* 1975), bulgarischer Fußballspieler
- Alexandrow, Alexandar (* 1984), bulgarischer Boxer
- Alexandrow, Alexander Danilowitsch (1912–1999), sowjetischer Mathematiker
- Alexandrow, Alexander Pawlowitsch (* 1943), sowjetischer Kosmonaut
- Alexandrow, Alexander Wassiljewitsch (1883–1946), russischer Komponist und ChorleiterAlexander Wassiljewitsch Alexandrow (1883–1946)

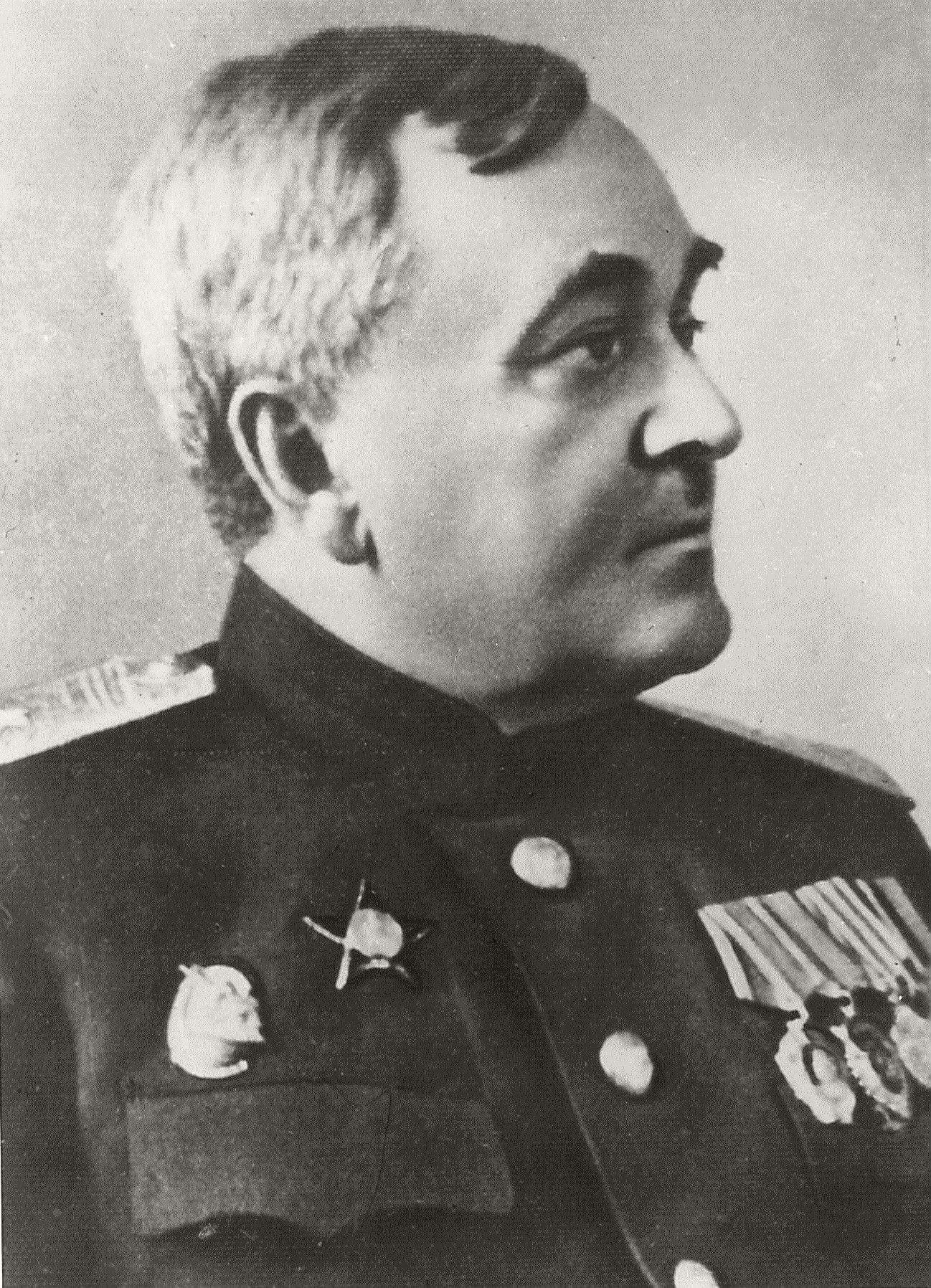
Alexander Wassiljewitsch Alexandrow (1883–1946)

- Alexandrow, Alexei Alexandrowitsch (* 1933), sowjetischer und russischer Wissenschaftler auf dem Gebiet der Thermodynamik
- Alexandrow, Alexei Borissowitsch (* 1954), russischer Mathematiker
- Alexandrow, Anatoli (* 1967), kasachischer Boxer im Superfedergewicht
- Alexandrow, Anatoli Nikolajewitsch (1888–1982), russischer Komponist
- Alexandrow, Anatoli Petrowitsch (1903–1994), russischer Physiker
- Alexandrow, Andrei Michailowitsch (1918–1993), russisch-sowjetischer Diplomat und Berater von vier Kreml-Chefs
- Alexandrow, Boris Alexandrowitsch (1905–1994), sowjetischer Komponist und Chorleiter
- Alexandrow, Boris Kapitonowitsch (1889–1973), russisch-sowjetischer Wasserbauingenieur und Hochschullehrer
- Alexandrow, Boris Wiktorowitsch (1955–2002), russisch-kasachischer Eishockeyspieler und -trainer
- Alexandrow, Daniel (1930–2010), russisch-amerikanischer russisch-orthodoxer Bischof der Russischen Orthodoxen Kirche im Ausland
- Alexandrow, Georgi Fjodorowitsch (1908–1961), sowjetischer Philosoph, Politiker und Propagandaleiter des ZK der KPdSU
- Alexandrow, Grigori Wassiljewitsch (1903–1983), russisch-sowjetischer Filmregisseur, Drehbuchautor und Schauspieler
- Alexandrow, Igor Sergejewitsch (* 1973), deutsch-russischer Eishockeyspieler und -trainer
- Alexandrow, Ina Reni, deutsch-bulgarische Sängerin und YouTuberin
- Alexandrow, Iwan Gawrilowitsch (1875–1936), russischer und sowjetischer Ingenieur
- Alexandrow, Jewgeni Borissowitsch (* 1936), russischer Physiker
- Alexandrow, Jewgeni Wiktorowitsch (1917–2007), sowjetisch-russischer Architekt
- Alexandrow, Juri Alexandrowitsch (* 1988), russischer Eishockeyspieler
- Alexandrow, Juri Michailowitsch (1914–2001), russischer Komponist
- Alexandrow, Juri Wassiljewitsch (1963–2013), sowjetischer Boxer
- Alexandrow, Pawel Sergejewitsch (1896–1982), sowjetischer MathematikerPawel Sergejewitsch Alexandrow (1896–1982)

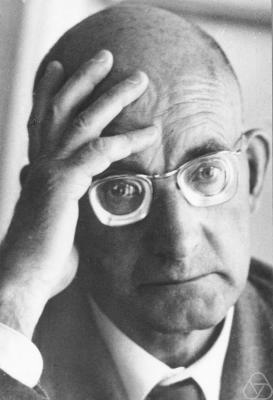
Pawel Sergejewitsch Alexandrow (1896–1982)

- Alexandrow, Rumen (* 1960), bulgarischer Gewichtheber
- Alexandrow, Sergei (* 1978), kasachischer Eishockeyspieler
- Alexandrow, Stojan (* 1949), bulgarischer Politiker und Ministerpräsident
- Alexandrow, Weniamin Weniaminowitsch (1937–1991), sowjetischer Eishockeyspieler und -trainer
- Alexandrow, Wiktor (* 1985), kasachischer Eishockeyspieler
- Alexandrow, Wiktor Sergejewitsch (* 2002), russischer Fußballspieler
- Alexandrow, Wladimir Petrowitsch (* 1958), sowjetischer Bobsportler
- Alexandrow, Wladimir Walentinowitsch (* 1938), sowjetischer Physiker und Klimatologe
- Alexandrowa, Gergana (* 1991), bulgarische Naturbahnrodlerin
- Alexandrowa, Iraida Wassiljewna (* 1980), russische Marathonläuferin
- Alexandrowa, Irina (* 1994), kasachische Handballspielerin
- Alexandrowa, Iwa (* 1994), bulgarische Leichtathletin
- Alexandrowa, Jekaterina Jewgenjewna (* 1994), russische TennisspielerinJekaterina Jewgenjewna Alexandrowa (* 1994)

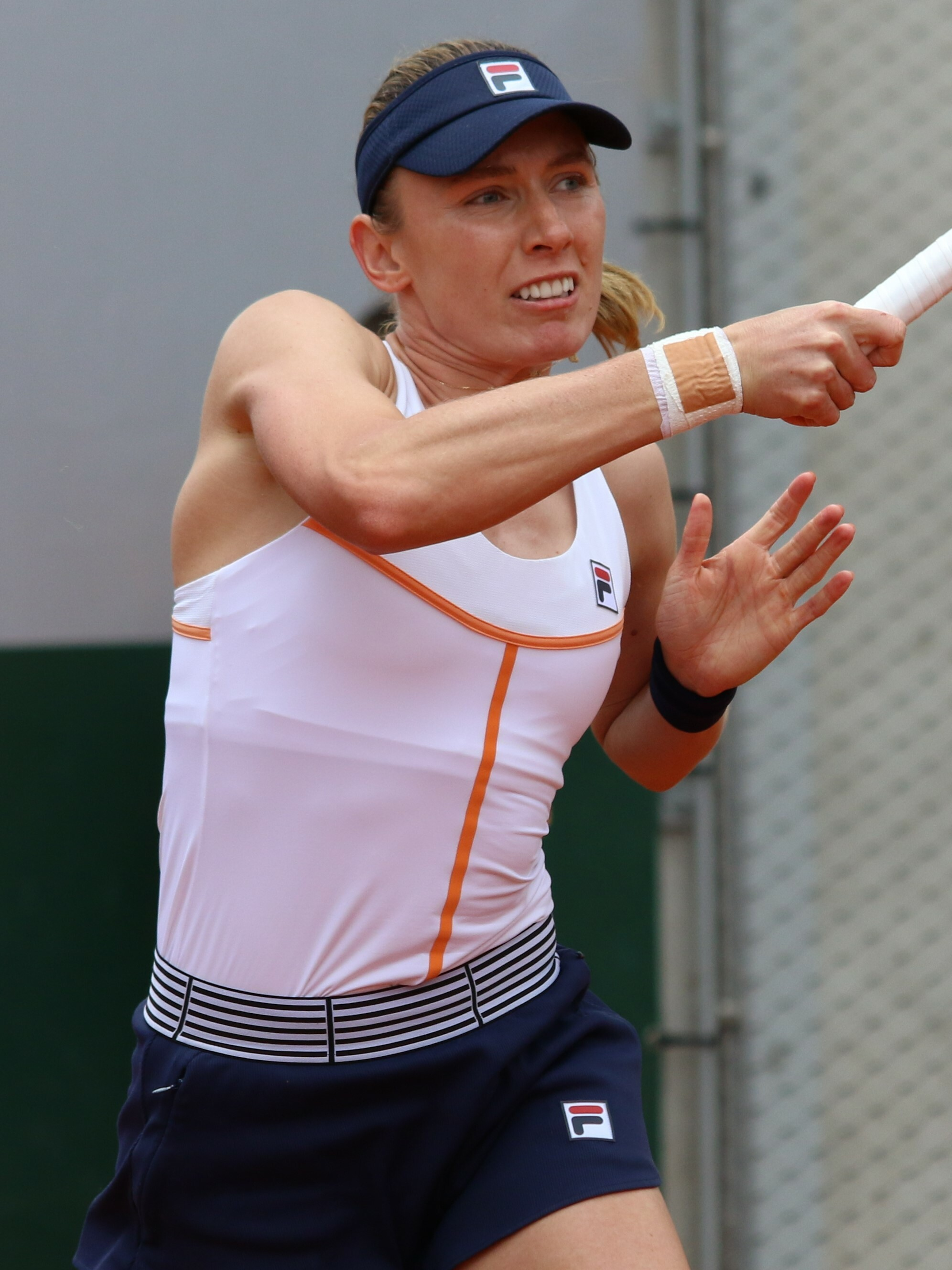
Jekaterina Jewgenjewna Alexandrowa (* 1994)

- Alexandrowa, Marina Andrejewna (* 1982), russische Schauspielerin
- Alexandrowa, Olga Sergejewna (1847–1927), russische Mäzenin
- Alexandrowa, Tatjana Nikolajewna (* 1966), sowjetische bzw. russische Bergbauingenieurin und Hochschullehrerin
- Alexandrowa-Mladenowa, Dessislawa (* 1975), bulgarische Hochspringerin
- Alexandrowicz, Ra’anan (* 1969), israelischer Filmregisseur und Drehbuchautor
- Alexandrowitsch, Natalija Petrowna (* 1950), sowjetisch-belarussische Archäozoologin und Hochschullehrerin
- Alexandrowskaja, Jekaterina Dmitrijewna (2000–2020), russisch-australische Eiskunstläuferin
- Alexandru Aldea († 1436), Fürst der Walachei (1431–1436)
- Alexandru cel Bun († 1432), Herrscher des Fürstentums Moldau
- Alexandru Coconul († 1632), Fürst der Walachei und des Fürstentums Moldau
- Alexandru Lăpușneanu († 1568), Wojwode des Fürstentums Moldau
- Alexandru, Constantin (1953–2014), rumänischer Ringer
- Alexandru, Iliaș, Herrscher im Fürstentum Moldau
- Alexandru, Maria (1939–2024), rumänische Tischtennisspielerin
- Alexandru, Nicoleta (* 1968), rumänische Popsängerin
- Alexandru, Vasile (* 1935), rumänischer Fußballspieler
- Alexandru-Zorn, Florian (* 1984), deutscher Musikautor und Schlagzeuger

###### Alexani
- Alexanian, Diran (1881–1954), Cellist, Komponist und Musikpädagoge armenischer Abstammung
- Alexanidis, Lavrentios (* 1979), griechischer Judoka

###### Alexank
- Alexanko, José Ramón (* 1956), spanischer Fußballspieler

##### Alexas
- Alexas, griechischer Gemmenschneider
- Alexaschin, Juri Wassiljewitsch (* 1941), russischer Langstreckenläufer

#### Alexe
- Alexe, Ion (* 1946), rumänischer Schwergewichtsboxer
- Alexe, Marius (* 1990), rumänischer Fußballspieler
- Alexe, Stefan (* 1972), Schweizer Schriftsteller für Kinder- und Jugendbücher
- Alexei I. (1629–1676), Zar von Russland (1645–1676)
- Alexei von Russland (1690–1718), russischer Zarewitsch (Kronprinz); Sohn von Zar Peter I.Alexei von Russland (1690–1718)

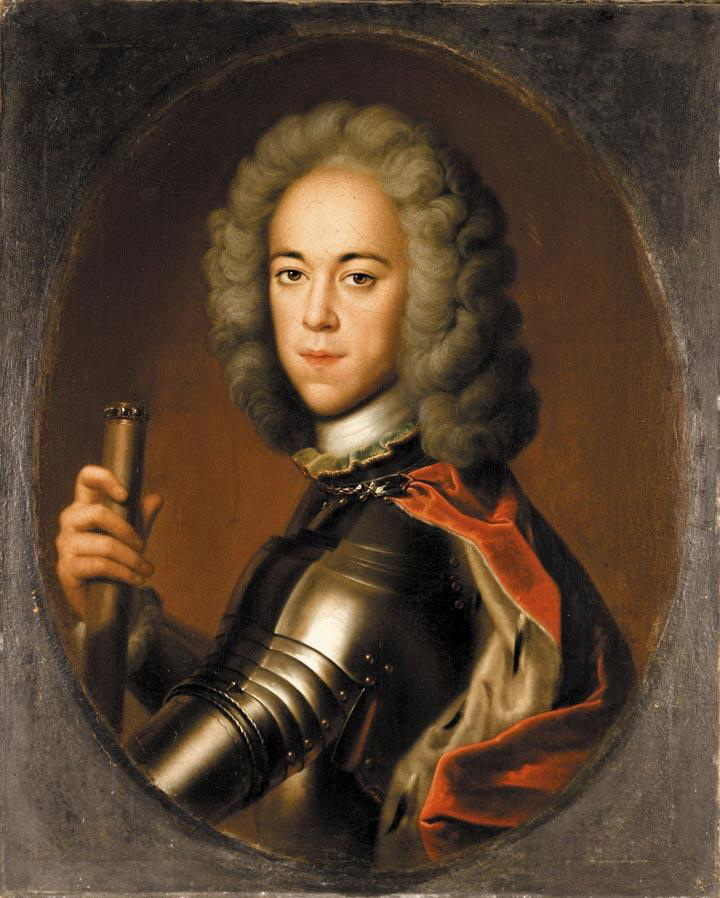
Alexei von Russland (1690–1718)

- Alexeieff, Alexandre (1901–1982), französischer Pionier des Zeichentrickfilms
- Alexej Biakont († 1378), Metropolit von Kiew und Moskau
- Alexejenko, Kirill Alexejewitsch (* 1997), russischer SchachgroßmeisterKirill Alexejewitsch Alexejenko (* 1997)

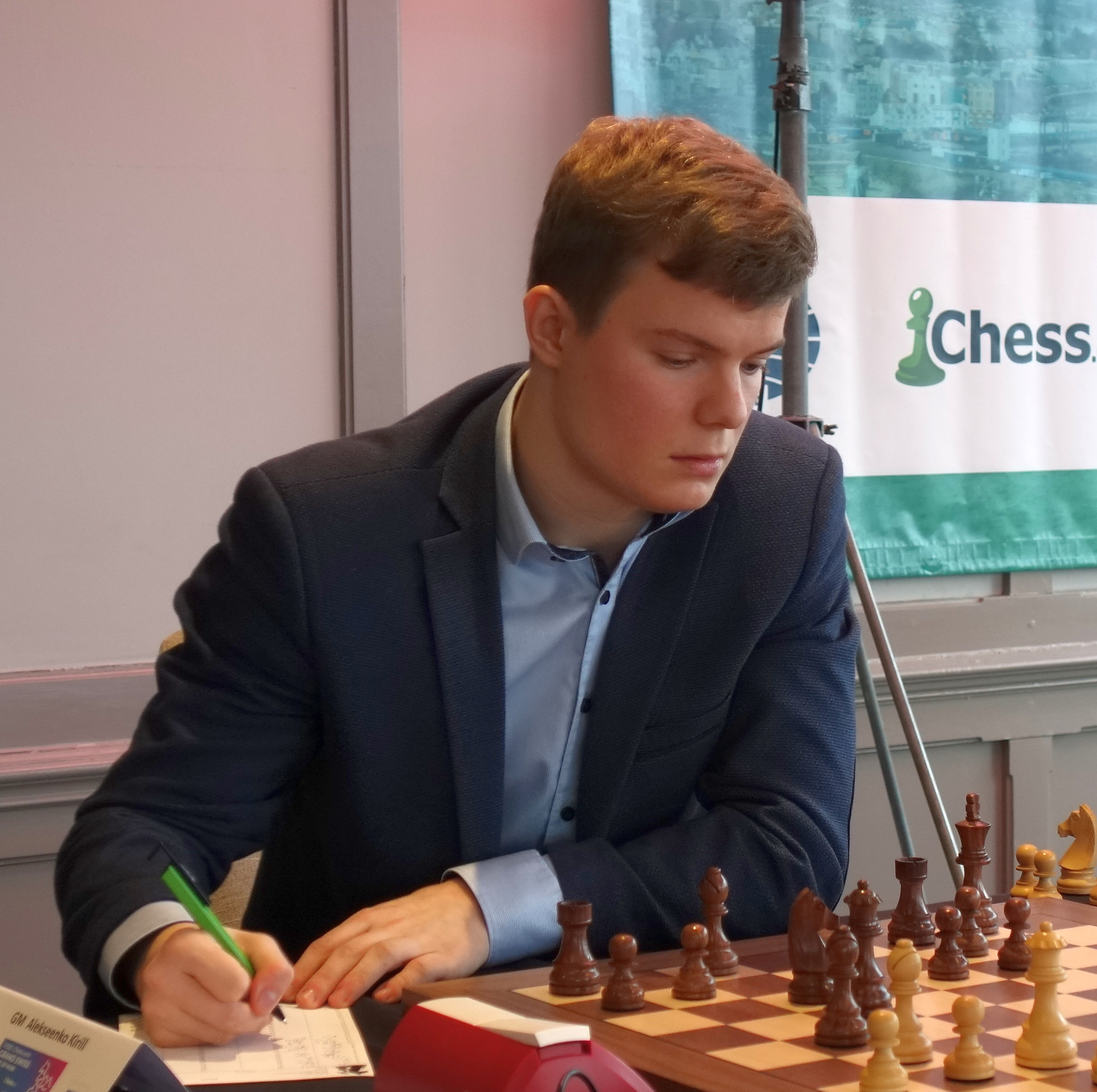
Kirill Alexejewitsch Alexejenko (* 1997)

- Alexejenko, Sergei Wladimirowitsch (* 1950), russischer Physiker
- Alexejew, Alexander Alexejewitsch (1811–1878), russischer Maler
- Alexejew, Alexander Wassiljewitsch (1938–2020), russischer Dirigent
- Alexejew, Alexander Wjatscheslawowitsch (* 1981), russischer Boxer
- Alexejew, Alexei Alexandrowitsch (* 1965), russischer Handballspieler und -trainer
- Alexejew, Andrei Alexejewitsch (* 1990), russischer Biathlet
- Alexejew, Andrei Jurjewitsch (* 1955), sowjetisch-russischer Prähistoriker
- Alexejew, Denis Sergejewitsch (* 1987), russischer Leichtathlet
- Alexejew, Dmitri Konstantinowitsch (* 1947), russischer Pianist
- Alexejew, Fjodor Jakowlewitsch († 1824), russischer Maler und Professor
- Alexejew, Georgi Dmitrijewitsch (1881–1951), russisch-sowjetischer Bildhauer
- Alexejew, Ilja Jurjewitsch (* 1980), russischer Schauspieler
- Alexejew, Iwan Iwanowitsch (1895–1939), sowjetischer Funktionär der KPdSU
- Alexejew, Jewgeni Iwanowitsch (1843–1917), russischer Admiral
- Alexejew, Jewgeni Wladimirowitsch (* 1985), russisch-israelischer Schachspieler
- Alexejew, Konstantin Sergejewitsch (* 1988), russischer Eishockeyspieler
- Alexejew, Michail Wassiljewitsch (1857–1918), russischer GeneralMichail Wassiljewitsch Alexejew (1857–1918)

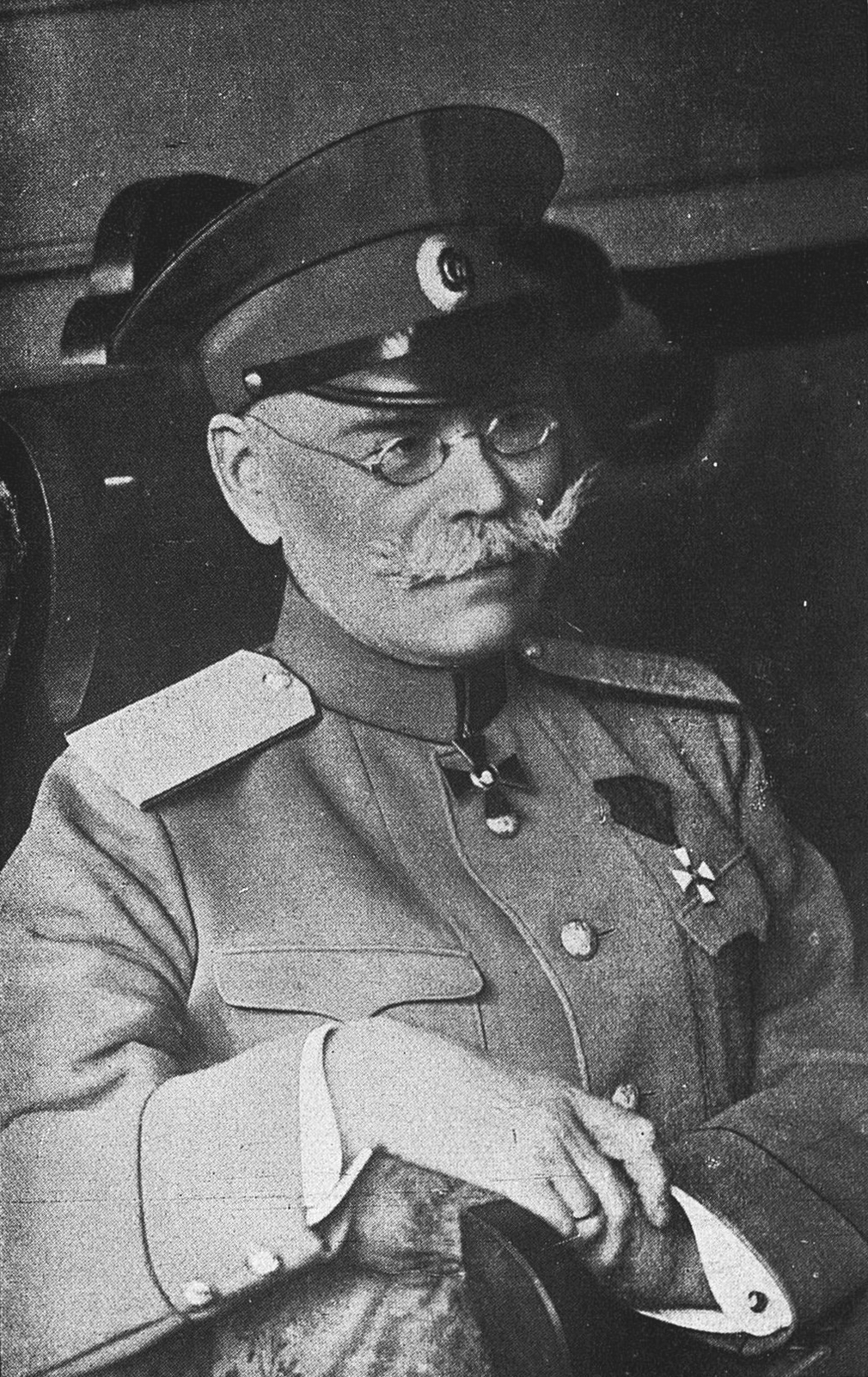
Michail Wassiljewitsch Alexejew (1857–1918)

- Alexejew, Nikita Sergejewitsch (* 1981), russischer Eishockeyspieler
- Alexejew, Nikita Sergejewitsch (* 2002), russischer Fußballspieler
- Alexejew, Nikolai Alexandrowitsch (1852–1893), russischer Unternehmer, Mäzen und Moskauer Stadthaupt
- Alexejew, Nikolai Alexandrowitsch (* 1977), russischer Publizist und LGBT-Aktivist
- Alexejew, Nikolai Borissowitsch (1912–1984), sowjetischer Diplomat
- Alexejew, Nikolai Nikolajewitsch (1879–1964), russischer Philosoph, Jurist, einer der Ideologen des Eurasismus
- Alexejew, Nikolai Nikolajewitsch (1914–1980), sowjetischer Offizier, Marschall der Fernmeldetruppen
- Alexejew, Pawel Konstantinowitsch (1889–1939), russisch-sowjetischer Metallurg
- Alexejew, Pjotr Alexejewitsch (1893–1937), sowjetischer Politiker (WKP(B), KPdSU)
- Alexejew, Rostislaw Jewgenjewitsch (1916–1980), sowjetischer Schiffs- und Flugzeugkonstrukteur, der Erschaffer zahlreicher Tragflügelboote und Bodeneffektfahrzeuge (Ekranoplane)
- Alexejew, Semjon Michailowitsch (1909–1993), sowjetischer Flugzeugkonstrukteur
- Alexejew, Sergei Sergejewitsch (1924–2013), russischer Jurist, Staatsrechtler und Hochschullehrer
- Alexejew, Waleri Borissowitsch (* 1948), sowjetisch-russischer Mathematiker, Kybernetiker und Hochschullehrer
- Alexejew, Wassili Iwanowitsch (1942–2011), sowjetischer GewichtheberWassili Iwanowitsch Alexejew (1942–2011)

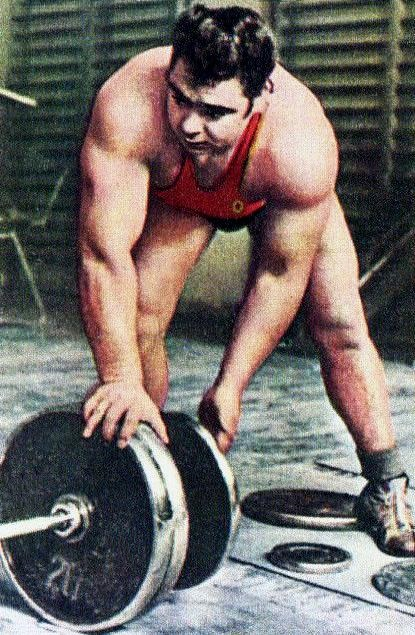
Wassili Iwanowitsch Alexejew (1942–2011)

- Alexejew, Wassili Michailowitsch (1881–1951), russischer Sinologe
- Alexejew, Wiktor Petrowitsch (* 1956), sowjetischer Ringer
- Alexejew, Wissarion Grigorjewitsch (1866–1943), russischer Mathematiker
- Alexejew, Wladimir Michailowitsch (1932–1980), sowjetischer Mathematiker
- Alexejew, Wladimir Pawlowitsch (* 1961), russischer Orientierungsläufer
- Alexejewa, Alexandra Wladimirowna (1852–1903), russische Unternehmerin und Mäzenin
- Alexejewa, Galina Alexandrowna (1947–2024), sowjetische Wasserspringerin
- Alexejewa, Irina Nikolajewna (* 2002), russische Kunstturnerin
- Alexejewa, Jelena Jewgenjewna (* 1990), russische Naturbahnrodlerin
- Alexejewa, Ljudmila Michailowna (1927–2018), russische Historikerin, Menschenrechtsaktivistin und sowjetische Dissidentin
- Alexejewa, Sofja Alexandrowna (* 2003), russische Freestyle-Skisportlerin
- Alexejewa, Swetlana Lwowna (* 1955), russische Eiskunstlauftrainerin
- Alexejewa, Tatjana Iwanowna (1928–2007), sowjetische Anthropologin und Hochschullehrerin
- Alexejewa, Tatjana Petrowna (* 1963), russische Sprinterin
- Alexejewna, Elisabeth (1779–1826), russische Kaiserin
- Alexejewski, Jewgeni Jewgenjewitsch (1906–1979), sowjetischer Politiker (WKP(B), KPdSU)

#### Alexi
- Alexi, Ioan (1800–1863), rumänischer griechisch-katholischer Bischof
- Alexia (* 1967), italienische Eurodance-Sängerin
- Alexia der Niederlande (* 2005), niederländische Adelige, Prinzessin der NiederlandeAlexia der Niederlande (* 2005)

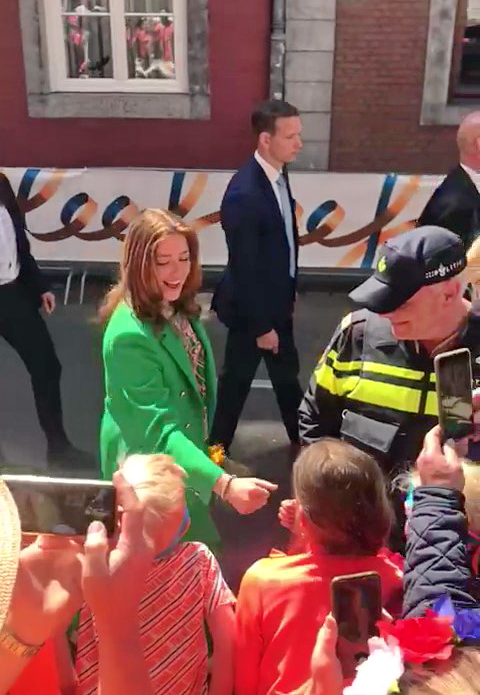
Alexia der Niederlande (* 2005)

- Alexia von Griechenland (* 1965), dänische Prinzessin
- Alexiadou, Artemis (* 1969), griechische Sprachwissenschaftlerin
- Alexiane (* 1992), kanadische Singer-Songwriterin
- AlexiBexi (* 1989), deutscher Webvideoproduzent und Musiker
- Alexibios, griechischer Pentathlet
- Alexie, Sherman (* 1966), indianisch-US-amerikanischer Schriftsteller und Drehbuchautor
- Alexiev, Thomas (* 2001), österreichischer Fußballspieler
- Alexiev, Ulrike († 2023), deutsche Biophysikerin und Hochschullehrerin
- Alexiewa, Nadeschda (* 1969), bulgarische Biathletin
- Alexijewitsch, Swetlana Alexandrowna (* 1948), belarussische SchriftstellerinSwetlana Alexandrowna Alexijewitsch (* 1948)

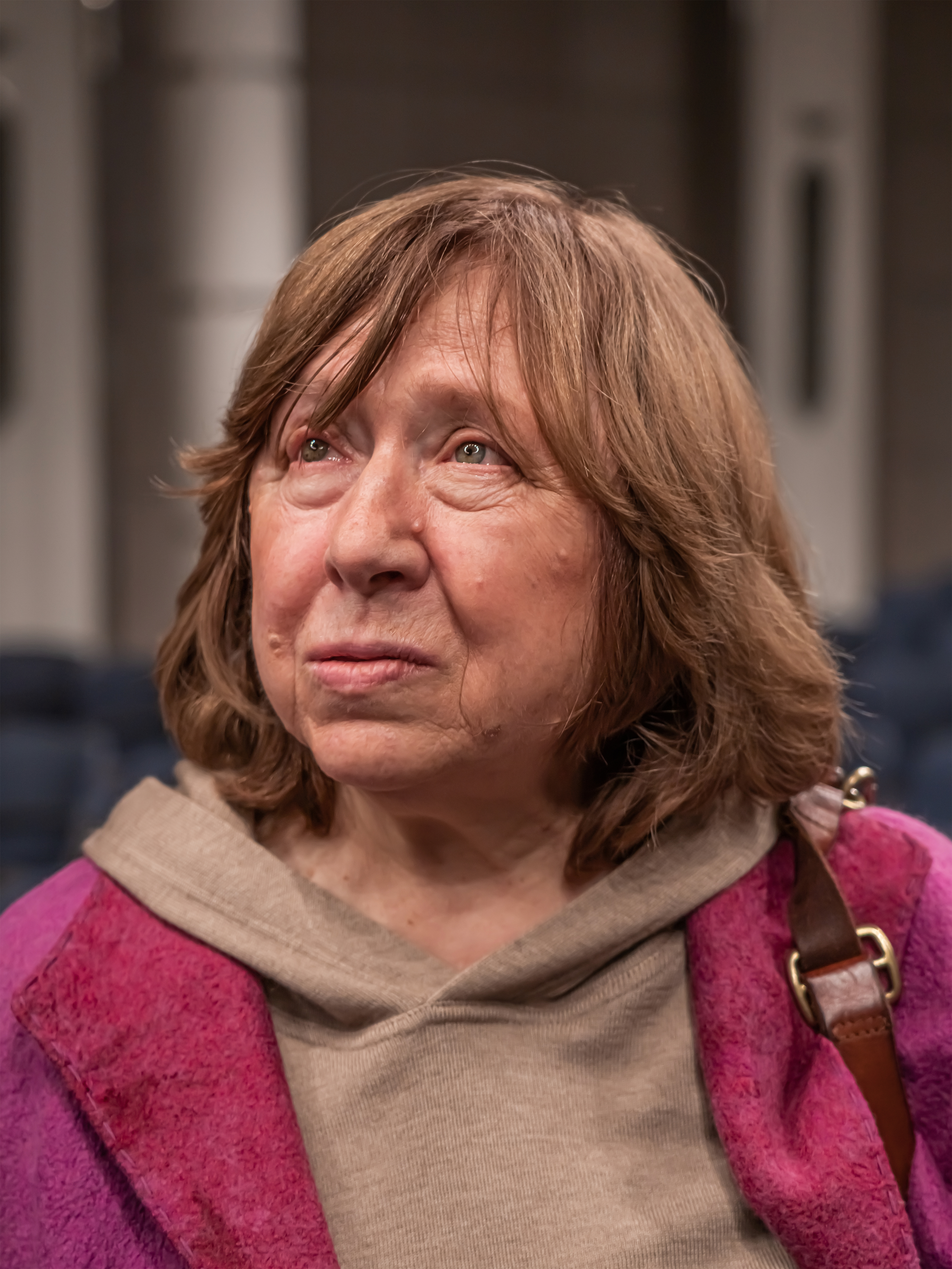
Swetlana Alexandrowna Alexijewitsch (* 1948)

- Alexin, Anatoli Georgijewitsch (1924–2017), sowjetischer und russisch-israelischer Schriftsteller, Lyriker und Dramatiker
- Alexinos, griechischer antiker Philosoph
- Alexio, Dennis (* 1959), US-amerikanischer Schauspieler und Kickboxer
- Alexios Angelos Komnenos, byzantinischer Prinz
- Alexios Angelos Philanthropenos, byzantinischer Kaisar, Herr von Thessalien
- Alexios Aspietes († 1205), byzantinischer Gouverneur, Gegenkaiser in Philippopel
- Alexios Axuch, byzantinischer General, Verschwörer gegen Kaiser Manuel I.
- Alexios Branas († 1187), byzantinischer General, Usurpator gegen Isaak II.
- Alexios I. (1057–1118), Kaiser von Byzanz (1081–1118)
- Alexios I. (1182–1222), Kaiser von Trapezunt
- Alexios I. Studites († 1043), Patriarch von Konstantinopel (1025–1043)
- Alexios II. (1169–1183), Kaiser von Byzanz (1180–1183)
- Alexios II. († 1330), Kaiser von Trapezunt
- Alexios III., Kaiser von Byzanz (1195–1203)Alexios III.

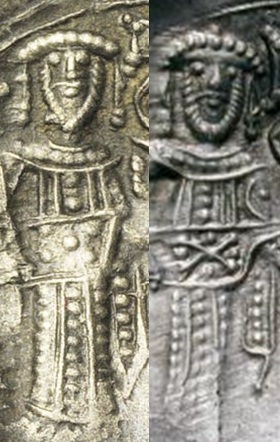
Alexios III.

- Alexios III. (1338–1390), Kaiser von Trapezunt
- Alexios IV. (1182–1204), byzantinischer Kaiser (1203–1204)
- Alexios IV. (1382–1429), Kaiser von Trapezunt
- Alexios Komnenos (1141–1183), byzantinischer Protosebastos, Neffe von Kaiser Manuel I.
- Alexios Komnenos, byzantinischer Sebastokrator und Kaisar, illegitimer Sohn von Kaiser Manuel I.
- Alexios Komnenos († 1187), byzantinischer Usurpator, Großneffe (oder illegitimer Sohn) von Kaiser Manuel I.
- Alexios Komnenos († 1199), Sohn von Andronikos I. Komnenos
- Alexios Komnenos Palaiologos († 1203), byzantinischer Aristokrat, Schwiegersohn und Thronfolger von Kaiser Alexios III.
- Alexios Komnenos Porphyrogennetos (1106–1142), byzantinischer Mitkaiser (1122–1142), Sohn von Johannes II.
- Alexios Kontostephanos, byzantinischer Usurpator gegen Kaiser Alexios III.
- Alexios Laskaris, byzantinischer Sebastokrator, Bruder von Kaiser Theodor I. und Usurpator gegen Kaiser Johannes III.
- Alexios Melissenos Strategopulos, byzantinischer Feldherr
- Alexios Musele, byzantinischer General armenischer Herkunft
- Alexios Musele, byzantinischer General und Kaisar (Caesar), Schwiegersohn des Kaisers Theophilos
- Alexios Philanthropenos, byzantinischer Aristokrat, Gouverneur und Feldherr
- Alexios Skantarios Komnenos (1454–1463), trapezuntischer Prinz, Sohn von Alexander Komnenos, Neffe von Kaiser Johannes IV.
- Alexios V., Kaiser von Byzanz (1204)
- Alexiou, Elli (1894–1988), griechische Schriftstellerin
- Alexiou, Haris (* 1950), griechische SängerinHaris Alexiou (* 1950)

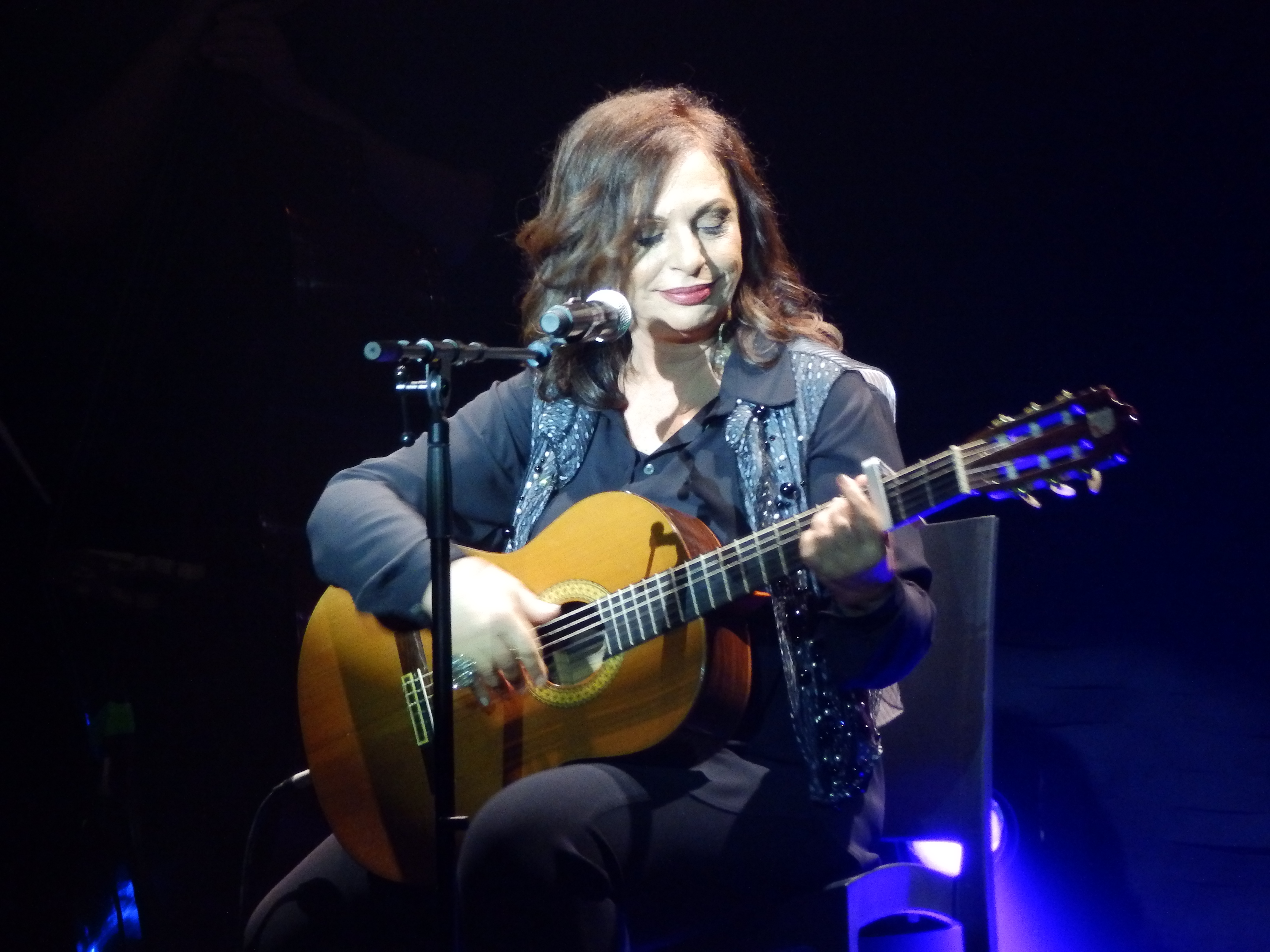
Haris Alexiou (* 1950)

- Alexiou, Ioannis (* 1984), griechischer Fußballspieler
- Alexiou, Margaret (* 1939), britische Neogräzistin und Komparatistin
- Alexiou, Stylianos (1921–2013), griechischer Klassischer Archäologe, Neogräzist und Byzantinist
- Alexis (1829–1905), Landgraf von Hessen-Philippsthal-Barchfeld
- Alexis (1946–1977), französischer Comiczeichner
- Alexis (* 1968), deutsche Sängerin
- Alexis Falconieri († 1310), römisch-katholischer Mönch und einer der Sieben heiligen Gründer des Servitenordens
- Alexis, Anell (* 1990), US-amerikanisch-panamaischer Basketballspieler
- Alexis, Jacques Stephen (* 1922), haitianischer Erzähler, Dichter und politischer Aktivist
- Alexis, Jacques-Édouard (* 1947), haitianischer Politiker, Premierminister von Haiti
- Alexis, Leif (* 1974), schwedischer Filmproduzent
- Alexis, Marcus (1932–2009), amerikanischer Wirtschaftswissenschaftler
- Alexis, Paul (1847–1901), französischer Romanautor, Theaterdichter und Journalist
- Alexis, Raven (1987–2022), US-amerikanische PornodarstellerinRaven Alexis (1987–2022)
- Alexis, Tony (* 1962), spanischer Clown

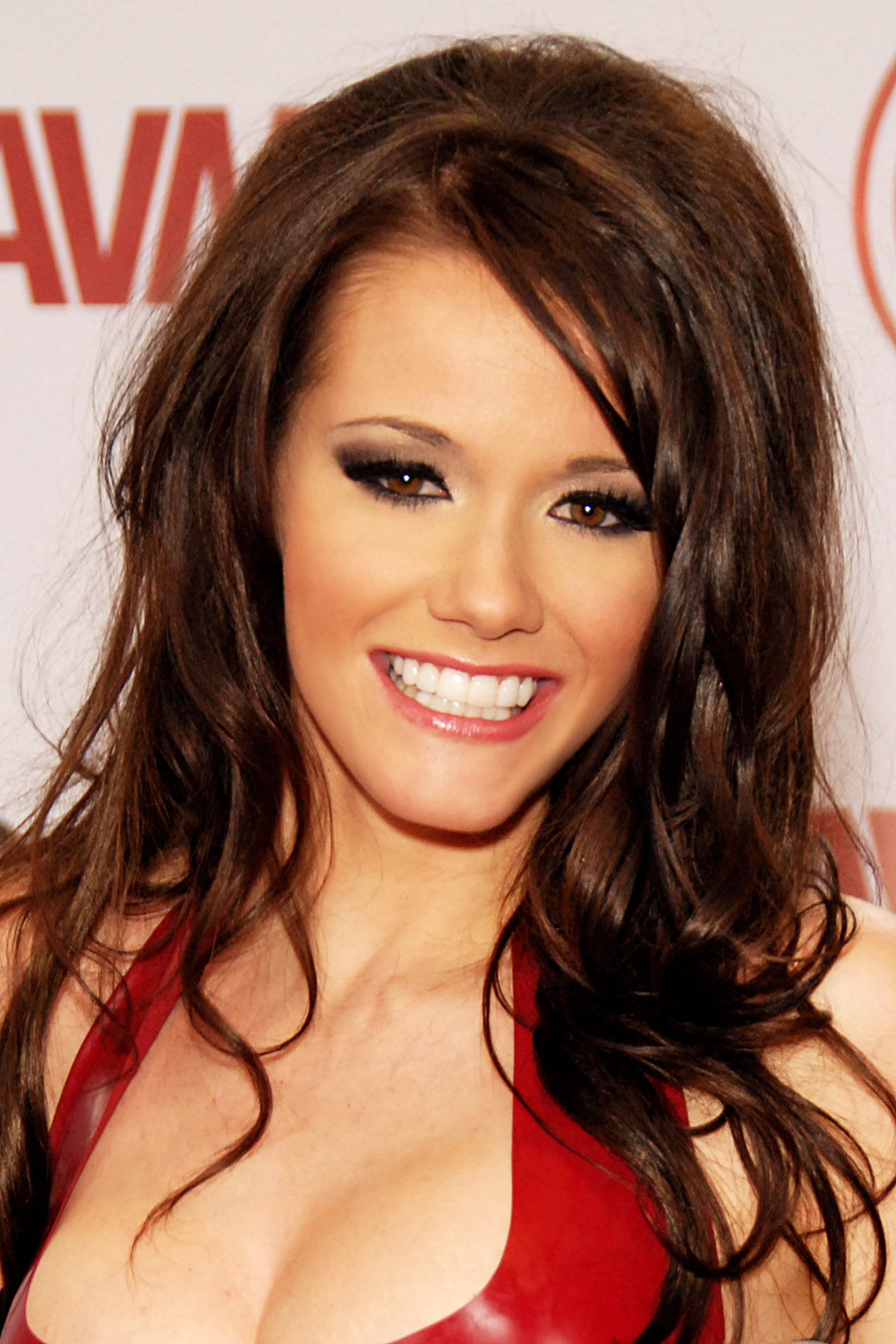
Raven Alexis (1987–2022)

- Alexis, Wendell (* 1964), US-amerikanischer Basketballspieler
- Alexis, Willibald (1798–1871), deutscher Schriftsteller und Dichter
- Alexis-Windsor, Althea Violet (* 1973), Juristin aus Trinidad und Tobago und Richterin am Internationalen Strafgerichtshof
- Alexius Friedrich Christian (1767–1834), Herzog von Anhalt-Bernburg
- Alexius I. (1877–1970), Patriarch von Moskau
- Alexius II. (1929–2008), russischer Patriarch von Moskau und ganz Russland
- Alexius Slaw, Zar von Bulgarien
- Alexius von Brandenburg († 1192), Bischof von Brandenburg
- Alexius von Edessa, Heiliger
- Alexius von Speyer (1583–1629), katholischer Priester, Kapuziner, Diplomat im Auftrag des Apostolischen Nuntius und Ordensprovinzial
- Alexius, Franz (1922–1997), deutscher Fußballspieler
- Alexius, Kaspar (1581–1626), Schweizer reformierter Pfarrer und Theologe

#### Alexo
- Alexopoulos, Alexios (* 1971), griechischer Sprinter
- Alexouli, Chaido (* 1991), griechische Weitspringerin

#### Alexu
- Alexus, Ajiona (* 1996), US-amerikanische Schauspielerin

#### Alexw
- Alexwangen, Jacob († 1552), deutscher Ratsherr und Bürgermeister in Elbing

#### Alexy
- Alexy, Gillian (* 1986), australische Schauspielerin
- Alexy, Hans (* 1952), deutscher Richter
- Alexy, Jack (* 2003), US-amerikanischer Schwimmer
- Alexy, Janko (1894–1970), slowakischer Maler
- Alexy, Karoly (1816–1880), ungarischer Bildhauer
- Alexy, Oliver (* 1980), deutscher Betriebswirtschaftler und Hochschullehrer
- Alexy, Robert (* 1945), deutscher Jurist und RechtsphilosophRobert Alexy (* 1945)

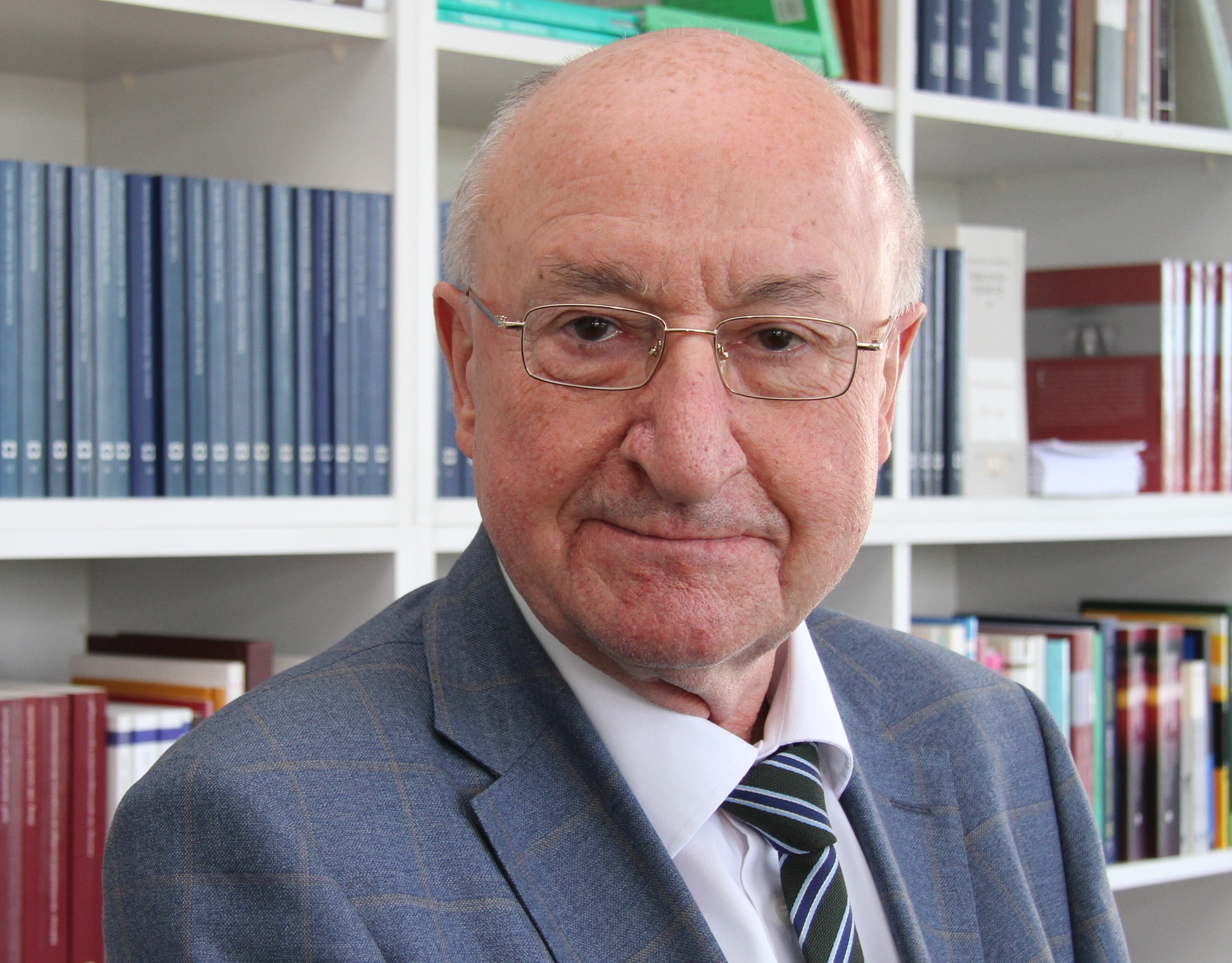
Robert Alexy (* 1945)

### Aley
- Aley, Peter (1936–2009), deutscher Germanist
- Aleydis, Selige; Nonne des Prämonstratenserordens
- Aleydis von Schaerbeek († 1250), Heilige; Zisterzienserin; Mystikerin; Klausnerin